# Flughafen München

i7
i11
i13

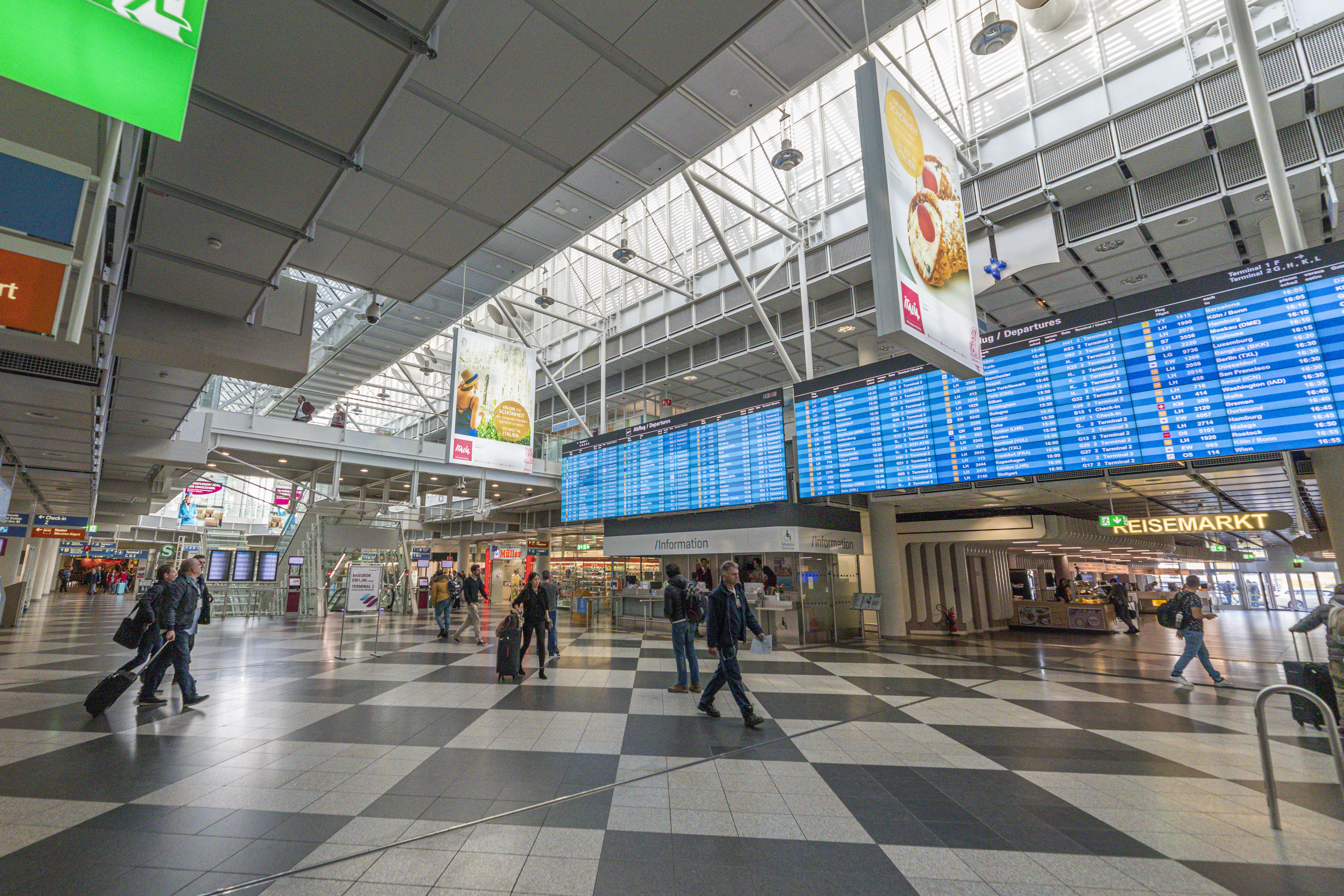
Terminal 1

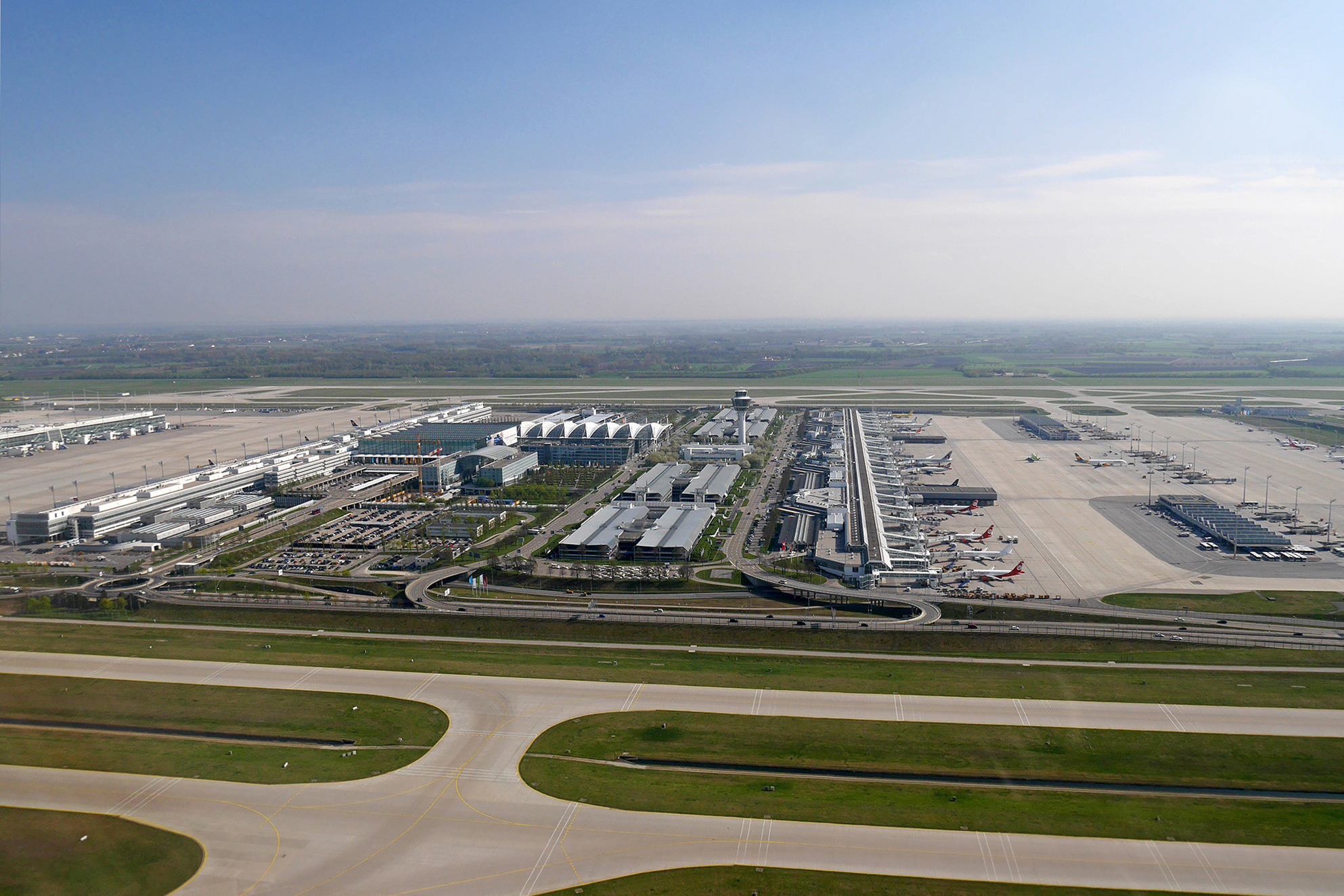
Flughafen München mit Terminal 1, Terminal 2 und München Airport Center

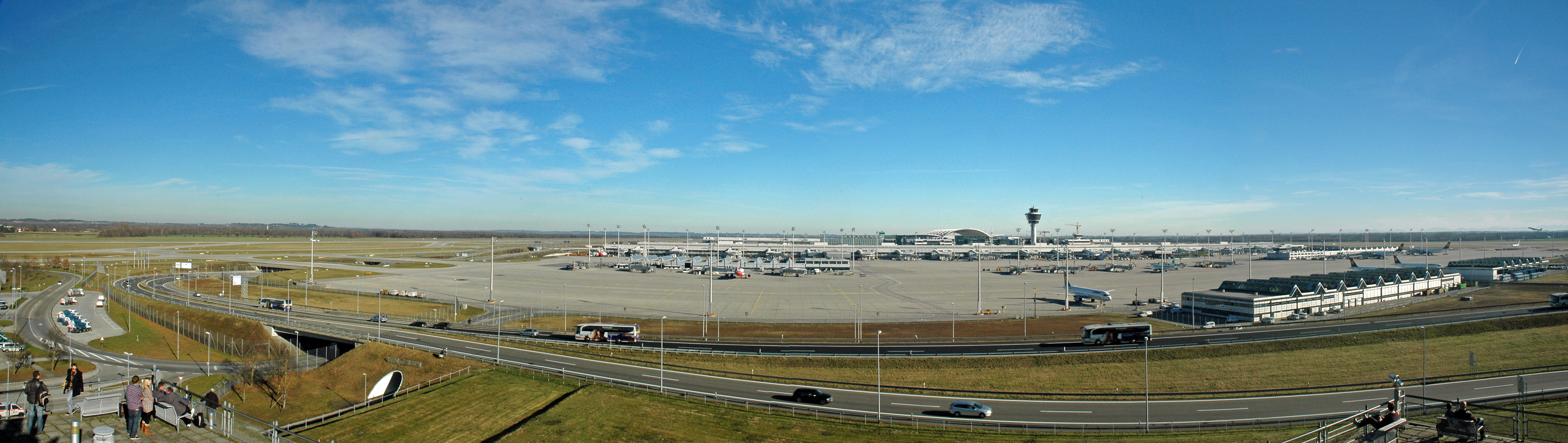
Flughafen München mit Flugfeld vor Terminal 1

Der Flughafen München (Eigenbezeichnung Flughafen München Franz Josef Strauß; IATA-Code: MUC, ICAO-Code: EDDM) ist der internationale Verkehrsflughafen der bayerischen Landeshauptstadt München. 2023 zählte er mit rund 37 Millionen Passagieren zu den zehn verkehrsreichsten Luftfahrt-Drehkreuzen in Europa. Der Flughafen München ersetzte mit der Inbetriebnahme 1992 den Flughafen München-Riem.
Betreiber ist die Flughafen München GmbH mit dem Freistaat Bayern (51 %), der Bundesrepublik Deutschland, vertreten durch das Bundesministerium für Digitales und Verkehr (26 %), und der Landeshauptstadt München (23 %) als Gesellschafter.
Insbesondere für die Lufthansa und ihre Partner in der Star Alliance ist der Flughafen ein wichtiger Zentralknoten.

## Geschichte

### Anfänge der Luftfahrt in München

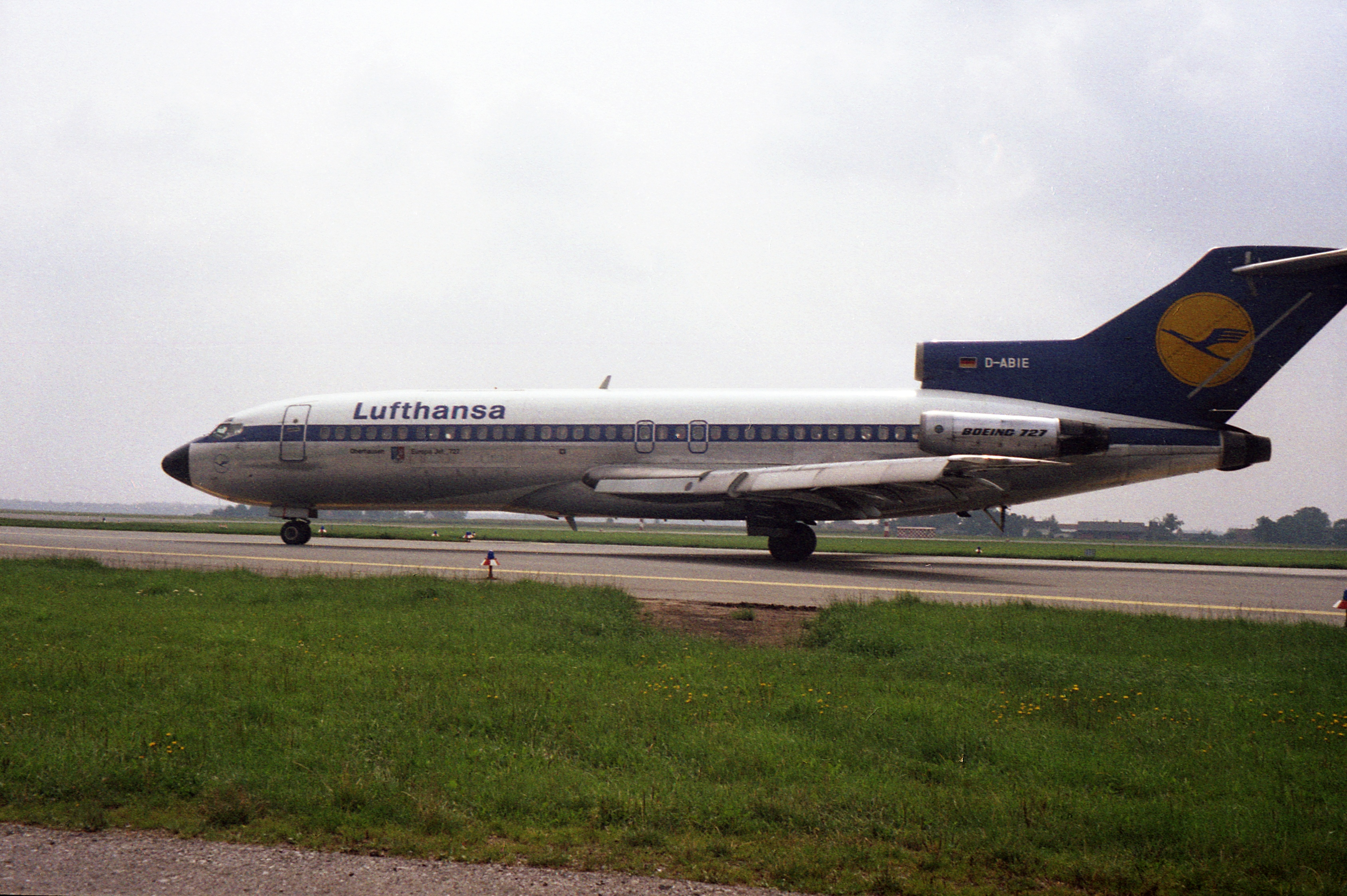
Boeing 727 der Lufthansa am Flughafen München-Riem

Luftfahrtgeschichte in München wurde zum Oktoberfest 1820 geschrieben, als sich Wilhelmine Reichard am 1. Oktober 1820 auf der Theresienwiese mit Hilfe eines Gasballons in die Luft erhob. Auf dem westlich von München gelegenen Flugplatz in Puchheim unternahmen Luftfahrtpioniere bereits um das Jahr 1910 erste Flugversuche. Die Flugvorführungen waghalsiger Piloten lockten Tausende von Zuschauern nach Puchheim. Die Luftschiffer der Königlich Bayerischen Armee nutzten das Gelände des Oberwiesenfelds für Ballonaufstiege und -landungen. Am 2. April 1909 landete auf dem Oberwiesenfeld das erste Luftschiff des Grafen Zeppelin, das „Reichsmilitärluftschiff S.M. Zeppelin I“, das erfolgreich seine erste „Fernfahrt“ vom Bodensee absolviert hatte. Am 1. Januar 1912 wurde hier die Königlich Bayerische Fliegertruppe gegründet, die aber bereits am 1. April desselben Jahres nach Oberschleißheim verlegt wurde. In Oberschleißheim entstand im Mai 1913 der erste Fliegerhorst Bayerns. Heute gilt Oberschleißheim mit der historischen Flugwerft Schleißheim als das älteste erhaltene Flugplatzgelände Deutschlands. Oberschleißheim wird als Sonderlandeplatz genutzt und beherbergt einen Teil der Luftfahrtsammlung des Deutschen Museums.

### Flughafen Oberwiesenfeld, Beginn des zivilen Luftverkehrs

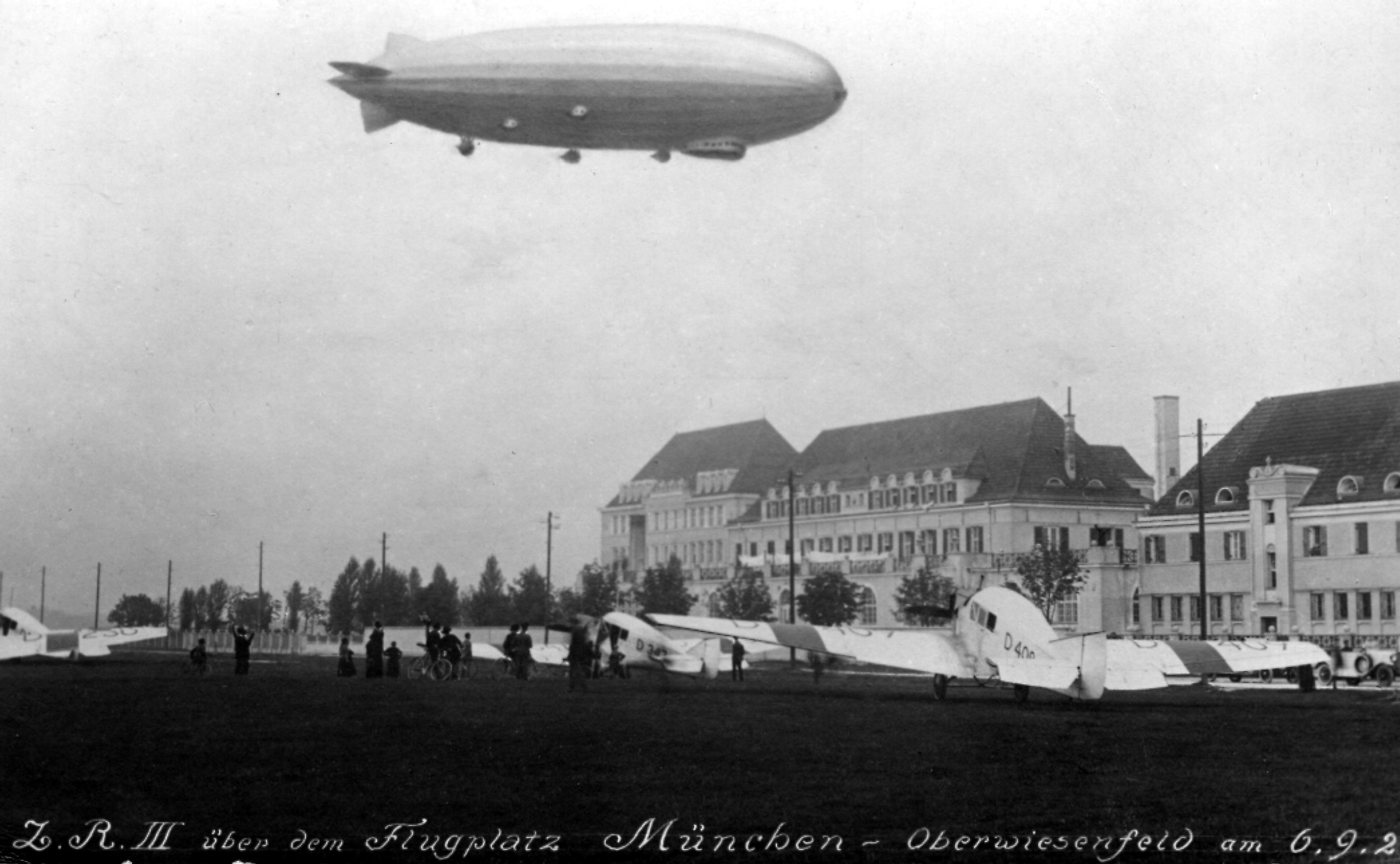
LZ 126 am Oberwiesenfeld (1924)

Die Geburtsstunde des Passagierverkehrs auf dem Oberwiesenfeld fiel in das Jahr 1919. Der Konstanzer Flugpionier Ernst Schlegel hatte mit sechs alten Militär-Doppeldeckern einen Flugpassagier-Dienst zwischen Konstanz, Stuttgart, Berlin, Freiburg, München und Friedrichshafen mit Anschluss an den Zeppelinverkehr organisiert. 1919 richtete auch die Rumpler Luftverkehrs AG mit umgebauten Militärmaschinen ihren planmäßigen Flugdienst auf den Strecken München – Augsburg sowie München – Nürnberg – Leipzig – Berlin ein. Als zweite in München operierende Fluggesellschaft eröffnete der Bayerische Luft-Lloyd 1921 die Verbindung München – Konstanz, die anfangs von Schleißheim aus bedient wurde. Vom Oberwiesenfeld starteten Luftverkehrspassagiere außerdem zu sogenannten „Erholungs- und Gesellschaftsflügen“ in die bayerischen Berge und Seengebiete, der Eröffnungsflug fand am 24. Juni 1919 mit einer Rumpler C I statt. Am 20. Oktober 1920 wurde der Rumpler Post- und Passagier-Luftdienst auf der Strecke nach Wien aufgenommen, allerdings wurden die Flugzeuge dort von der Entente-Kommission wegen nicht erlaubter Einfuhr von Flugzeugen beschlagnahmt. Am 14. Mai 1923 wurde auf der Strecke von München nach Wien die erste planmäßige Auslandsverbindung aufgenommen, die im Rahmen der Junker’schen „Transeuropa-Union“ von der Österreichischen Luftverkehrs AG (ÖLAG) in Gemeinschaft mit dem Bayerischen Luft-Lloyd bedient wurde. Als Fluggerät hatte der Junkers Luftverkehr die beiden Junkers F 13 D-219 Stieglitz und D-253 Taube beigestellt. 1923 wurden der Bayerische Luft-Lloyd und der Rumpler Luftverkehr vom Junkers Luftverkehr übernommen, der auch eine internationale Verbindung nach Zürich eröffnete. Ab 1925 machte ihm der Süddeutsche Aero-Lloyd Konkurrenz. Diese Gesellschaft bot Flüge nach Bad Reichenhall (Lkr. Berchtesgadener Land), Berlin, Stuttgart-Mannheim, später auch nach Innsbruck, Frankfurt, Dortmund und Amsterdam an. Die Fluggesellschaften konnten sich nicht selbst tragen und erhielten Subventionen durch das Reich, die Länder und Kommunen. Auf Druck des Reichs fusionierten die Gesellschaften 1926 zur Süddeutschen Lufthansa. 1927 begann die Planung für den Ausbau der Anlagen auf dem Oberwiesenfeld zu einem Flughafen „I. Ordnung“. Am 3. Mai 1931 wurde die Einweihung des Flughafens mit einem Großflugtag gefeiert. Das Passagieraufkommen auf dem Flughafen Oberwiesenfeld, das 1932 noch bei rund 16.000 Fluggästen lag, stieg in den folgenden sechs Jahren auf mehr als das Dreifache an. 1938, dem letzten kompletten Betriebsjahr des ersten Münchner Verkehrsflughafens, wurden auf dem Oberwiesenfeld insgesamt 49.156 Fluggäste gezählt.

### Flughafen München-Riem

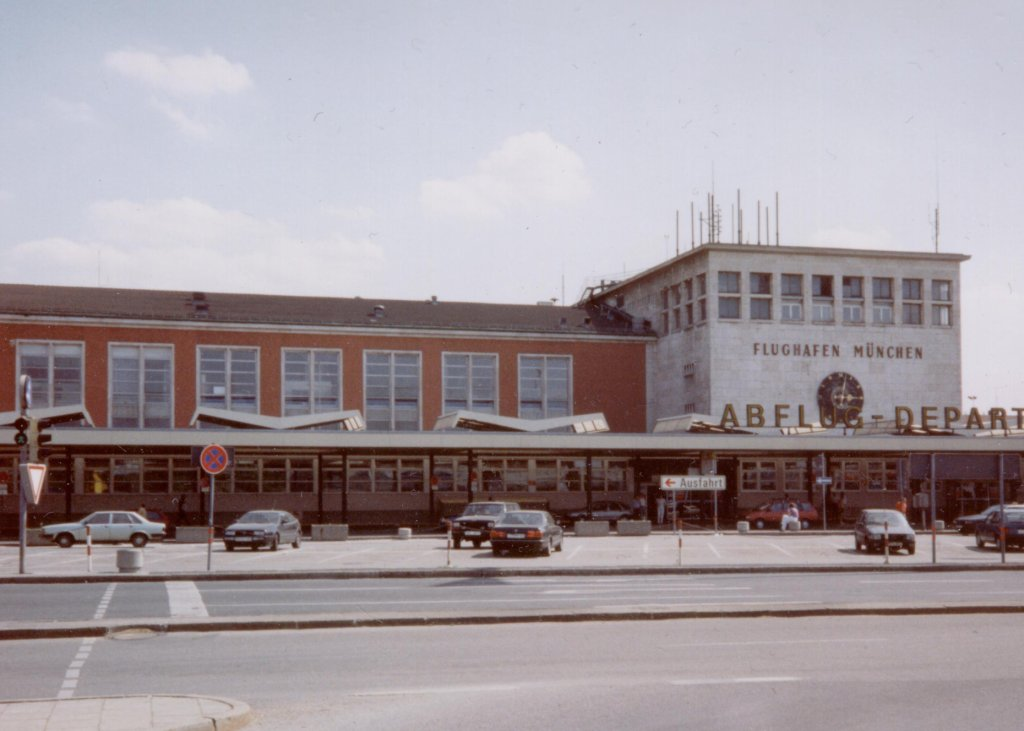
Zufahrt zum Flughafen München-Riem

Mit wachsender Bedeutung des zivilen Luftverkehrs und der steigenden Nachfrage nach Flugreisen, die den Einsatz größerer Flugzeuge erforderte, war die Kapazität des Flughafens Oberwiesenfeld bald erschöpft. Die Planungen für einen neuen Flughafen, der „weit außerhalb der Stadt“ erbaut werden sollte, begannen. Schließlich wurde als Standort Riem festgelegt. Am 24. Oktober 1939 wurde der für damalige Verhältnisse großzügig angelegte und nach den Plänen des Architekten Ernst Sagebiel errichtete Flughafen München-Riem eingeweiht. Am 25. Oktober 1939 landete die erste Verkehrsmaschine in Riem, eine Ju 52 der Lufthansa, die aus Berlin kommend in München eintraf und ihren Flug anschließend nach Venedig und Rom fortsetzte. Der zivile Luftverkehr wurde nach dem Zweiten Weltkrieg erst wieder am 6. April 1948 aufgenommen, als eine aus London kommende DC-3 der Pan American in Riem landete. 52 Jahre lang diente der Flughafen München-Riem der bayerischen Landeshauptstadt als internationaler Verkehrsflughafen, am 16. Mai 1992 war der letzte Betriebstag und um 23:46 Uhr wurde die Landebahnbefeuerung endgültig abgeschaltet. Über Nacht erfolgte der Umzug zum neuen Flughafen München im Erdinger Moos, der am 17. Mai 1992 planmäßig seinen Betrieb aufnahm.

### Erste Planungen für einen neuen Flughafen
1954 erstellte die Betreibergesellschaft des Flughafens München-Riem einen Generalausbauplan, dessen Erkenntnis war, dass ein tiefgreifender Aus- und Umbau des Flughafens unangebracht sei, da der Flughafen mit nur zehn Kilometer Entfernung zum Stadtkern bereits zu dicht umsiedelt war. Als Folge des Flugzeugunglücks am 17. Dezember 1960, bei dem ein Flugzeug auf eine vollbesetzte Trambahn an der Ecke Bayerstraße/Martin-Greif-Straße in der Münchner Innenstadt abstürzte und 52 Menschen tötete, forderte man erneut, einen neuen Flughafen „weit von der Stadt weg“ zu bauen. Derartige Ideen waren zur damaligen Zeit nicht nur in München zu finden. In Nürnberg hatte man den im Krieg zerstörten Flughafen Nürnberg-Marienberg ebenfalls weiter vom Stadtzentrum entfernt neu aufgebaut. 1955 war Eröffnung für den neuen Flughafen Nürnberg. In Hamburg kamen etwas später ähnliche Forderungen auf, die Verlegung des Flughafens nach Schleswig-Holstein wurde jedoch bis 2024 nie umgesetzt. Nach der deutschen Wiedervereinigung wurden auch die innerstädtischen Flughäfen Berlins (Tempelhof & Tegel) geschlossen und ein neuer Flughafen weiter außerhalb errichtet. In all diesen Fällen wurde dabei der alte Standort vollständig aufgegeben bzw. sollte aufgegeben werden.

### Standortsuche
Bald gab es verschiedene Standortvorschläge, die jedoch sehr umstritten und vor allem noch nicht professionell untersucht waren. Im März 1963 gründeten der Freistaat Bayern und die Landeshauptstadt München die Kommission Standort Großflughafen München, auch kurz Oechsle-Kommission, nach dem Vorsitzenden und ehemaligen bayerischen Arbeitsminister Richard Oechsle, zur Findung eines geeigneten Standortes. Bis 1964 wurden so zwanzig mögliche Standorte gefunden, die einige Eckpunkte wie unter anderem eine ebene Fläche, eine etwa halbstündige Erreichbarkeit von München sowie eine geeignete Bodenbeschaffenheit und Besiedelung erfüllten. Den Flächenbedarf schätzte man auf bis zu 1500 Hektar.
Nach der Aussortierung einiger Orte blieben schließlich fünf Standorte übrig: Mammendorf, Sulzemoos, das Erdinger Moos, der Hörlkofener Wald und der Hofoldinger Forst. Diese wurden für den Abschlussbericht, der im August 1964 veröffentlicht wurde, um Mammendorf und das Erdinger Moos reduziert. Obwohl der Standort Hofolding mehrere Nachteile hatte – so wäre dort ein besonders schwerwiegender Eingriff in die Flora und Fauna erforderlich gewesen – blieb er auf Grund der großzügigen Fläche und der infrastrukturellen Anbindung im Rennen. Der heutige Standort im Erdinger Moos wurde gestrichen, da man keine Klarheit über die dortigen Verhältnisse hatte und sich dort außerdem der Fliegerhorst Erding befand. Mammendorf wurde wegen der dort vorhandenen dichten Besiedlung als unrealistisch erachtet, obwohl der Flughafen dort über eine ideale infrastrukturelle Anbindung verfügt hätte. Da jedoch kein eindeutiges Urteil durch die Oechsle-Kommission gefällt wurde, setzte sich im Oktober 1965 ein Arbeitskreis Flughafen München zusammen. Hier schied der Standort Sulzemoos aus. Grund war der ca. 10 km südlich gelegene Flugplatz Fürstenfeldbruck, weil es wegen der parallelen, west-östlich ausgerichteten An- und Abflugpattern zu gegenseitigen Behinderungen mit dem militärischen Flugbetrieb der Waffenschule 50 gekommen wäre. Wegen des wachsenden Verkehrsaufkommens war bereits Ende der 1960er Jahre eine Abstimmung der militärischen Flugsicherung in Fürstenfeldbruck mit der zivilen in München-Riem nötig geworden. Ein weiterer Grund waren die ungünstigen geologischen Verhältnisse. Der Standort Hörlkofen schied ebenfalls aus, da er sich auf dem städtebaupolitisch wichtigen Gebiet zwischen München und Mühldorf befunden hätte, was zwangsläufig zu einer ähnlichen Situation wie in Riem geführt hätte. Letztendlich empfahl der Arbeitskreis im Juli 1966 den Standort im Hofoldinger Forst mit den Argumenten, dort seien das Einzugsgebiet, die Flugsicherungssituation, die Geländeform und die Eigentumsverhältnisse günstig zu bewerten. Folglich beschloss der bayerische Ministerrat, für dieses Gebiet ein Raumordnungsverfahren einzuleiten.
Mittlerweile hatte jedoch das Bundesministerium der Verteidigung entschieden, den Standort Erding zu schließen, sollte der Großflughafen im Erdinger Moos verwirklicht werden. Daher wurde der Standortvorschlag wieder aufgenommen und 1967 in das Raumordnungsverfahren integriert. Im Juli 1969 wurde dann verbindlich beschlossen, den Flughafen doch im Erdinger Moos zu bauen. Gründe hierfür waren die Raumordnung und die allgemeine Landesplanung. Der bayerische Ministerrat unter der Führung des damaligen bayerischen Ministerpräsidenten Alfons Goppel beschloss schließlich am 5. August 1969, die Planung zum Bau des Flughafens sofort aufzunehmen.

### Planung und Rechtsstreite

#### Grundsatzentscheidung
Bereits 1969 beantragte die Betreibergesellschaft des Flughafens, die Flughafen München GmbH (FMG), die luftverkehrsrechtliche Genehmigung für den geplanten Flughafen. Diese wurde vom Bayerischen Staatsministerium für
Wirtschaft und Verkehr am 9. Mai 1974 erteilt (Nr. 8421b-VII/8c3-29185). Genehmigt wurde die Anlage und der Betrieb eines Verkehrsflughafens mit vier parallelen Start- und Landebahnen, davon zwei Hauptbahnen mit einer Länge von 4000 m
Länge und einer Breite von 60 m und zwei Nebenbahnen mit einer Länge von 2500 m und einer Breite von 45 m.
Zu den weiteren Eckdaten gehörte beispielsweise die so genannte 62 dB(A)-Linie, die festlegt, dass innerhalb dieser Grenzlinie der Dauerschallpegel den Wert von 62 dB(A) an keinem Ort und Tag überschreiten darf. Doch schon während des Genehmigungsverfahrens stellten sich dem Vorhaben der Staatsregierung die umliegenden Gemeinden entgegen und versuchten, ein erneutes Raumordnungsverfahren durchzusetzen, da das bisherige kein „förmliches“ gewesen sei. Diese Forderung wurde durch den Bayerischen Verwaltungsgerichtshof zurückgewiesen. Da gegen diese Entscheidung keine Revision zugelassen war, wurde vor dem Bundesverwaltungsgericht geklagt; die Klage wurde am 21. Februar 1973 abgewiesen. Unter Berufung auf das Selbstverwaltungsrecht fochten die Gemeinden erneut die Genehmigung an, jedoch anfangs ohne Erfolg, da das Verwaltungsgericht die Klagen abwies. Jetzt führte aber die Revision zum Erfolg, der jedoch nur kurz anhielt, bis das Bundesverwaltungsgericht die Klage als unbegründet ansah, da die Gemeinden zwar im luftrechtlichen Genehmigungsverfahren zu beteiligen seien, aber daraus kein Recht abzuleiten sei, die sachliche Überprüfung der Genehmigung zu erzwingen.

#### Planung
Drei maßgebliche Gründe führten zur Planung des Flughafens München II:
1. Die für München-Riem festgelegte Hauptabflugrichtung führte über dichtbesiedelte Wohngebiete.
2. Die bestehende Start- und Landebahn konnte nicht ausgebaut werden.
3. Mit nur einer Start- und Landebahn war eine pünktliche und regelmäßige Abwicklung des Luftverkehrs nicht gewährleistet.

##### Grundlagenplanung
Auf Grundlage von Planungsgutachten und der Empfehlung einer Prüfungskommission entstand ein „Geländenutzungs- und Funktionsplan“ (das sog. „Münchner Modell“). In einer zweiten Planungsphase waren für die Einzelanlagen der 1. Ausbaustufe die Raum- und Funktionsprogramme zu erstellen. Im Juli 1973 wurde auf Grund einer Ausschreibung für den Passagierabfertigungsbereich die Architektengemeinschaft von Gerkan, Marg und Partner beauftragt.
Am 7. Juni 1974 beantragte die FMG die Planfeststellung.

##### Bauwettbewerb

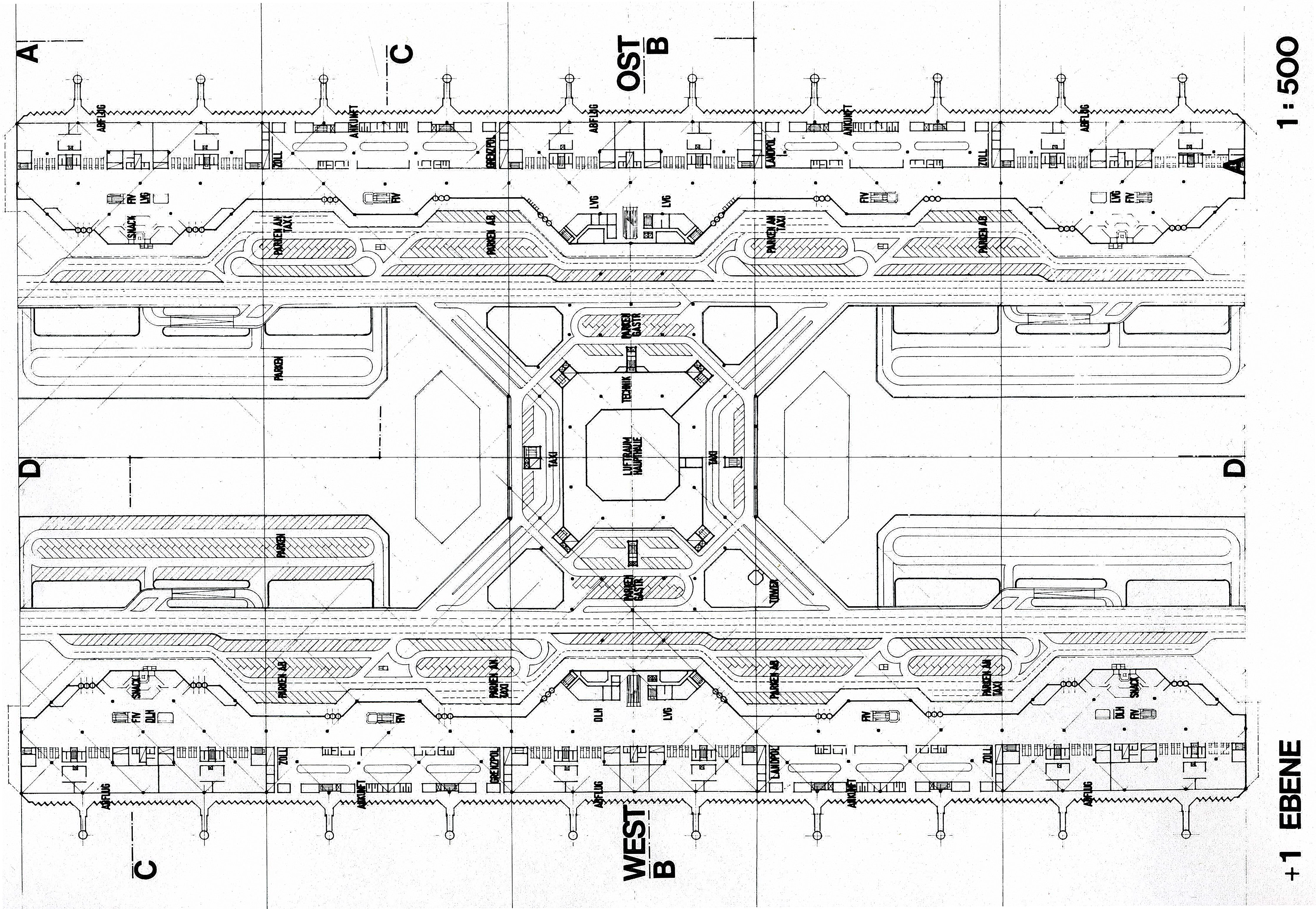
Passagierabfertigungsebene, Flughafen München II, 1976 (Büro Heinz Wilke/Peter Riemann)

Am 3. März 1975 wurde ein engerer Bauwettbewerb auf der Grundlage der Raum- und Funktionsplanung des Büros Gerkan, Marg und Partner (Flughafen Berlin-Tegel) für den Passagierabfertigungsbereich ausgelobt. Es wurden 12 namhafte Architekturbüros eingeladen, darunter 5 Büros aus München und u. a. das Büro Heinz Wilke (Flughafen Hannover-Langenhagen).
Unter Bezug auf die sog. „H-Lösung“, (ein Zentralgebäude, flankiert von jeweils zwei „Abfertigungsstangen“) wurden im Oktober 1975 kein erster, aber zwei zweite Preise (gmp/Hamburg und Kaup-Scholz-Wortmann/München) und ein dritter Preis (von Busse & Partner/München) von der Jury vergeben. Nachdem das Preisgericht dem Auslober empfohlen hatte, die drei ersten Preisträger bis zum 15. Februar 1976 mit der Überarbeitung ihrer Entwürfe zu beauftragen, wurde überraschenderweise das Büro des Architekten Hans-Busso von Busse und seiner Partner für die Realisierung ausgewählt, obwohl keine Erfahrung im Flughafenbau vorhanden waren: "1976 hatte sich das Büro beim Architekten-Wettbewerb gegen elf Mitbewerber durchgesetzt. „Sehr überraschend, als kleines Büro“, sagt Niels Kampmann. Einen Flughafen hatten sie noch nie gebaut". (Zitat aus: "Wie München schaffte, was Berlin nicht kann", Sebastian Horsch, Münchner Merkur, 16. Mai 2017)

##### Umsetzung
Es folgte das Planfeststellungsverfahren mit 249 Erörterungsterminen.
Am 8. Juli 1979 ließ der Planfeststellungsbeschluss den Neubau des Flughafens mit drei Start- und Landebahnen zu, wovon zwei den heutigen, 4000 Meter langen und 2300 Meter voneinander entfernten Bahnen entsprachen, die im Norden durch eine kleine, für die Allgemeine Luftfahrt gedachte Bahn ergänzt wurden. Die Forderung nach einer vierten Start- und Landebahn südlich des Flughafens wurde abgewiesen, da die mögliche Zahl der Flugbewegungen von 120 pro Stunde als überdimensioniert angesehen wurde. Gegen diesen Planfeststellungsbeschluss gab es 5724 Klagen. Diese wurden nach einem Beschluss des Verwaltungsgerichts München auf vierzig „repräsentative Musterklagen“ reduziert. Gegen diese Entscheidung klagte der Bund Naturschutz in Bayern vor dem Bundesverfassungsgericht, die Klage wurde jedoch wegen schlechter Erfolgsaussichten nicht angenommen. Man klagte dann erneut vor Gericht, dass das Gerichtsverfahren auf Grund der fehlenden Abarbeitung aller Klagen noch nicht rechtskräftig abgeschlossen sei. Das Verwaltungsgericht wies diese Klage am 31. Oktober 1980 zurück, doch der Verwaltungsgerichtshof gab den Beschwerden gegen diesen Beschluss am 16. April 1981 statt, wodurch eine Aufschiebung des Planfeststellungsbeschlusses und damit ein Stopp der im November 1980 begonnenen Bauarbeiten erreicht wurde. Die weitergehende Klage, die bereits gebauten Abschnitte zurückzubauen, hatte jedoch keinen Erfolg.
Im Zuge der nachfolgenden Überlegungen und Verhandlungen gab die FMG die dritte Start- und Landebahn im Norden auf und stellte einen Planänderungsantrag, der ein zweites Planfeststellungsverfahren 1981 verursachte. Nach erneuten Terminen im ersten Quartal 1983, bei denen die Pläne öffentlich diskutiert werden konnten, folgte am 7. Juni 1984 ein Planfeststellungs-Änderungsbeschluss, der neben der bereits erwähnten Reduzierung auf ein Zwei-Bahnen-System eine Nachtflugregelung beinhaltete. Die Ursachen dieser Änderungen waren jedoch nicht ausschließlich die Klagen, sondern auch die neuen Prognosen für den Flugverkehr, die ein deutlich niedrigeres Wachstum als ursprünglich angenommen vorhersagten. Diese Prognosen erwiesen sich später als falsch, da auch die höheren Prognosen übertroffen wurden. Diese gingen beim Planfeststellungsbeschluss 1979 für das Jahr 1985 von 9,44, für 1990 von 12,01, für 2000 von 14,23 und für 2010 von 17,60 Millionen Passagieren im Jahr aus. Beim Änderungsbeschluss 1984 reduzierte die Regierung von Oberbayern die Prognosen auf 7,814 für 1990 und 10,769 Millionen Passagiere im Jahr 2000. Tatsächlich wurden 1985 bereits 8,043, 1990 11,424, im Jahr 2000 23,126 und 2007 33,980 Millionen Fluggäste abgefertigt.

### Bauphase

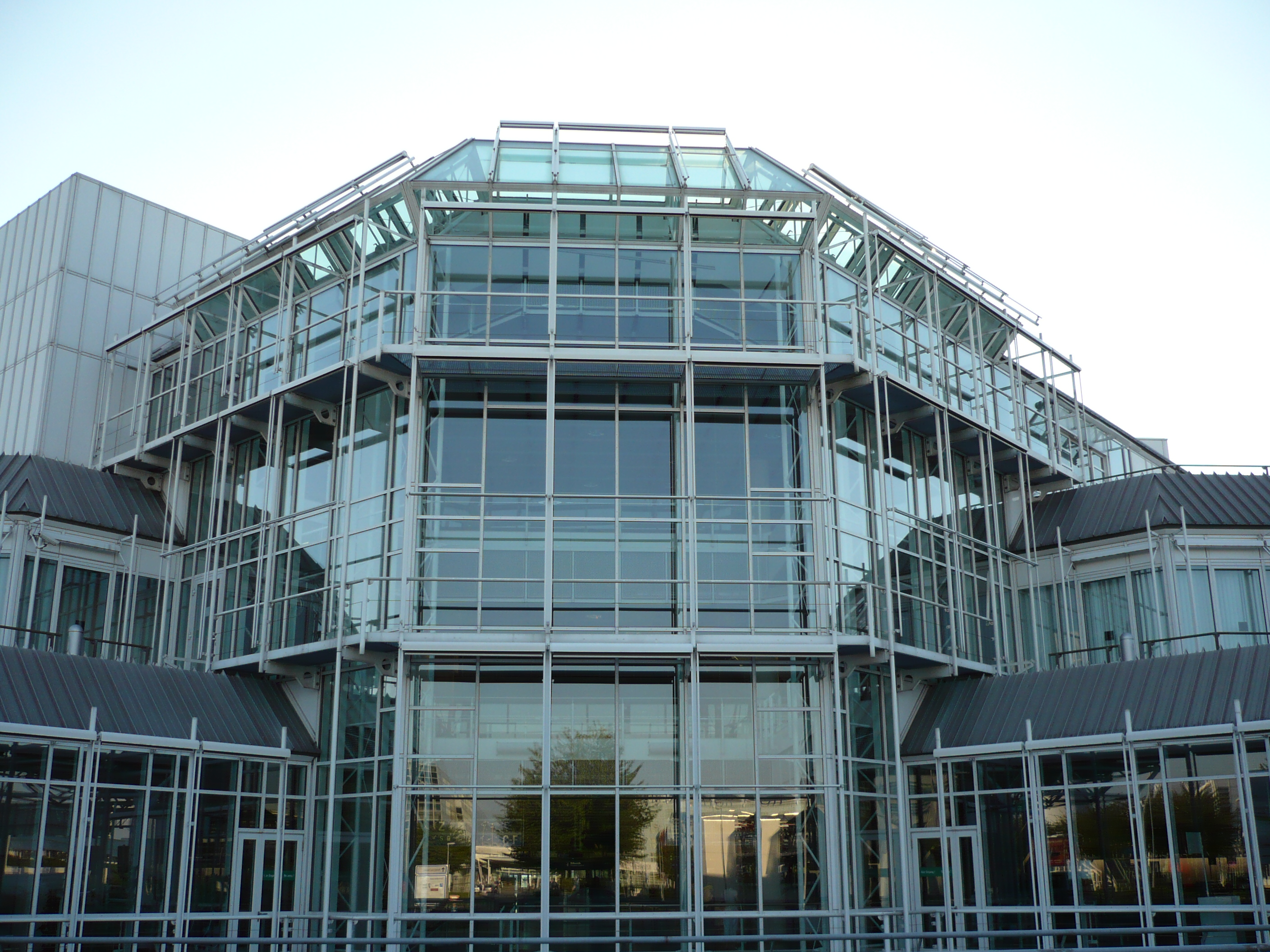
Terminal 1

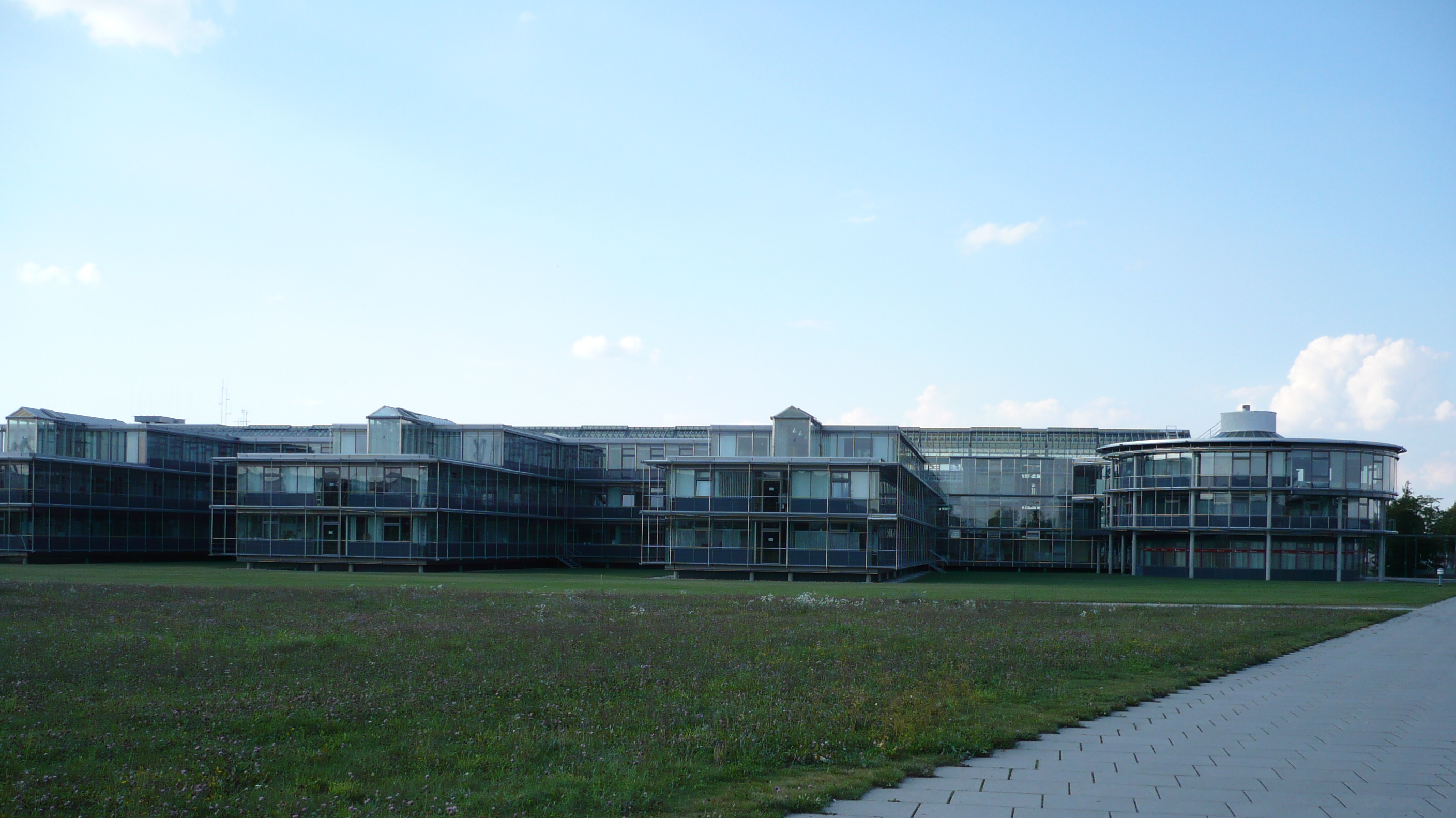
Verwaltungsgebäude der Flughafen München GmbH

Im März 1985 hob der Bayerische Verwaltungsgerichtshof den Baustopp auf und die Bauarbeiten wurden zwei Monate später fortgeführt. Letzte Klagen wurden 1986 abgewiesen, als im Dezember das Bundesverwaltungsgericht die Planung des Flughafens für rechtmäßig erklärte. Der Bau des Zentralgebäudes als erste Hochbaumaßnahme wurde im August 1987 begonnen, das Terminal 1 im Februar 1988. Im September 1989 fand das Richtfest für das Terminal 1 statt. Im August 1991 zog die Geschäftsführung der FMG in das Verwaltungsgebäude an der Nordallee, im Dezember desselben Jahres wurde der Tower in Betrieb genommen. Der Probebetrieb der Flughafenabläufe am Boden, wie Gepäcksortierung, Check-in und so weiter, begann im Februar, der Probeflugbetrieb im April 1992.

### Inbetriebnahme

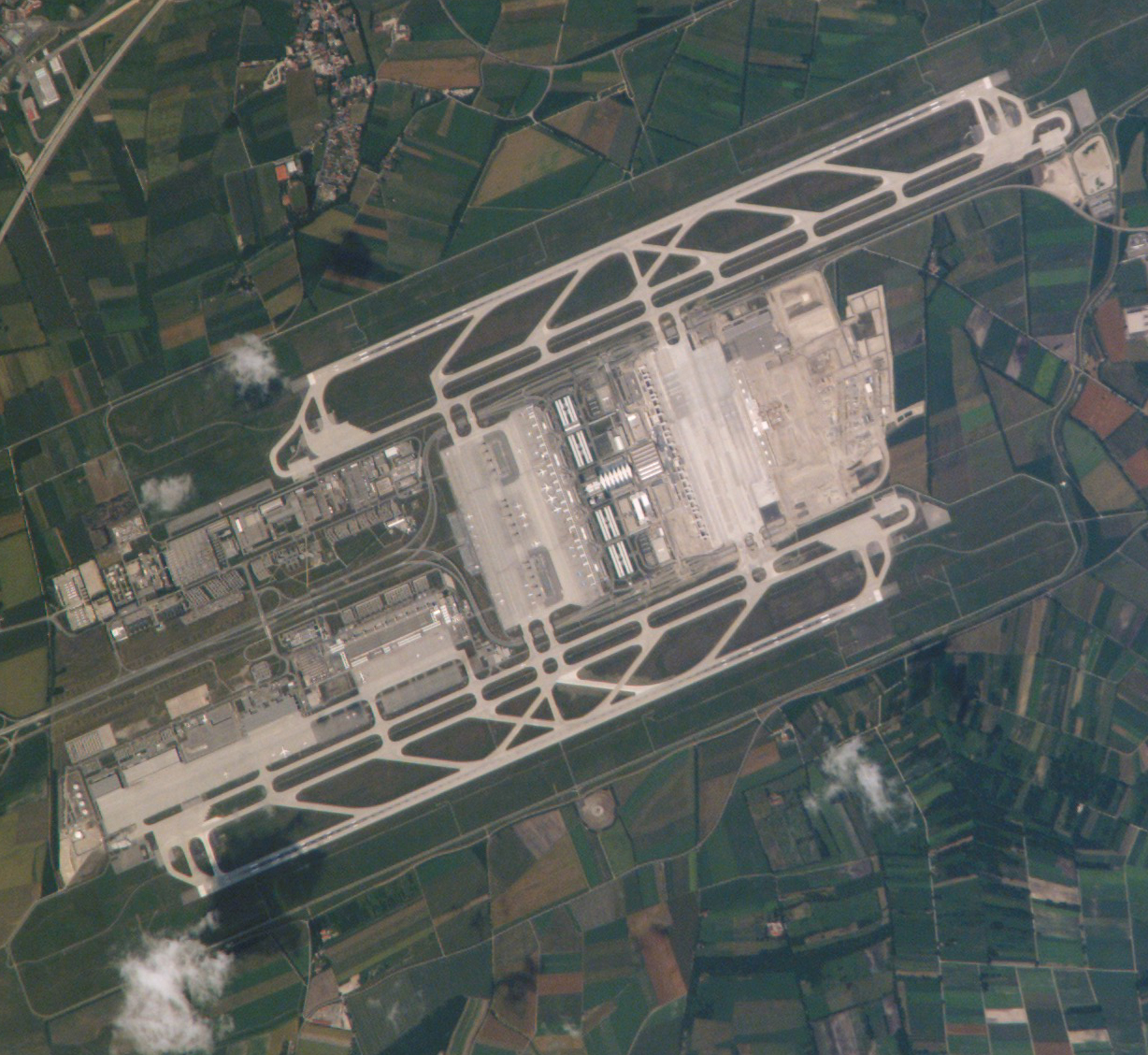
Aufnahme aus dem Weltraum aus dem Jahr 2002, während der Bauarbeiten des Terminals 2

Die Eröffnungsfeier fand am 11. Mai 1992 statt. Der erste Start wurde um 13:30 Uhr von dem damaligen bayerischen Ministerpräsidenten Max Streibl freigegeben. Es handelte sich um einen Prototyp des Airbus A340 mit dem Namen Franz Josef Strauß.
In der Nacht vom 16. auf den 17. Mai 1992 zog der Flugbetrieb relativ reibungslos über Nacht vom Flughafen München-Riem zum neuen Flughafen um, nachdem in Riem am Vortag kurz vor Mitternacht mit dem Start der Lufthansa-Boeing B737 Freising der letzte Linienflug durchgeführt worden war. Die Logistik des Umzugs erlangte weltweite Beachtung, was dazu führte, dass häufig Experten des Flughafens München für ähnliche Projekte angefordert wurden, so beispielsweise beim Umzug des Flughafens Bangkok oder des Flughafens Athen-Eleftherios Venizelos. Das Flughafengelände in Riem wurde bis auf den denkmalgeschützten Tower und die Wappenhalle zur Messestadt Riem umgestaltet.

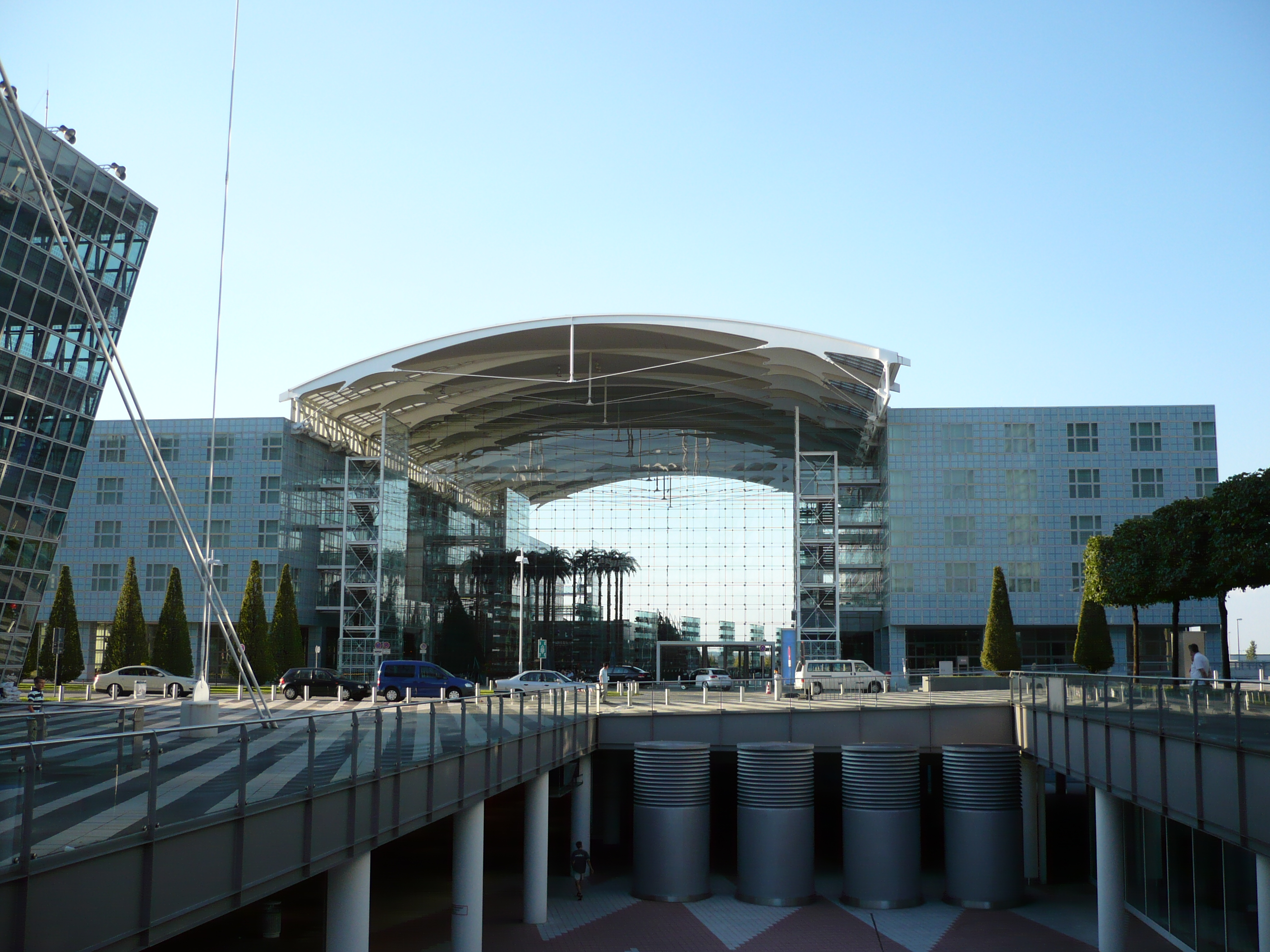
Hilton Munich Airport

Am 29. Juni 1992 bediente erstmals die damalige Deutsche BA den Flughafen. Am 16. April 1993 wurde erstmals ein Airbus A340 planmäßig ab München eingesetzt, er bediente aber nur die Kurzstrecke zum Flughafen Paris-Charles de Gaulle für die Air France. Am 6. Mai desselben Jahres fand das Richtfest des flughafen-eigenen Airport Hotel mit direktem Terminal-Anschluss statt, erster Betreiber war die Kempinski Gruppe, welche am 1. April 1994 den Betrieb aufnahm. (2015 ging der Betrieb auf Hilton über). Die bereits erwähnte Deutsche BA, zu dieser Zeit nach der Lufthansa die zweitgrößte deutsche Linienfluggesellschaft, beschloss am 9. November 1993, ihren Sitz an den Flughafen zu verlagern; verlegt wurde er am 27. März des nächsten Jahres. Im Herbst und Winter 1994 fungierte der Flughafen erstmals als Luftfahrt-Drehkreuz, die Condor verteilte dort ihre Passagiere. Am 22. März wurde mit der Entscheidung zum Bau des München Airport Centers, eines Gebäudes mit Büros, Läden, Restaurants und Konferenzräumen, über die erste größere Erweiterung des Flughafens entschieden. Die Baukosten waren auf 220 Millionen DM veranschlagt. Mit dem Sommerflugplan 1995 stationierte die Lufthansa erstmals zwei Airbus A340 in München. Sie baute ab diesem Jahr ein stetig wachsendes Langstreckenprogramm ab München auf. Damit wurde München zum zweiten Drehkreuz neben Frankfurt.

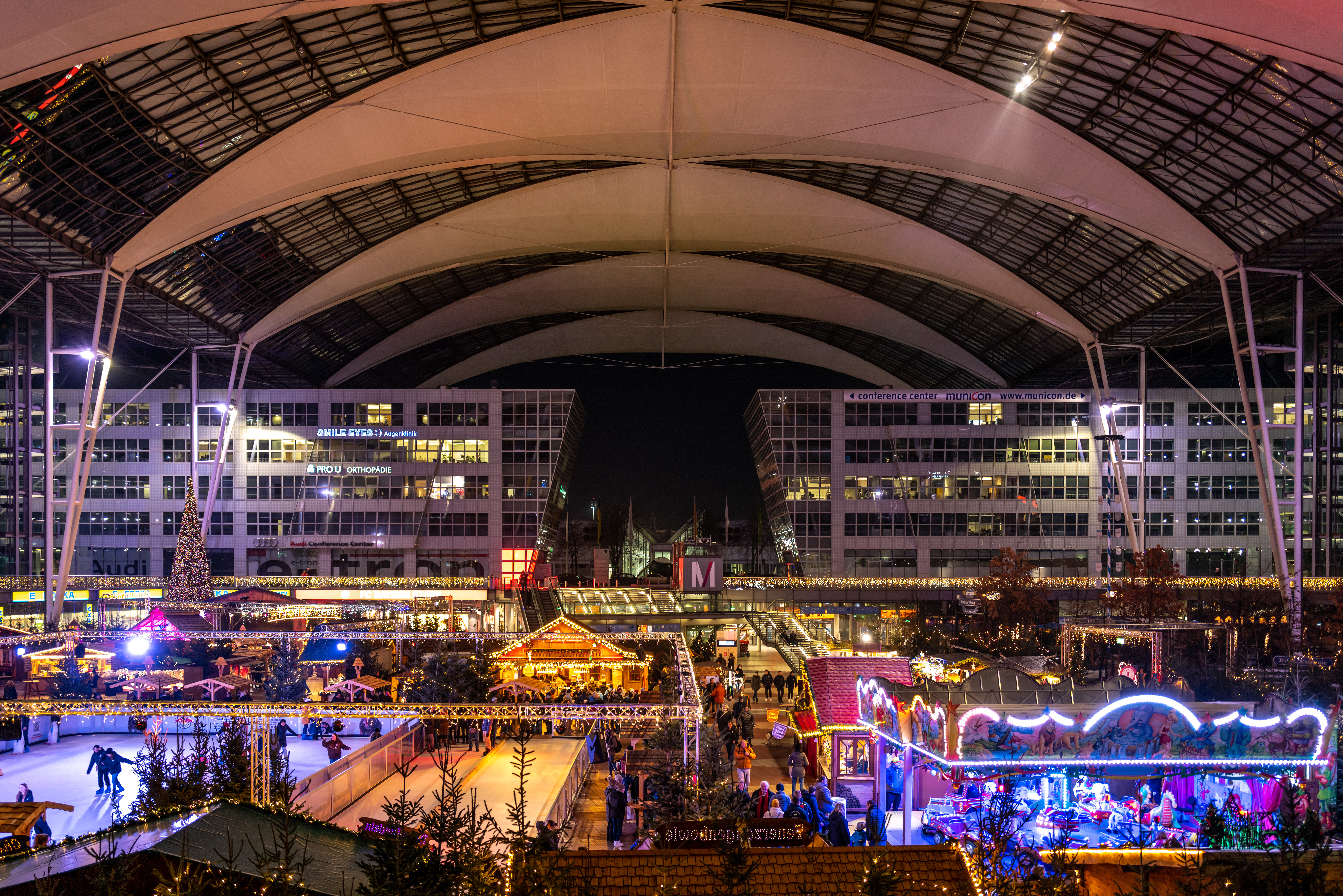
München Airport Center (MAC)

Am 24. Januar 1996 konnte der fünfzigmillionste Fluggast begrüßt werden. Am 26. Oktober 1996 besuchte die Concorde zum ersten und einzigen Mal den Flughafen. 1997 wurde am 12. Mai mit einer auf dem Vorfeld gelegenen Wartehalle der erste Kapazitätserweiterungsbau im Terminal 1 eingeweiht. Am 15. Dezember wurde der Architektenwettbewerb für das Terminal 2 ausgeschrieben und der Flughafen fand sich erstmals unter den zehn größten Flughäfen Europas (gemessen an den Zahlen der Flugbewegungen und Passagiere). Am 30. Mai 1998 gaben die FMG und die Lufthansa im Rahmen eines „Memorandum of Understanding“ die Absicht bekannt, das geplante Terminal 2 gemeinsam zu bauen und zu betreiben; im Gegenzug wurde festgelegt, dass das Terminal 2 von der Lufthansa und ihren Partnern exklusiv genutzt werden sollte. Zwei Monate später stand auch der Sieger des Architekturwettbewerbs für das Terminal 2 fest, das Architektenbüro Koch und Partner aus München. Der hundertmillionste Passagier konnte am 18. November 1998 abgefertigt werden. Am 5. Mai 1999 wurde die erste öffentliche Wasserstofftankstelle am Flughafen eröffnet, am 26. Mai ein Erweiterungsbau des Terminals 1 mit neuen Fluggaststeigen. Die Inter Airport Europe, eine Fachmesse für Flughafentechnologien und Dienstleistungen an Flughäfen mit weltweiter Bedeutung, fand erstmals im September 1999 statt; ebenfalls im September wurde das München Airport Center eingeweiht.

### Bauliche Erweiterung zum Luftverkehrsdrehkreuz

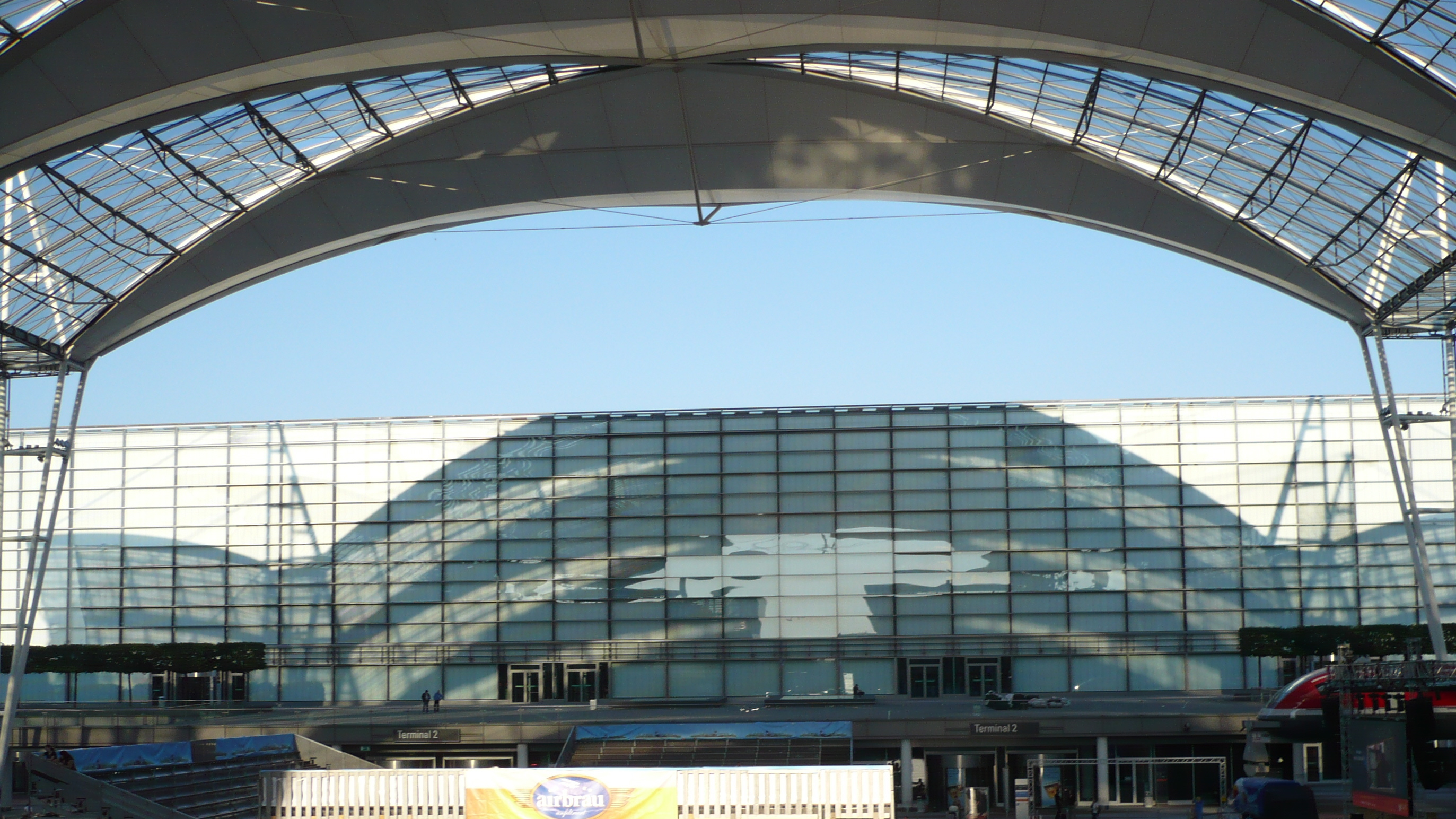
Haupthalle des Terminals 2

Am 14. April 2000 wurde der Grundstein für das 1,6-Milliarden-Euro-Projekt Terminal 2 gelegt, dessen Finanzierung sich die Lufthansa (40 %) und die FMG (60 %) teilten. Die Eröffnung fand am 27. Juni 2003 statt, der erste Flug wurde am 29. Juni 2003 durchgeführt. Mit dem Terminal 2 hat der Flughafen eine Kapazität von 50 Millionen Passagieren pro Jahr.

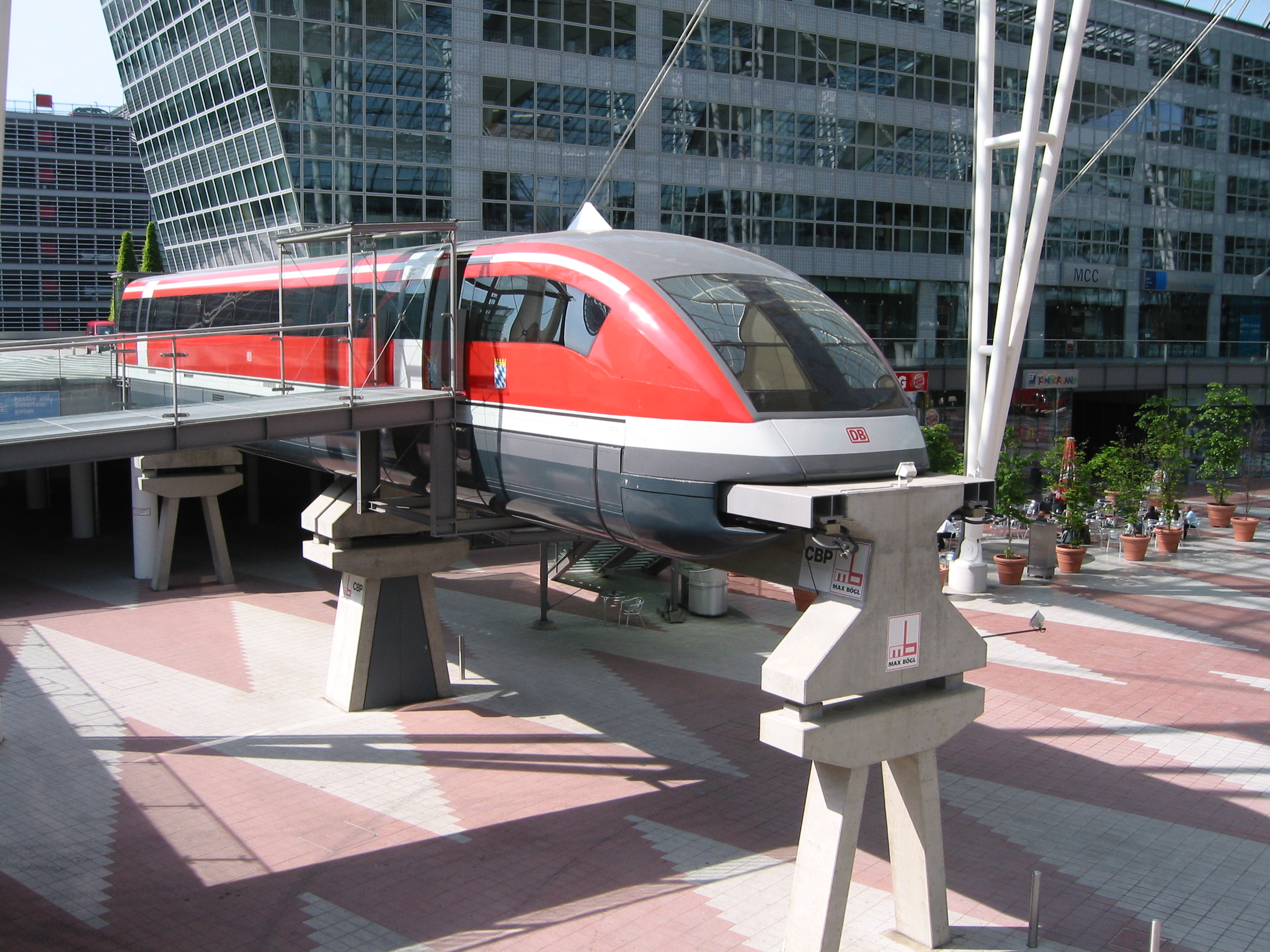
Die Sektion I des Transrapid 07, der zuvor auf der Teststrecke in Lathen im Emsland gefahren war, diente bis 2008 als Transrapid-Informationszentrum im München Airport Center (MAC)

Nachdem sich der Flughafen München rasant zu einem internationalen Luftverkehrsdrehkreuz entwickelt hatte, sollte angesichts der Wachstumsraten die Leistungsfähigkeit der Verkehrsanbindung zur Münchner Innenstadt weiter verbessert werden. Um eine optimale Verbindung zwischen Schienenverkehr und Luftverkehr herzustellen, wurde die Planung für eine verlässliche Magnetschnellbahn aufgenommen. Der Transrapid München sollte den Flughafen schnell mit dem Hauptbahnhof München verbinden, geplant war eine Fahrtzeit von zehn Minuten, Motto „In 10 Minuten, alle 10 Minuten“. Im Gegensatz zur konventionellen Rad-Schiene-Technik sollte damit erstmals in Deutschland ein hoch innovatives Verkehrsmittel eingesetzt werden, das völlig berührungsloses Schweben bei hohen Geschwindigkeiten ermöglichte. Das Planfeststellungsverfahren für den Bau der 37,4 km langen Strecke wurde am 28. Februar 2005 eingeleitet. Nach kontroversen politischen Diskussionen wurde das Projekt letztlich wegen immer weiter gestiegener Kosten aufgegeben. Am 27. März 2008 erklärten Bundesverkehrsminister Wolfgang Tiefensee und Bayerns Ministerpräsident Günther Beckstein in Berlin, dass das Projekt Transrapid München gescheitert sei. Die als Informationszentrum genutzte Sektion I des Transrapid 07, die fast sechs Jahre auf der Plaza des München Airport Center stand, wurde im Mai 2008 abtransportiert und zum symbolischen Preis von einem Euro an die Firma Max Bögl verkauft, die die Fahrwegtechnik des Transrapid entwickelt hatte. Heute ist der Zug mit dem von Max Bögl entwickelten Fahrweg „Maglev Guideway Bögl“ am historischen Bahnhof Greißelbach bei Neumarkt in der Oberpfalz () aufgestellt.
Im Juli 2005 beschlossen die Gesellschafter der Flughafen München GmbH, ein Raumordnungsverfahren zum Bau einer Dritten Start- und Landebahn einzuleiten, um so die Kapazität des Flughafens von 90 auf 120 Flugbewegungen pro Stunde steigern zu können. Am 26. Juli 2011 erließ die Regierung von Oberbayern einen Planfeststellungsbeschluss zum Bau einer dritten Start- und Landebahn am Verkehrsflughafen München. Alle Klagen gegen den Planfeststellungsbeschluss wurden abgewiesen, zuletzt durch das Bundesverwaltungsgericht. Am 17. Juni 2012 wurde durch einen Bürgerentscheid in der Stadt München das Projekt 3. Startbahn jedoch vorerst gestoppt.
Im Dezember 2010 beschlossen die Aufsichtsgremien der Flughafen München GmbH (FMG) und der Deutschen Lufthansa AG, das Terminal 2 gemeinsam durch ein Satellitenterminal zu erweitern, um dem Passagierwachstum am Flughafen München Rechnung zu tragen. Die gesamten Baukosten für den Satelliten in Höhe von rund 900 Millionen Euro wurden wie beim Terminal 2 im Verhältnis von 60 zu 40 zwischen der FMG und der Lufthansa aufgeteilt.
Im November 2013 stellte der Flughafen München erstmals seit seiner Eröffnung ein vollständig neues Corporate Design vor. Neben einem neuen Logo und Schriftzug wurde beispielsweise auch die Internetpräsenz neu gestaltet.
Im März 2016 eröffnete Transavia eine Basis mit vier Flugzeugen am Flughafen, kündigte aber bereits ein Jahr später die Schließung der Basis zum Oktober 2017 an.

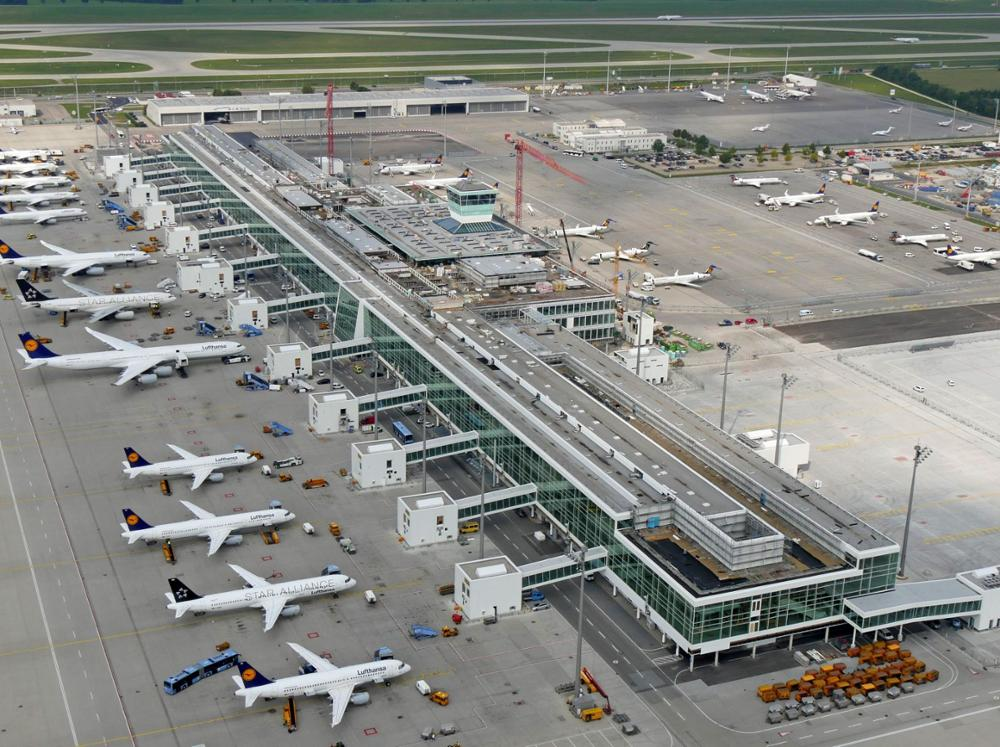
Satellitenterminal des Terminal 2 kurz vor der Fertigstellung

Am 26. April 2016 ging das Satellitenterminal am Münchner Flughafen in Betrieb. Der Satellit bietet 27 gebäudenahe Flugzeugabstellpositionen, über die Fluggäste direkt und ohne Bustransfer ins Flugzeug gelangen. Mit dem Abfertigungsgebäude erhöht sich die Kapazität des von Lufthansa und des Airline-Verbundes Star Alliance genutzten Terminals 2 um weitere elf Millionen auf insgesamt 36 Millionen Passagiere. Der Satellit hat keine direkte landseitige Verkehrsanbindung. Die Passagiere checken im Terminal 2 ein und fahren nach der Passagier- und Handgepäckkontrolle mit einer flughafeneigenen U-Bahn in knapp einer Minute zum Satellitengebäude. Die Gesamtinvestition für das Satellitenterminal einschließlich der Erweiterung der Gepäckförderanlage und der Vorfeldflächen beträgt rund 900 Millionen Euro.
Im November 2016 wurden Pläne zum Umbau und zur Erweiterung der Module A und B des Terminals 1 für 400 Millionen Euro bekannt, wodurch die Kapazität um 6 Millionen Passagiere pro Jahr und die Fläche für Verkaufs- und Gastronomieflächen erhöht werden soll. Der Bau soll nach Abschluss der Planungen ab 2018 beginnen und mindestens vier Jahre dauern.

## Lage
| Gemarkung         | Landkreis         | Fläche [ha] | %     |
| ----------------- | ----------------- | ----------- | ----- |
| Oberding          | Erding            | 795         | 49,1  |
| Hallbergmoos      | Freising          | 360         | 22,3  |
| Attaching         | Freising          | 330         | 20,4  |
| Freising          | Freising          | 130         | 8,0   |
| Marzling          | Freising          | 3           | 0,2   |
| Flughafen München | Flughafen München | 1618        | 100,0 |

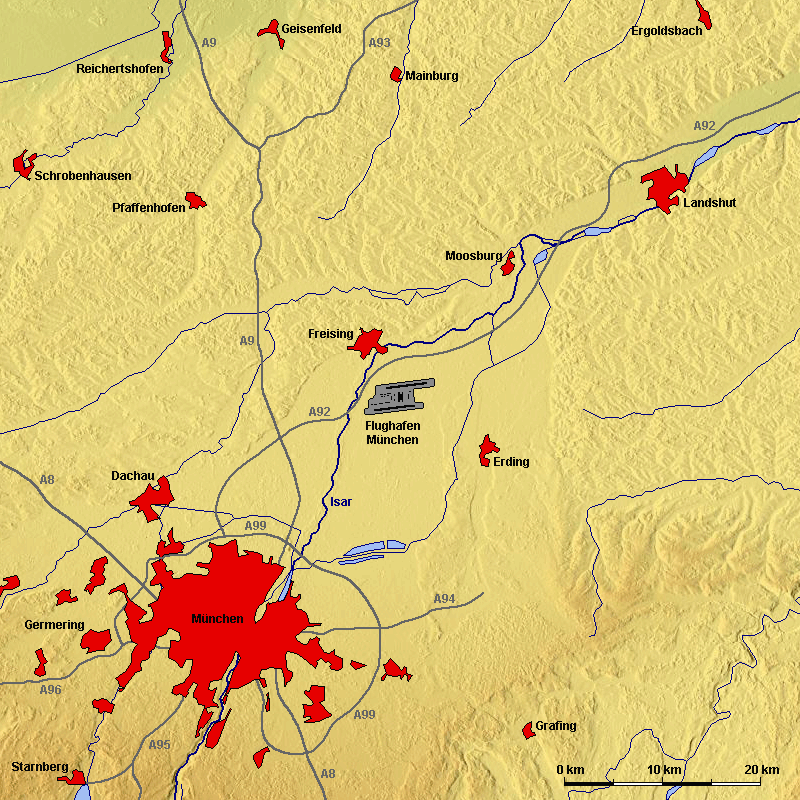
Lage des Flughafens

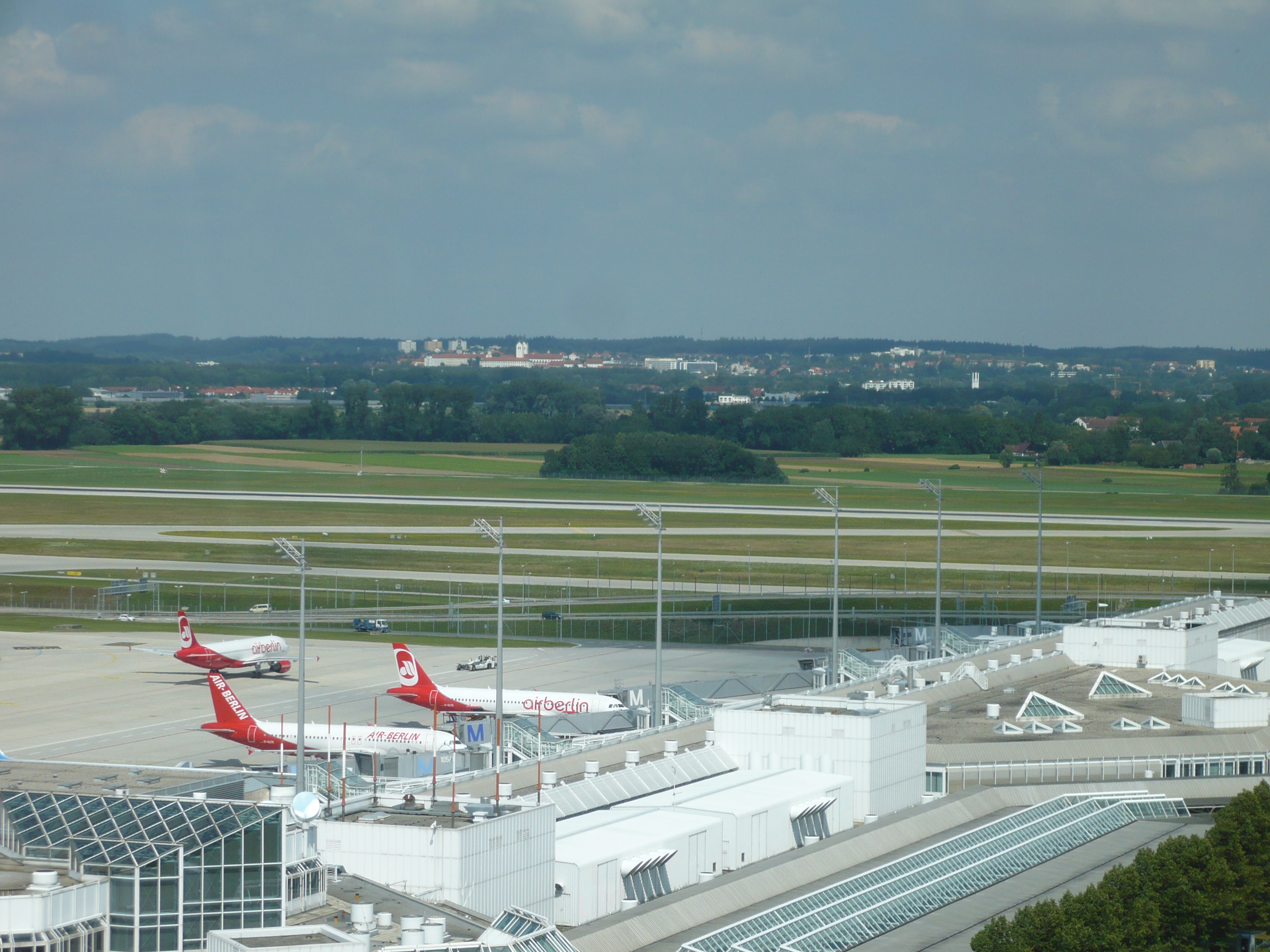
Freising als Kulisse zum Flughafen

Der Flughafen liegt circa 28,5 km nordöstlich von München im Erdinger Moos in unmittelbarer Nähe der Stadt Freising. Er befindet sich 448 Meter über Normalhöhennull (NHN).
Der Flughafen verfügt über eine Gesamtfläche von 1618 ha. Mit 49 Prozent gehört der geringfügig kleinere Teil der Flughafenfläche zum Landkreis Erding (Gemeinde Oberding), während der westliche, geringfügig größere Teil auf drei Gemeinden im Landkreis Freising entfällt: Der Südwesten gehört zur Gemeinde Hallbergmoos, und der Nordwesten mit dem Besucherpark zur Stadt Freising. Ein sehr kleiner Teil an der Nordgrenze mit rund 2,8 ha gehört zur Gemeinde Marzling. Die geplante dritte Start- und Landebahn soll in einem Abstand von 1180 Metern nordöstlich zum bestehenden Bahnsystem gebaut werden. Dadurch würde das Flughafenareal um rund 870 Hektar erweitert, 500 Hektar davon sind als Grünfläche geplant.
Das Erdinger Moos war vor dem Bau des Flughafens relativ dünn besiedelt. Dennoch mussten einige Bewohner umgesiedelt werden, insbesondere um Platz für die Start- und Landebahnen zu schaffen. Die meisten, nämlich 400 Einwohner, zählten zur aufgegebenen Streusiedlung Franzheim.
Den Straßen im Ort „München-Flughafen“ ist die Freisinger Postleitzahl 85356 zugewiesen; Postfächer tragen Postleitzahlen im Bereich von 85324 bis 85336. Die Telefonvorwahl ist 089. Ortsschilder tragen den Namen „Flughafen München“.
Zuständiges Gericht ist das Amtsgericht Erding, insbesondere auch für Streitigkeiten in Bezug auf Fluggastrechte, soweit diese in den sachlichen Zuständigkeitsbereich der Amtsgerichte fallen. Die nächsthöhere Instanz ist das Landgericht Landshut.
Die Fahrzeit vom Stadtzentrum München zum Flughafen mit dem Auto oder der S-Bahn beträgt etwa 45 Minuten.
In unmittelbarer Nähe liegt die in Bau befindliche Munich Arena.

## Verkehrsanbindung

### Individualverkehr

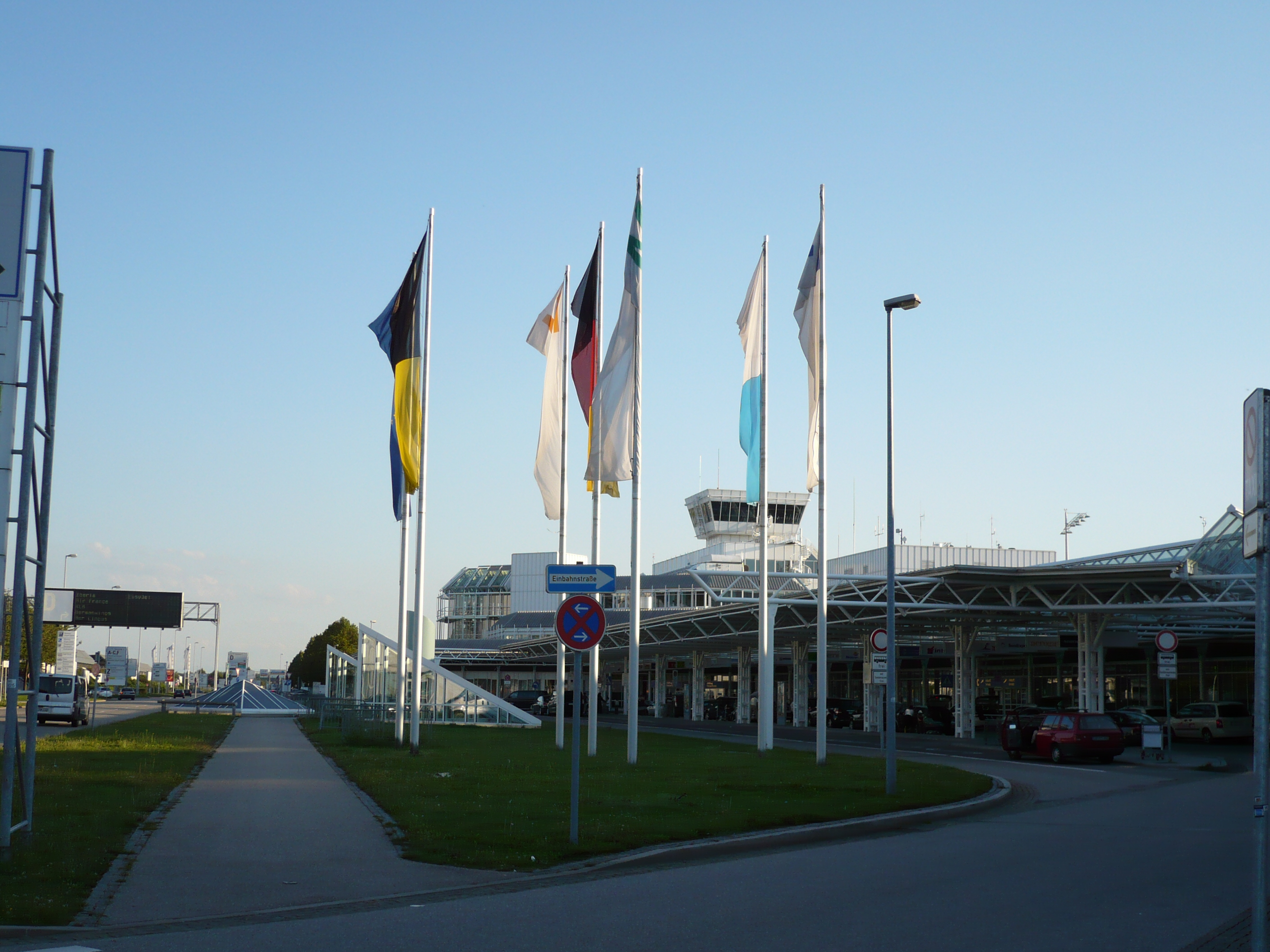
Vorfahrt zum Terminal 1, Modul C

Für den Individualverkehr ist der Flughafen München über die Autobahn A 92 München-Deggendorf an das Bundesfernstraßennetz angeschlossen. Die östliche Anbindung besteht im Wesentlichen aus der kreuzungsfreien Staatsstraße St 2580, der Flughafentangente Ost. Die Bundesstraße 301 wurde zwischen Ismaning und dem Flughafen ebenfalls kreuzungsfrei ausgebaut und bietet in Verbindung mit einem kurzen Abschnitt auf der Bundesstraße 471 ab der Ausfahrt Aschheim/Ismaning der A99 eine alternative Anfahrtsmöglichkeit aus dem Süden.
Taxistandplätze sind vor Terminal 1 an jedem Modul sowie am Ausgang von Terminal 2, am Audi Forum und am Hilton Munich Airport eingerichtet.
Ein durchgängiger Fuß- und Radweg führt von Freising aus über den Besucherpark zum Terminal. In unmittelbarer Nähe zum Terminal 1 befinden sich vor Witterung geschützte Fahrradständer. Auch der Isar-Radweg kann vom Flughafen leicht erreicht werden.
Die Lufthansa bot unter dem Namen Lufthansa Express Helikopter einen Flughafentransfer via Hubschrauber in einem Umkreis von maximal 500 km um den Flughafen an.
 2015 wurde der Zubringerdienst unter der Marke Lufthansa Express mit anderen Shuttle-Angeboten des Unternehmens kombiniert, die Flugreisende unter anderem auch mit einem Limousinen-Service an das Umland des Flughafens anbinden.

### Öffentlicher Personennahverkehr

#### Straßenpersonennahverkehr

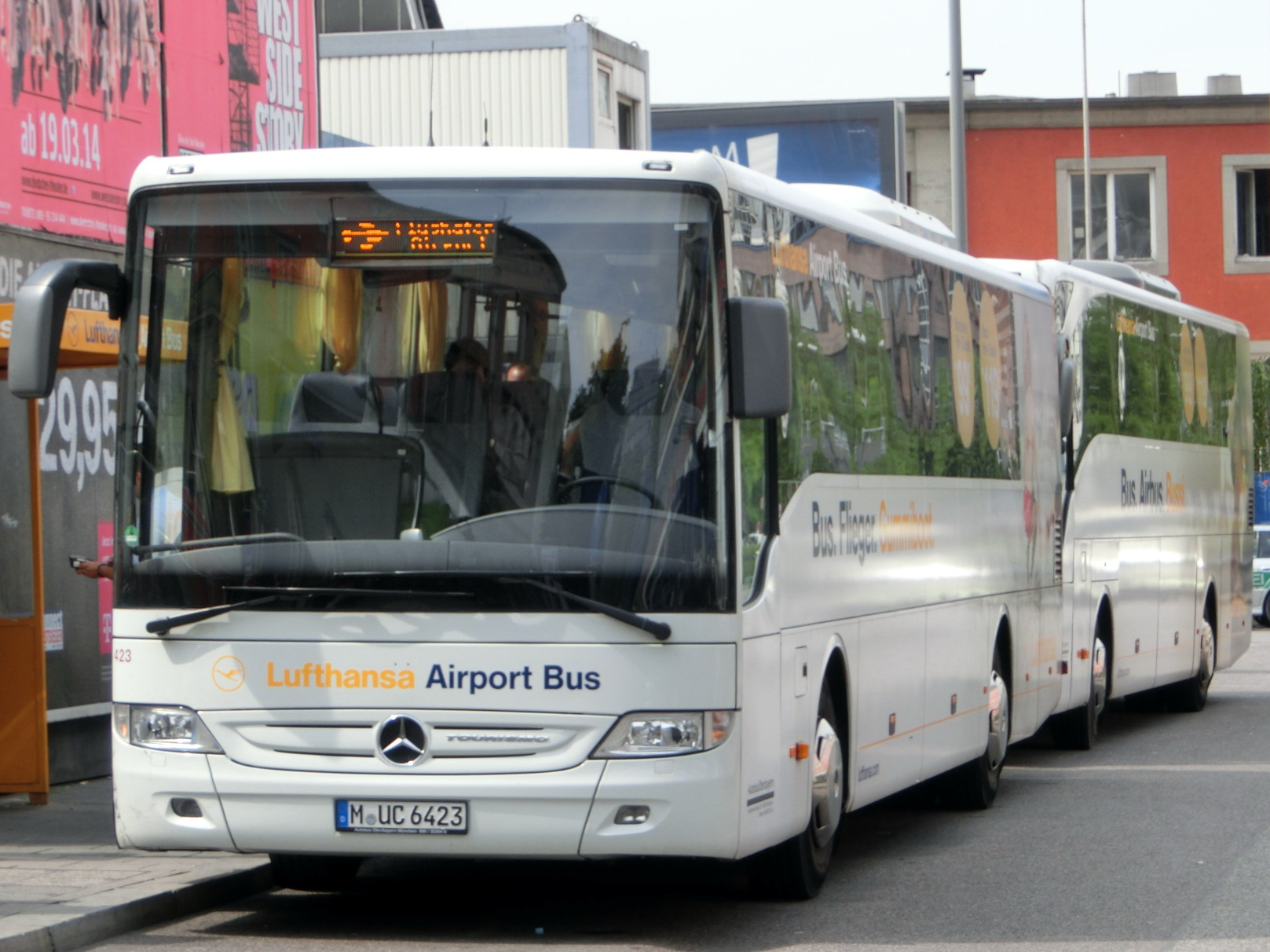
Lufthansa Express Bus am Münchner Hauptbahnhof

Zahlreiche Linienbus-Verbindungen stehen im Straßenpersonennahverkehr in die Flughafen-Region zur Verfügung. So ist er mit Verbindungen in die Landkreise Freising und Erding in den Regionalverkehr Oberbayern eingebunden. Durch die MVV-Linie 635 ist er Teil des Stadtbussystems von Freising. Des Weiteren sind die Städte Landshut und Moosburg an der Isar an den Flughafen angebunden. Weitere Verbindungen bestehen zur Messe München, nach Pfaffenhofen an der Ilm, Taufkirchen (Vils) und Wartenberg.
Der alle zwanzig Minuten verkehrende Lufthansa Express Bus stellt eine alternative Busverbindung zum Münchner Hauptbahnhof mit Zwischenhalt am Nordfriedhof dar.

#### Schienenpersonennahverkehr

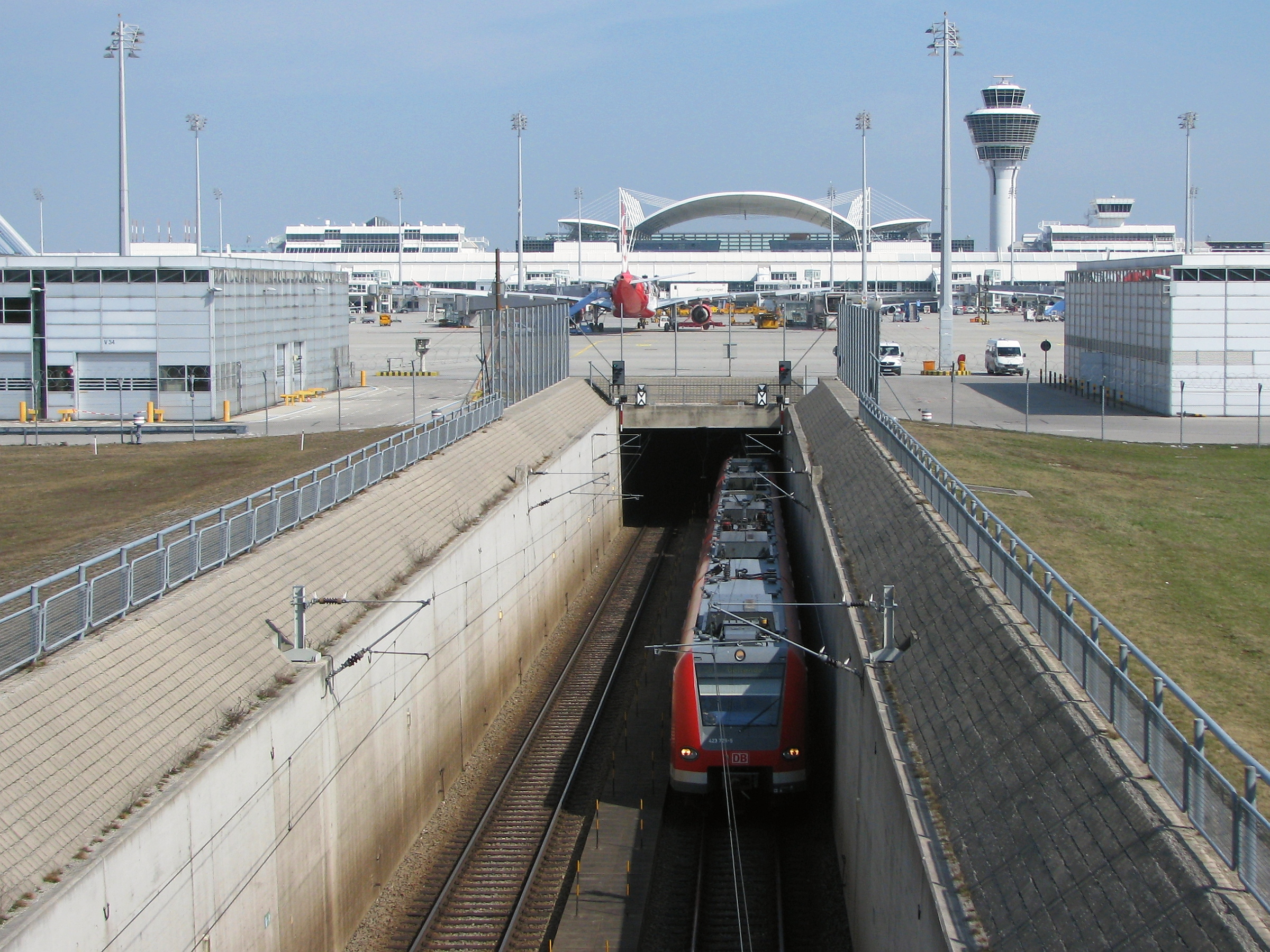
Münchner S-Bahn bei Ausfahrt aus dem Flughafen-Bereich

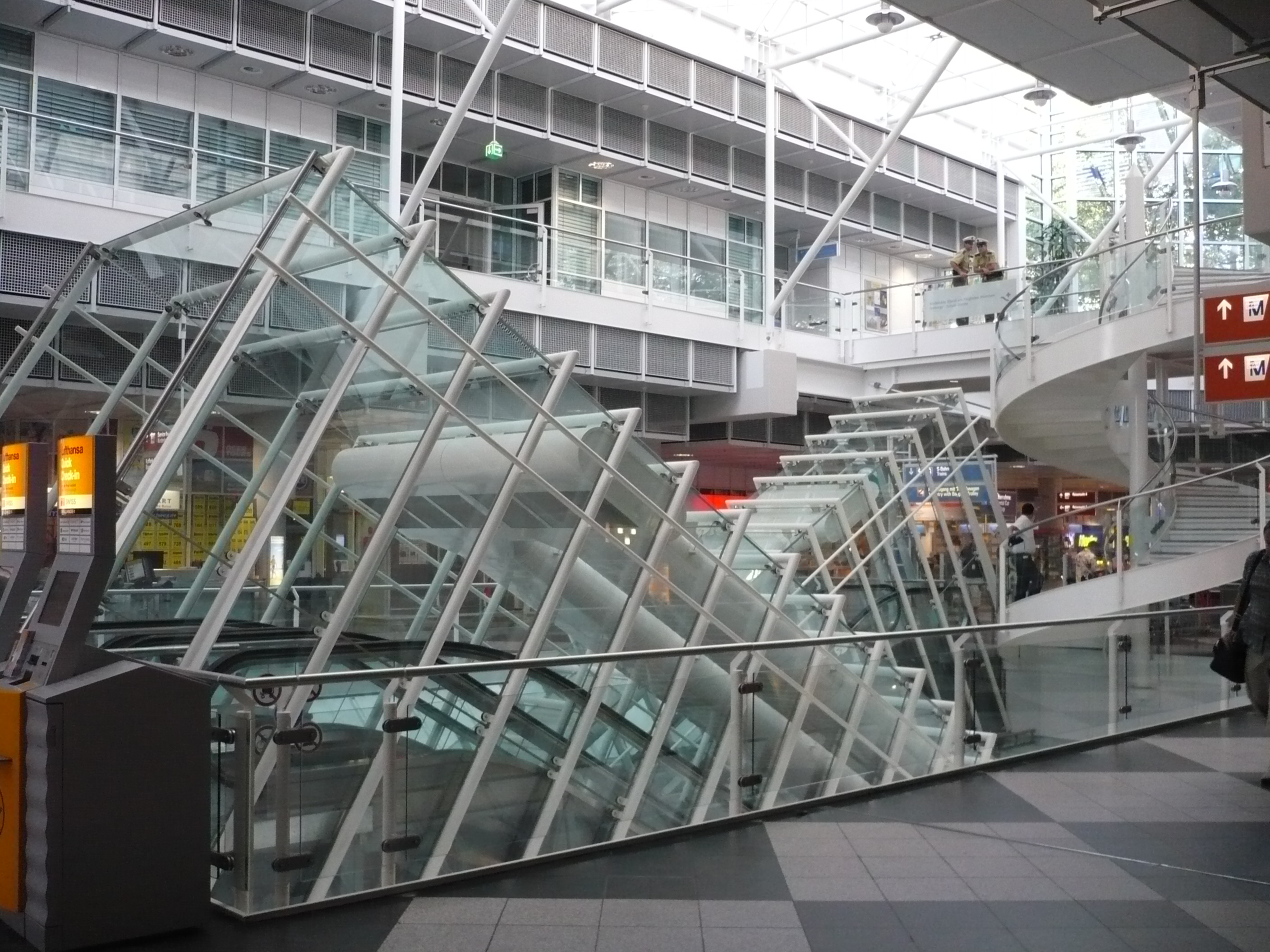
Rolltreppen zum Regional- und S-Bahnhof im Zentralbereich

Mit den beiden S-Bahn-Linien S1 und S8 ist der Flughafen München im Schienenpersonennahverkehr an das Münchner S-Bahn-Netz angeschlossen. Tagsüber fahren die Züge beider Linien jeweils alle 20 Minuten. Die beiden Linien führen östlich bzw. westlich der Isar über die Bahnstrecke München Ost–München Flughafen und die Bahnstrecke München–Regensburg nach München. Auf der S-Bahn-Stammstrecke zwischen Laim und Ostbahnhof begegnen sie sich. Da in diesem Bereich beide Linien in entgegengesetzter Richtung zum Flughafen fahren, ergibt sich nur am Hauptbahnhof und am Ostbahnhof ein Zehn-Minuten-Takt zum Flughafen. Nachts ist der Takt ausgedünnt. Die Reisezeit zum Münchner Hauptbahnhof beträgt mit der S1 46 Minuten, mit der S8 42 Minuten, in der Gegenrichtung 43 und 40 Minuten.
Eine Kombination aus Regional- und Fernverkehr mit dem Namen Überregionaler Flughafenexpress (ÜFEX) von DB Regio Bayern verbindet den Flughafen im Stundentakt über Freising, Moosburg und Landshut mit Regensburg. Die Fahrtzeit zwischen Regensburg und Flughafen beträgt circa 75, zwischen Landshut und Flughafen circa 30 Minuten. Der erste Zug startet in Regensburg um 03:18 Uhr, der letzte Zug in Gegenrichtung am Flughafen um 00:28 Uhr.
Die MVV-Linie 635 verknüpft den Flughafen zusätzlich dreimal pro Stunde mit dem Freisinger Bahnhof. Dort halten Nahverkehrszüge nach Nürnberg und Passau sowie der alex mit Verbindungen nach Weiden, Hof und Pilsen und Prag.

### Fernverkehr

#### Fernbus
Der Flughafen ist derzeit nur durch den Fernbusverkehr überregional direkt erreichbar. Die Haltestelle für Fernbusse befindet sich nördlich der Haupthalle des Terminals 2 in unmittelbarer Nähe zum Munich Airport Center. Die Fahrt mit dem Fernbus kann teilweise im Buchungsverfahren des Flugtickets direkt gekauft werden, wodurch im Falle einer Verspätung des Busses ein Anspruch auf Ersatz für den eventuell verpassten Flug gewährleistet werden kann, so entsprechende Kooperationen geschlossen wurden.

#### Schienenfernverkehr
Obwohl der Anschluss an die Eisenbahn im Nahverkehr bereits vor Eröffnung des Flughafens fertig gestellt war, gab und gibt es bisher keinen fahrplanmäßigen Fernverkehr zum Flughafen.
Das Fehlen eines Fernbahn-Anschlusses sehen Beobachter als strategischen Nachteil gegenüber dem Drehkreuz Frankfurt, wenn einmal innerdeutsche Flüge eingeschränkt werden sollten.
Im Juli 2022 wurden „Ideenskizzen“ der Deutschen Bahn bekannt, die eine Anbindung des Münchner Flughafens an eine neu zu errichtende Schnellfahrstrecke München–Ingolstadt, die Errichtung eines ICE-tauglichen Fernbahnhofs und dessen Bedienung mit ICEs mindestens im 30-Minuten-Takt vorsehen. Die Fahrzeit nach München würde 15 Minuten und nach Ingolstadt 25 Minuten betragen. Wie im Februar 2023 bekannt wurde, lehne die Bundesregierung eine solche Strecke ab, da sie nicht im Bundesverkehrswegeplan bzw. Deutschlandtakt enthalten sei. Eine deutlich veränderte Verkehrsstruktur sei durch eine Neubaustrecke nicht zu erwarten. Bei zukünftigen Fortschreibungen des Bundesverkehrswegeplans könne ein solches Vorhaben gleichwohl geprüft werden. Im Jahr 2024 schlug hingegen der Bundesrat die Aufnahme einer Ausbaustrecke München-Ingolstadt mit Anbindung des Flughafens an den Fernverkehr in den „potentiellen Bedarf“ des Bundesverkehrswegeplans vor. Medienberichte stellten einen Zusammenhang zwischen dieser Entwicklung und einer geplanten EU-Richtlinie, welche unter anderem eine Fernbahnanbindung von Flughäfen mit 12 Millionen oder mehr Fluggästen pro Jahr vorschreiben soll, her.
Sechs Jahre nach Fertigstellung der dazu notwendigen Neufahrner Kurve wird mit dem Fahrplanwechsel im Dezember 2024 der Regional-Express RE 22 jede zweite Stunde von München Flughafen über Landshut und Regensburg nach Nürnberg fortgeführt.

## Flughafenanlagen

Karte des Flughafens mit Ausbauplanungen, August 2009

### Kapazität

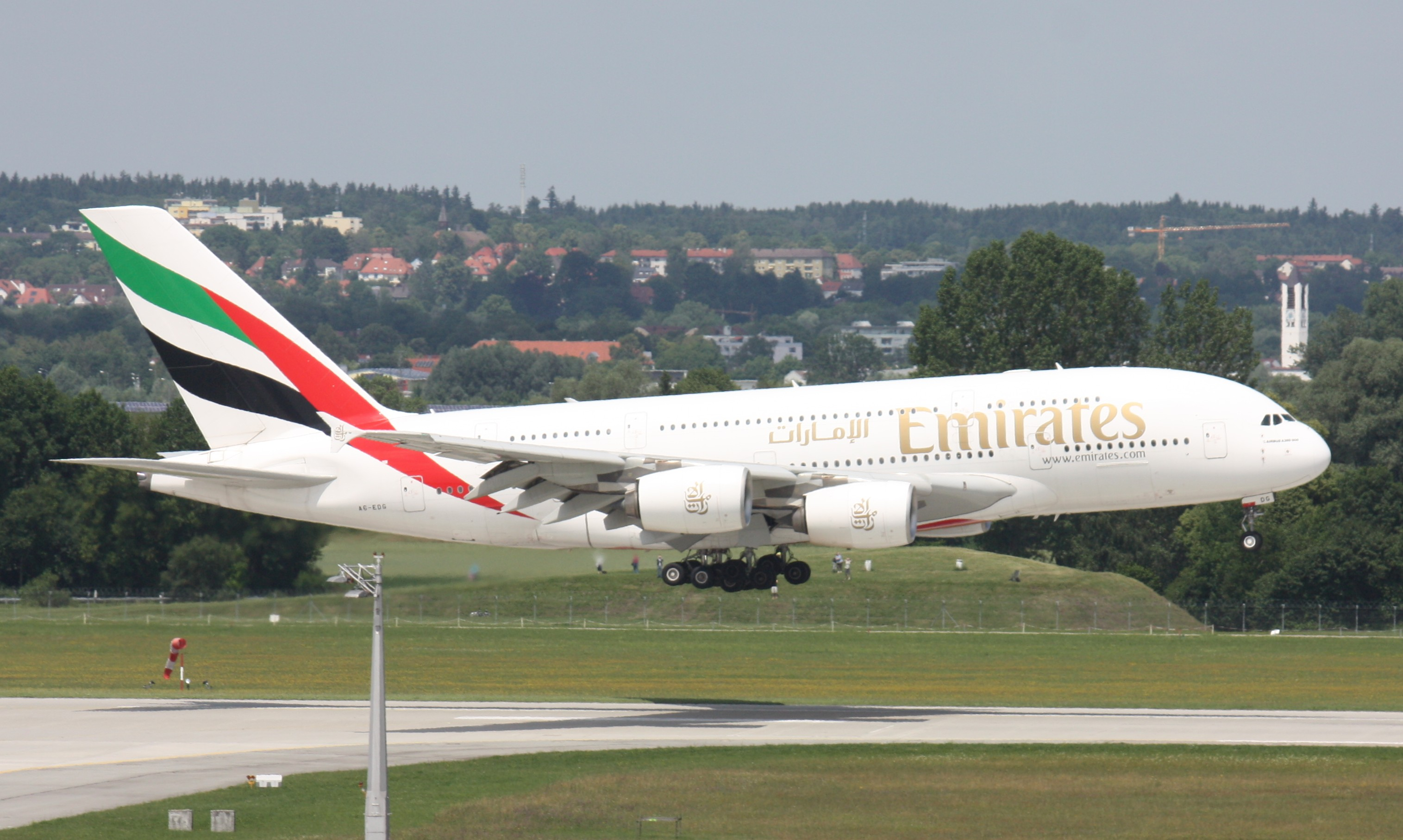
A380 der Emirates landet in München

Der Flughafen München hat eine Slot-Kapazität von 90 Flugbewegungen pro Stunde und eine Terminalkapazität von etwa 53 Millionen Passagieren pro Jahr. Der Flughafen München ist hinsichtlich der Infrastruktur für Starts und Landungen des Airbus A380 geeignet; er erhielt im Februar 2004 als erster Flughafen Europas die Zulassung zum Verkehr von Luftfahrzeugen der Kategorie „New Large Aircraft (NLA)“.
Das Terminal 1 hat eine jährliche Kapazität von 17 Millionen Passagieren, das Terminal 2 eine von 36 Millionen Passagieren. Im Terminal 1 fertigen Luftverkehrsgesellschaften im Punkt-zu-Punkt-Verkehr gut fünfzehn Millionen Passagiere pro Jahr ab, während im Terminal 2 der gesamte Drehkreuzverkehr der Lufthansa und der Partner der Star Alliance abgewickelt wird.

### Start- und Landebahnen
Der Flughafen München hat zwei parallele, je 4000 Meter lange und je 60 Meter breite betonierte Start- und Landebahnen mit einem Achsabstand von 2300 Metern und einem Schwellenversatz von 1500 Meter zueinander. Damit können die beiden Start- und Landebahnen nach den Regularien der ICAO unabhängig voneinander betrieben werden.
Um für den künftigen Verkehrsbedarf gerüstet zu sein, ist die Erweiterung um eine zusätzliche Start- und Landebahn geplant, mit der die Bahnkapazität von derzeit 90 auf künftig 120 Bewegungen pro Stunde erhöht werden kann.

### Terminals

#### Terminal 1

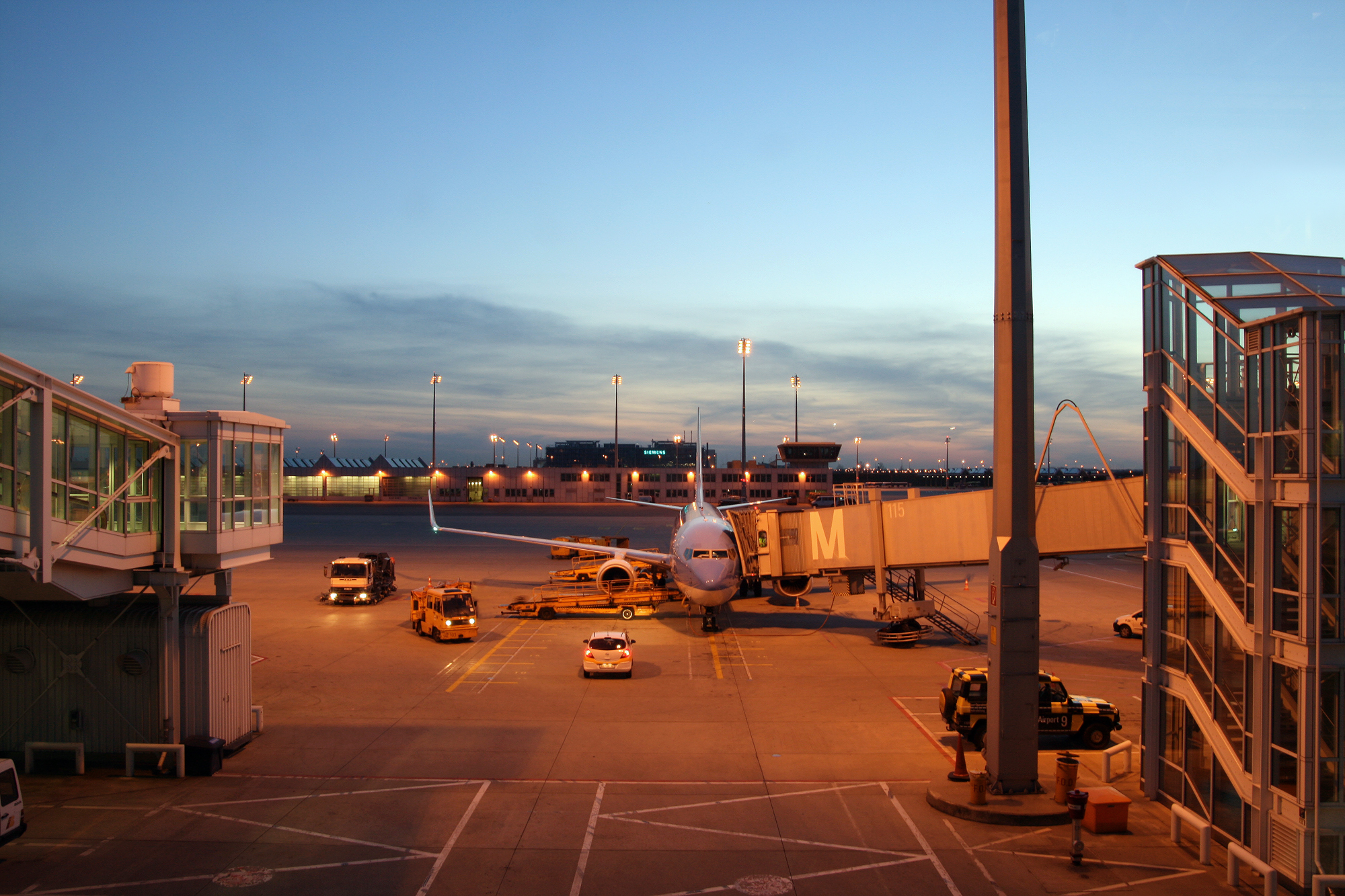
Abfertigung am Terminal 1

Das Terminal 1 hat eine Kapazität von ca. 17 Millionen Passagieren und ist auf einer Länge von 1081 Metern in fünf Module A, B, C, D und E unterteilt, wobei das Modul E nur für Ankünfte genutzt werden kann; die Module A und D sind für den Schengen-Verkehr ausgelegt, in den Modulen B und C kann auch Nicht-Schengen-Verkehr abgewickelt werden. Zusätzlich gehört die externe Halle F, zwischen Terminal 1 und 2 nördlich des Hilton-Hotels gelegen, zum Terminal 1. Generalplaner des gesamten Passagier-Abfertigungsbereichs waren Hans-Busso von Busse mit seinen Partnern Heinz Blees, Roland Büch und Niels Kampmann.
Das Terminal 1 verfügt über 21 Fluggastbrücken, wovon zwei aufgrund des Zusatzbaus einer Wartehalle über dem Vorfeld unbenutzbar geworden sind. Eine der Gebäudepositionen wurde im Oktober 2011 mit einer dritten Fluggastbrücke zur Nutzung am Oberdeck des Airbus A380 ausgerüstet. Auf dem – dem Terminal vorgelagerten – Vorfeld West stehen 60 weitere Flugzeugabstellpositionen zur Verfügung, wovon einige mit extra für den Flughafen entwickelten Vorfeldfluggastbrücken ausgestattet sind, zu denen die Passagiere mit Bussen gefahren werden. Bei diesem bisher weltweit einzigartigem Konzept wurde ein vollkommen überdachter Transport bei geringen baulichen Investitionen möglich. Die Bruttogrundfläche des Terminals beträgt 198.000 Quadratmeter, die des Vorfelds 600.000 Quadratmeter.

Flughafenlounge „Airport Lounge World“ im Terminal 1, Abflugbereich B

Die Fluggesellschaften Air France und Emirates betreiben jeweils eine eigene Lounge im Terminal 1. Darüber hinaus betreibt der Flughafen München die beiden Lounges „Airport Lounge World“ sowie „Airport Lounge Europe“ in diesem Terminal. Mit einer Größe von 1700 Quadratmetern gibt es weiterhin einen speziellen Flügel für V.I.P.

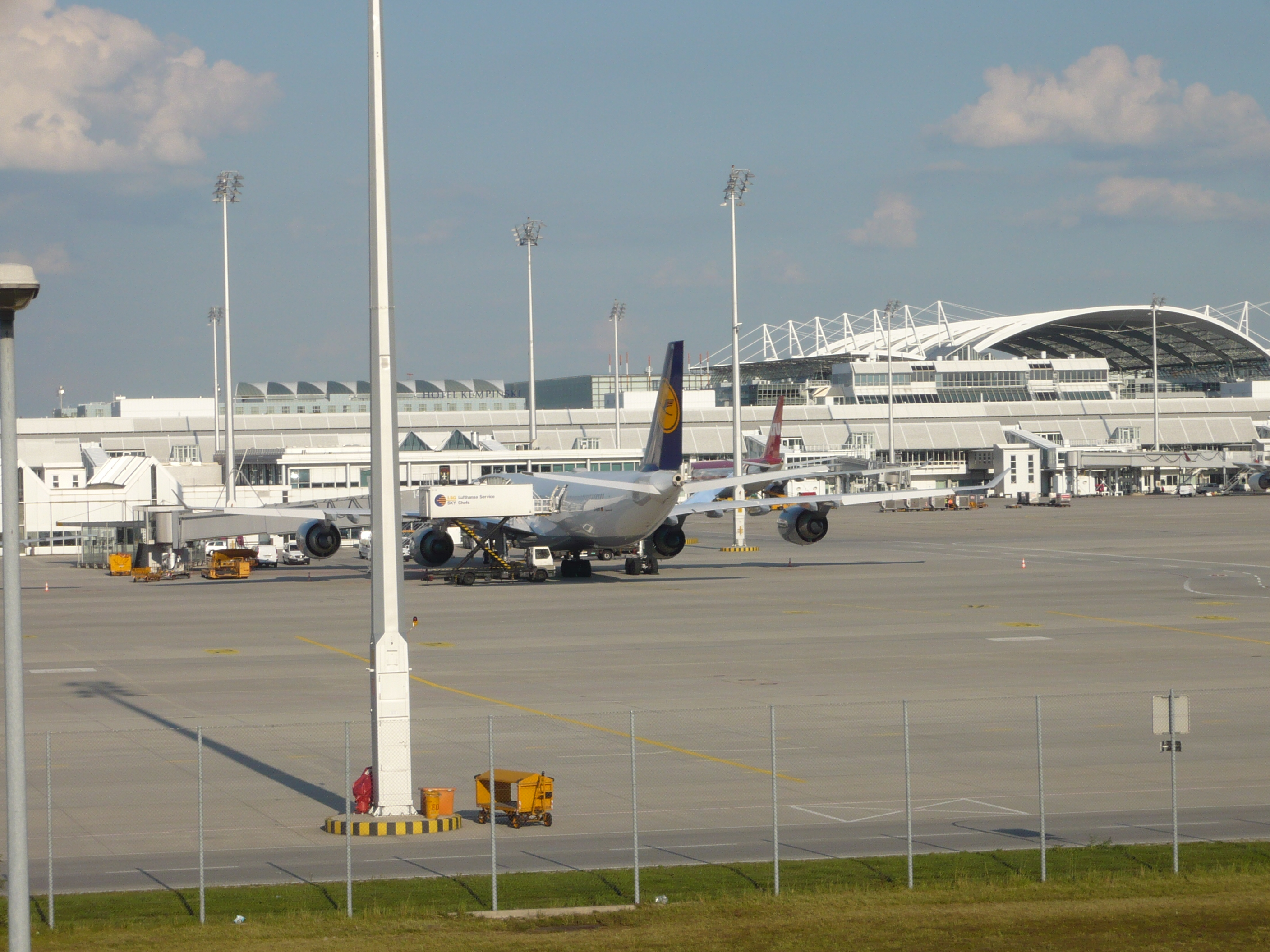
Airbus A340-600 der Lufthansa am Vorfeld des Terminal 1

##### Fluggesellschaften und Vorfeldnutzung
Zurzeit werden im Terminal 1 alle Flüge abgefertigt, die nicht von der Lufthansa oder ihren Partner-Fluggesellschaften durchgeführt werden (z. B. Air France oder British Airways). Hinzu kommen die Flüge der Condor und seit Juni 2019 auch Eurowings.

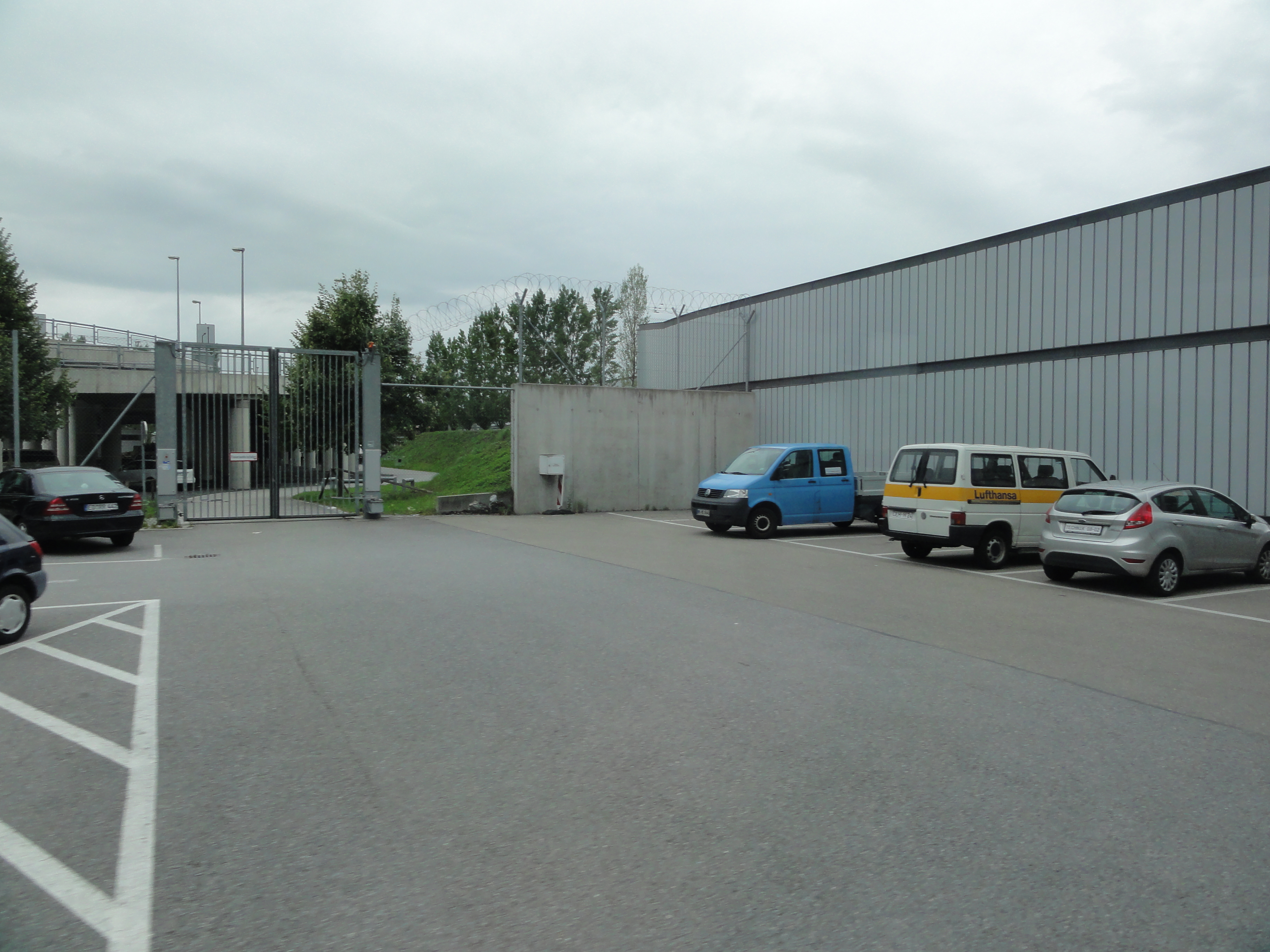
Umgebung von Halle F

Die Check-ins für sicherheitsgefährdete Flüge (beispielsweise nach Israel) werden in der eigens hierfür ausgelegten Halle F in Zone 5 (Ostrand) abgefertigt, unabhängig davon, welche Fluggesellschaft den Flug durchführt. Die Halle F ist mit keinem Gebäude verbunden und kann von Passagieren nur über ein Freigelände hinter dem Hilton-Hotel erreicht werden. Der dortige Check-in-Bereich ist der einzige im Flughafen mit Zutrittskontrolle. Die Halle wurde vom Architekturbüro Krebs (München) konstruiert.
Das Vorfeld West wird auch von Flugzeugen genutzt, die in Terminal 2 abgefertigt werden; zudem werden einige Vorfeldpositionen für Langstreckenflugzeuge benutzt, bei denen die Zeitspanne zwischen Ankunft und Abflug so groß ist, dass sie Vorfeldpositionen im Terminal 2 behindern würden. Sie werden zum Teil auch schon auf dem Vorfeld des Terminal 1 auf den nächsten Flug vorbereitet, bevor sie zum Terminal 2 geschleppt werden.

##### Terminal 1, Gliederung des Gebäudes

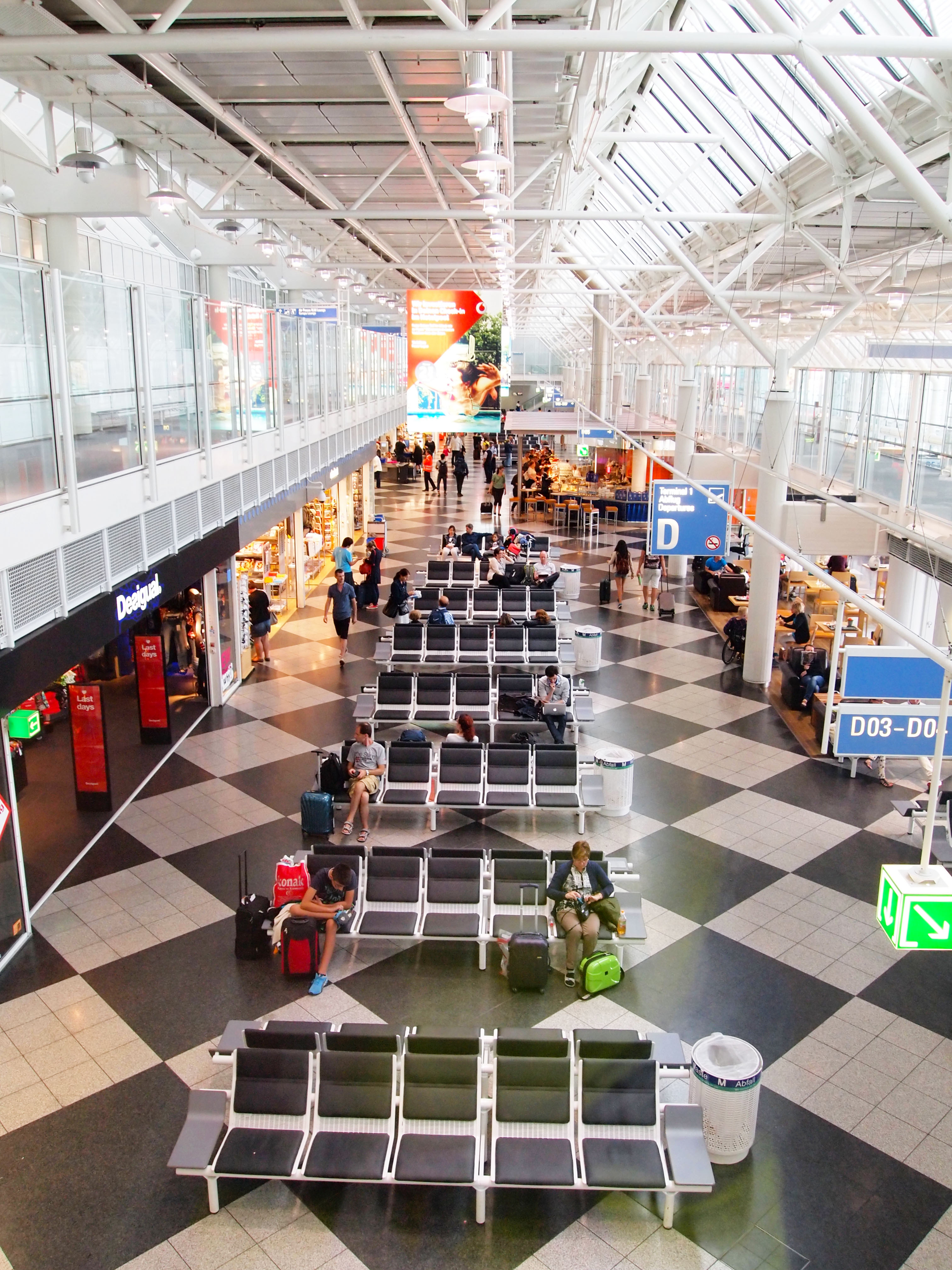
Wartebereich im Modul D auf der Ebene 04. Links ist ein Gang für umsteigende Passagiere, rechts ein weiterer für ankommende Fluggäste zu sehen; beide befinden sich jeweils auf der Ebene 05.

Das Terminal ist vertikal klar gegliedert. Die Module A bis D sind voneinander baulich klar getrennt und werden entsprechend autonom betrieben, sie sind also gleichsam eigene Terminals. Lediglich umsteigende Passagiere können luftseitig durch Verbindungswege innerhalb des Sicherheitsbereiches zwischen ihnen wechseln. Die Module bestehen landseitig jeweils aus einem Check-in-Bereich mit Sicherheitskontrolle, dem jeweils kleine Geschäfte sowie Büros und Informationsschalter der Fluggesellschaften vorgelagert sind. Stets nördlich des Check-in-Bereichs dieser Module sind luftseitig die Gepäckbänder für die ankommenden Passagiere und landseitig der Abholbereich angeordnet, an dessen östlichen Ausgang sich die Autovorfahrt mit Kurzzeitparkplätzen und Taxiständen anschließt. Luftseitig befinden sich westlich des Check-ins die Abfluggates, die in den Modulen B und C lediglich zentral vor der Sicherheitskontrolle und in den Modulen A auch nördlich sowie D auch südlich davon angeordnet sind, weshalb diese beiden Module mehr gebäudenahe Abstellpositionen bedienen. Das Modul E hat insofern eine Sonderstellung inne, als dass es sich luftseitig innerhalb des Moduls D befindet und diesem lediglich weitere Gepäckbänder sowie landseitig einen Abholbereich samt Autovorfahrt bereitstellt.
Von unten nach oben wurden die Ebenen von 1 bis 8 durchnummeriert: In der Ebene 2 befindet sich der S-Bahnhof. Die Terminalstation liegt unter dem Zentralbereich mit einem Aufgang Richtung Terminal 1 und einem am München Airport Center. Direkt daneben liegt ein Rohbauschacht, der ursprünglich für einen zweigleisigen Fernbahn-Anschluss vorgesehen war und auf eine für Fernzüge ausreichende Bahnsteiglänge von 400 Metern ausgelegt ist. Auf der Höhe der Ebene 3 befindet sich luftseitig das Vorfeld West. Wenn ein Flugzeug nicht direkt am Terminal parkt, steigen die Passagiere auf dieser Ebene in Busse, um zum Flugzeug gefahren zu werden.

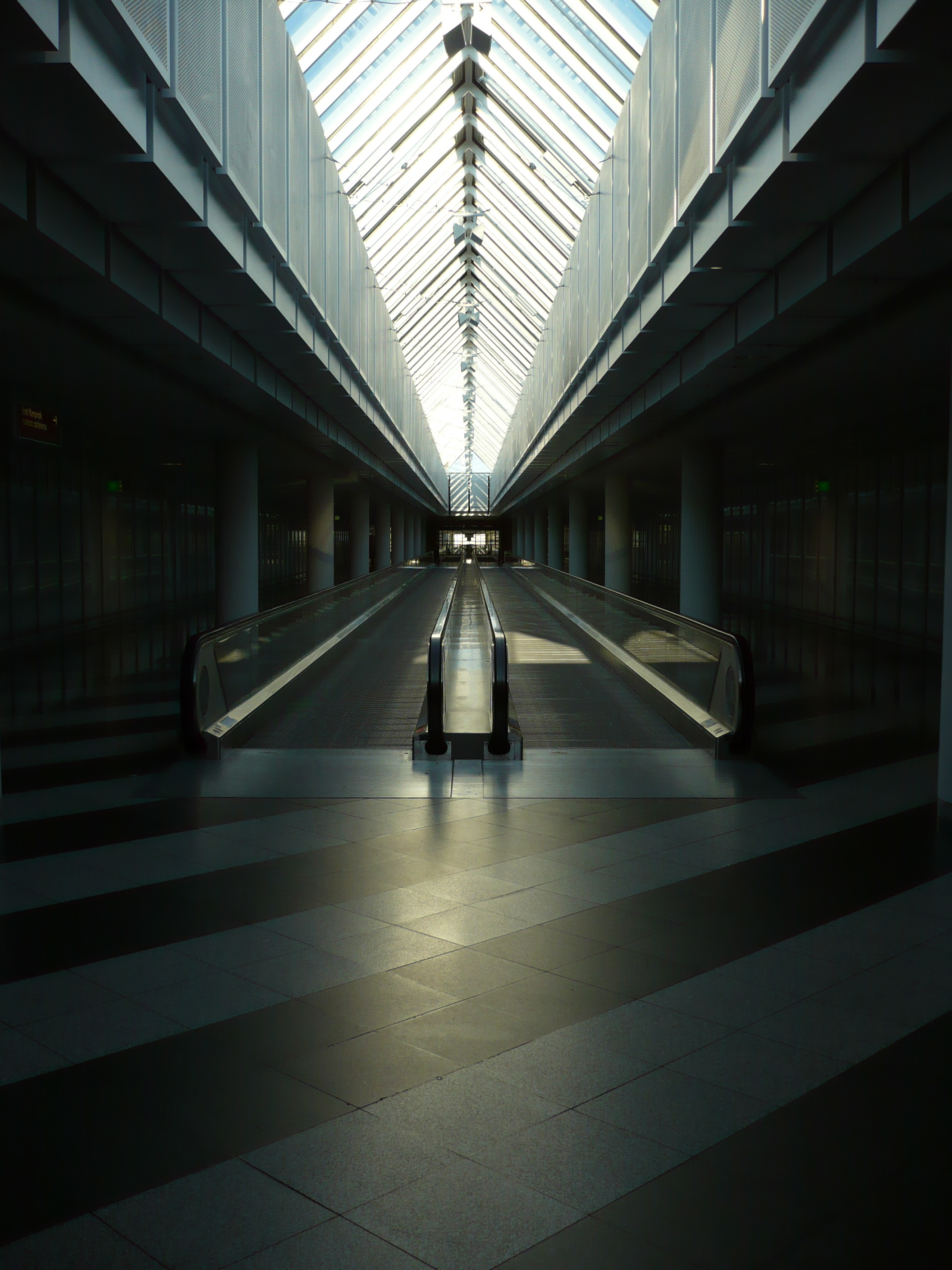
Fahrsteige zwischen Terminal 1 B und F

Landseitig ist dies die Transferebene. Fahrsteige führen durch das gesamte Terminal vom Modul A bis zum Modul E. Die externe Halle F, die Parkgaragen, das Flughafen-Hotel und der Zentralbereich sind miteinander verbunden. Der Übergang zum Zentralbereich und weiter zum Terminal 2 ist nur auf dieser Ebene möglich. In jedem Modul stellen schräge Rollsteige die Verbindung ausschließlich von der Hauptebene 4 her; aufwärts gelangt man durch Rolltreppen und Aufzüge. Im Modul E ist hier außerdem das medizinische Zentrum des Flughafens untergebracht. Dieses besteht nicht nur aus einer Notfallambulanz für den Katastrophenfall, sondern beherbergt ein vollwertiges Kompetenzzentrum mehrerer Fachabteilungen, das nicht nur Fluggästen und Angestellten, sondern auch gewöhnlichen Patienten aus der Flughafenregion offensteht.

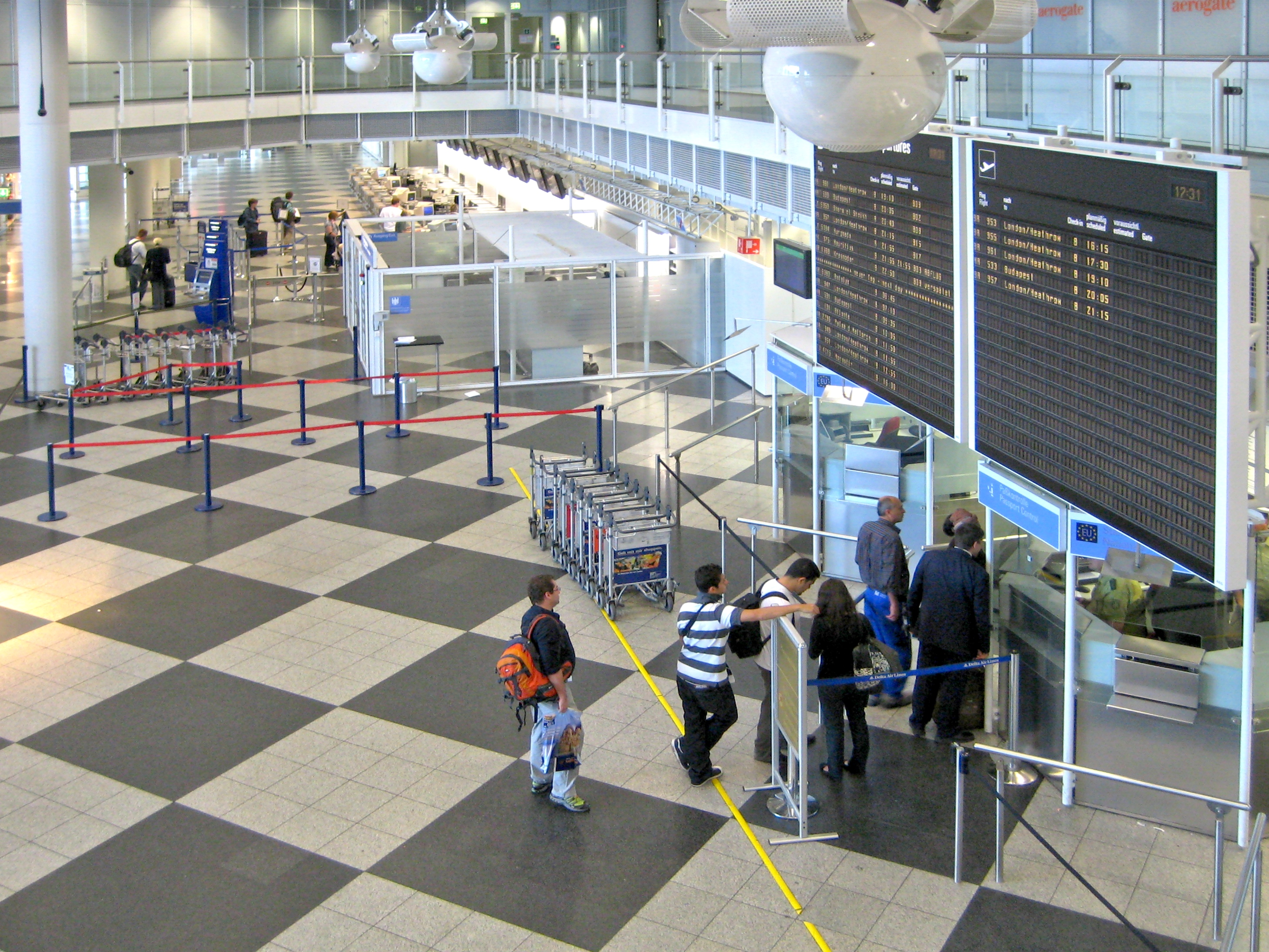
Ebene 4, Check-in und Passkontrolle in Modul B

Die Ebene 04 ist die Hauptebene des Flughafens. Hier liegen die Zufahrtsstraßen, die Flugscheinschalter und die meisten gastronomischen Serviceeinrichtungen. Zudem befinden sich hier abwechselnd und je Modul getrennt die Abflugbereiche mit Check-in-Schaltern und Sicherheitskontrolle sowie die Ankunftsbereiche mit Gepäckausgabe und Zollkontrolle. Von dieser Ebene erfolgt auch der Zutritt zu den Flugzeugen über die Fluggastbrücken.
In der Ebene 05 befindet sich luftseitig die Umsteigerebene. Umsteigende Passagiere werden bei der Ankunft von den ankommenden getrennt und über diese Ebene getrennt von allen anderen zum Abfluggate des Anschlussfluges geleitet, um dort zur Ebene 04 zurückzukehren. Außerdem befinden sich im Modul C auf dieser Ebene bei Bedarf weitere Sicherheitsschleusen. Landseitig sind einige Büros und Verwaltungseinheiten untergebracht, beispielsweise die Zentrale der für den Flughafen zuständigen Inspektion der Bundespolizei.
Die noch höher liegenden Ebenen 06 bis 08 sind nicht im gesamten Terminal vorhanden und im Allgemeinen nicht öffentlich zugänglich; in ihnen befinden sich vor allem Verwaltungsräume der Flug- und Betreibergesellschaften, beispielsweise der Verkehrszentrale. Weitere Verwaltungsräume befinden sich in Vorfeldnähe auf der Ebene 3.

#### Terminal 2

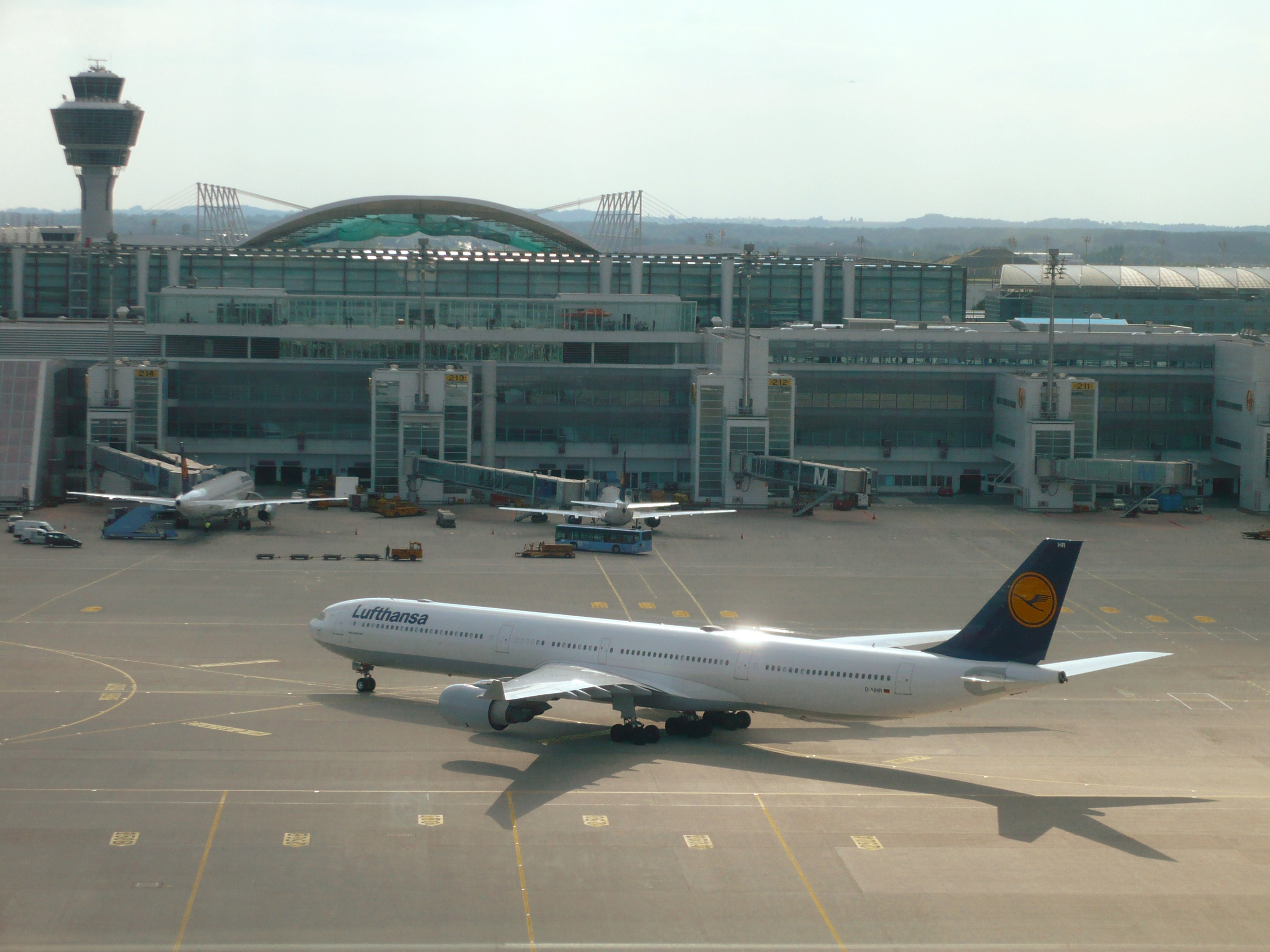
Airbus A340-600 der Lufthansa auf dem Weg zur Abstellposition vor dem Terminal-2-Hauptgebäude

Das Terminal 2 besteht aus einem Hauptgebäude, das am 29. Juni 2003 in Betrieb genommen wurde, und einem Satelliten, der am 26. April 2016 eröffnet wurde. Ein Peoplemover stellt die Verbindung zwischen beiden Gebäudeteilen her, zwischen denen sich nach der Sicherheitskontrolle innerhalb des jeweiligen Bereiches (Schengen bzw. Nicht-Schengen) frei bewegt werden kann. Zur Abfertigung gibt es 55 gebäudenahe Abstellpositionen, davon 51 mit Fluggastbrücken, hinzu kommen Abstellpositionen auf dem Vorfeld des Terminals 2 wie auch vereinzelt auf dem Vorfeld des Terminals 1, welche mit Bussen erreicht werden. Das Terminal 2 hat samt der Erweiterung des Satellitenterminals eine Kapazität zur Abfertigung von 36 Millionen Passagieren pro Jahr. Es wurde von der FMG in Zusammenarbeit mit der Lufthansa geplant, gebaut und finanziert und wird von der Terminal-2-Betriebsgesellschaft betrieben (Anteile: 60 % FMG, 40 % Lufthansa). Damit ist erstmals in Deutschland eine Fluggesellschaft am Betrieb eines Terminals beteiligt. 2017 wurde das Terminal 2 am Münchner Flughafen bei den World Airports Awards des umstrittenen Londoner Skytrax Instituts zum besten Terminal der Welt gewählt.

##### Hauptgebäude
Im Hauptgebäude befindet sich der Check-in-Bereich und der Zugang zum Sicherheitsbereich, welche beide in einer zentralen Halle untergebracht sind. Nördlich der Halle ist der Busbahnhof, südlich die Vorfahrt für private Autos samt einem Kurzzeitparkplatz. Westlich schließt sich das München Airport Center an, durch das die S-Bahn-Station erreicht werden kann. Innerhalb des Sicherheitsbereiches stehen im Hauptgebäude östlich auf einer Länge von 980 Metern 24 Fluggastbrücken und westlich im so genannten Commuterhof vier gebäudenahe Abstellpositionen für kleine Flugzeuge (maximal Avro RJ und Boeing 737-600) zur Verfügung. Das Gebäude hat eine Bruttogrundfläche von 260.000 Quadratmetern. Gestaltet wurde Terminal 2 vom Münchner Architekturbüro Norbert Koch + Partner.

##### Satellit

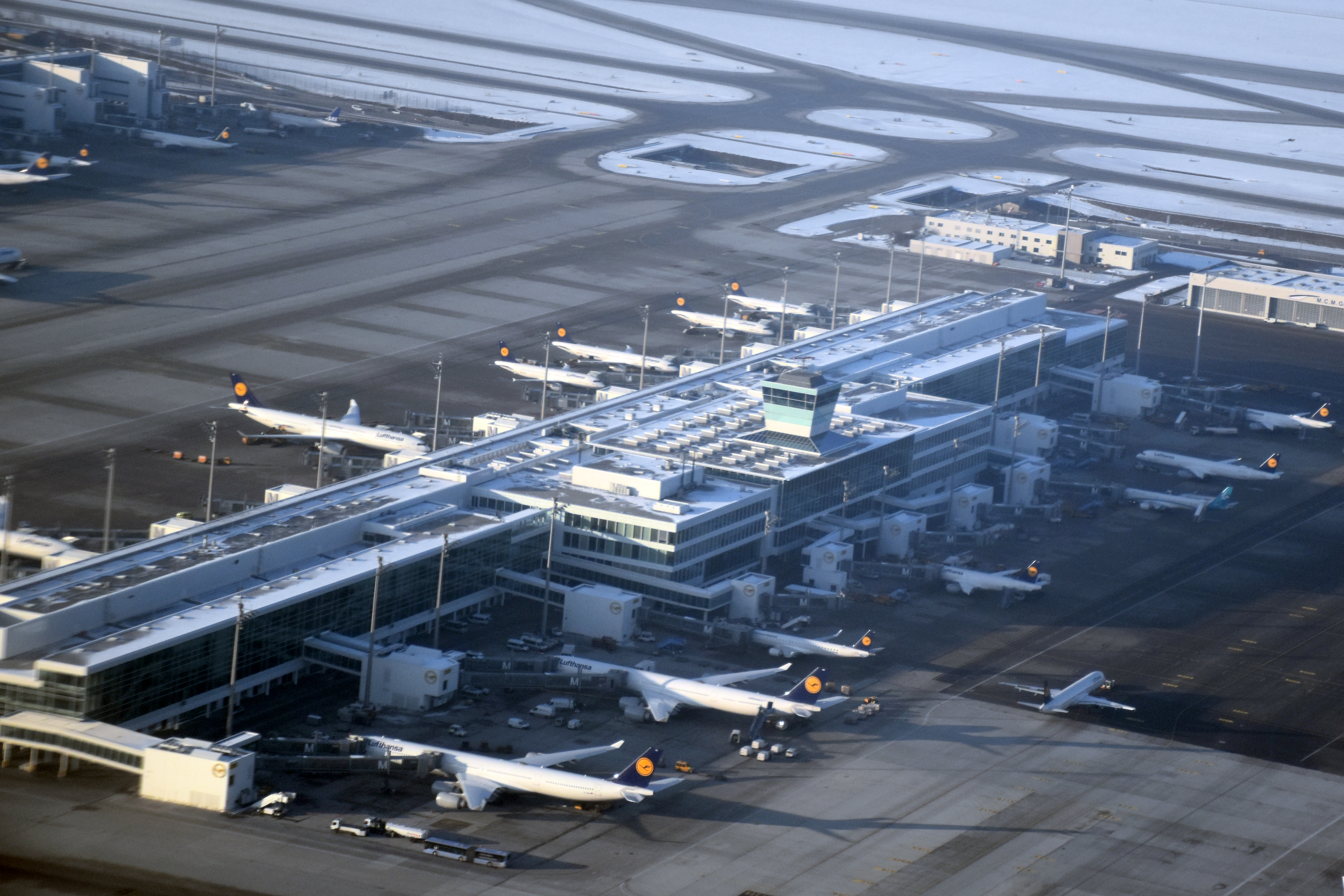
Satellitenterminal des Terminal 2

Der stangenförmige Satellit, welcher sich vollständig innerhalb des Sicherheitsbereiches befindet, hat auf zwei Passagierebenen insgesamt 52 Gates, welche insgesamt 27 Flugzeugabstellpositionen bedienen. Ebenso wie im Hauptgebäude ist ein zentraler Bereich vorhanden, in dem sich Geschäfte und gastronomische Angebote befinden. Die Anbindung an das Terminal 2 erfolgt durch einen Peoplemover in Form einer zweigleisigen, fahrerlosen Mini-U-Bahn, wobei die Fahrt stets innerhalb des Sicherheitsbereiches bleibt und daher die zentrale Halle des Terminals 2 für den Check-in und die Sicherheitskontrolle mitbenutzt wird.

##### Gliederung des Terminals

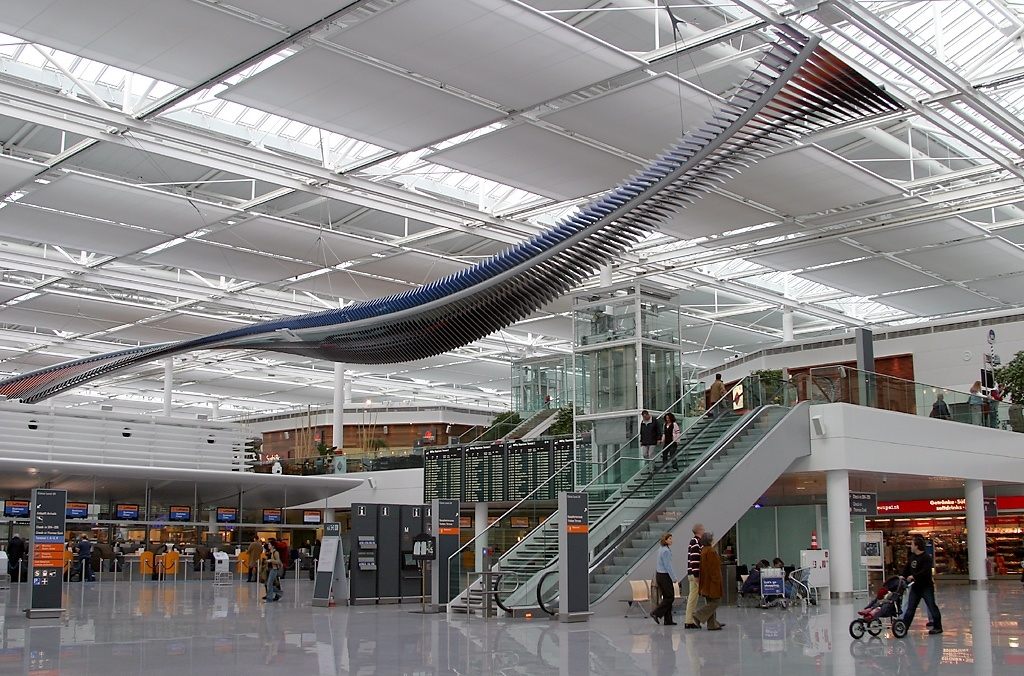
Check-in-Bereich in der zentralen Halle des Terminal-2-Hauptgebäudes

Im Gegensatz zum Terminal 1 ist das Terminal 2 ausschließlich horizontal gegliedert.

###### Ebene 03: Ankunft und Gepäcksortierung
Im Hauptgebäude ist die Ebene 03 landseitig die Ankunftsebene; in dieser Ebene befindet sich der Übergang vom Terminal 2 zum München Airport Center und damit auch zum Terminal 1. Luftseitig sind in diesem Geschoss die Gepäckausgabebänder angeordnet, von denen aus man direkt in den öffentlichen Bereich gehen kann. Zudem befinden sich einige Check-in-Schalter in der Ebene 03, beispielsweise von United Airlines. Für den Passagier nicht einsehbar befindet sich auf dieser Ebene sowohl im Hauptgebäude als auch im Satellit die Gepäcksortieranlage. Im südlichen Bereich des Hauptgebäudes gibt es in der Ebene 03 auch einige Gates, die speziell für den Italien-Verkehr ausgelegt sind: Dieser Spazio Italia verfügt über eine typisch italienische Bar mit italienischen Zeitungen und einer Italienisch sprechenden Bedienung. Wegen der guten Verbindungen nach Italien und der starken Präsenz der Air Dolomiti, die nach Lufthansa die zweitgrößte Fluggesellschaft am Flughafen München ist, bezeichnet sich der Flughafen auch immer wieder gerne als „nördlichster Flughafen Italiens“.

###### Ebene 04: Check-in und Schengen

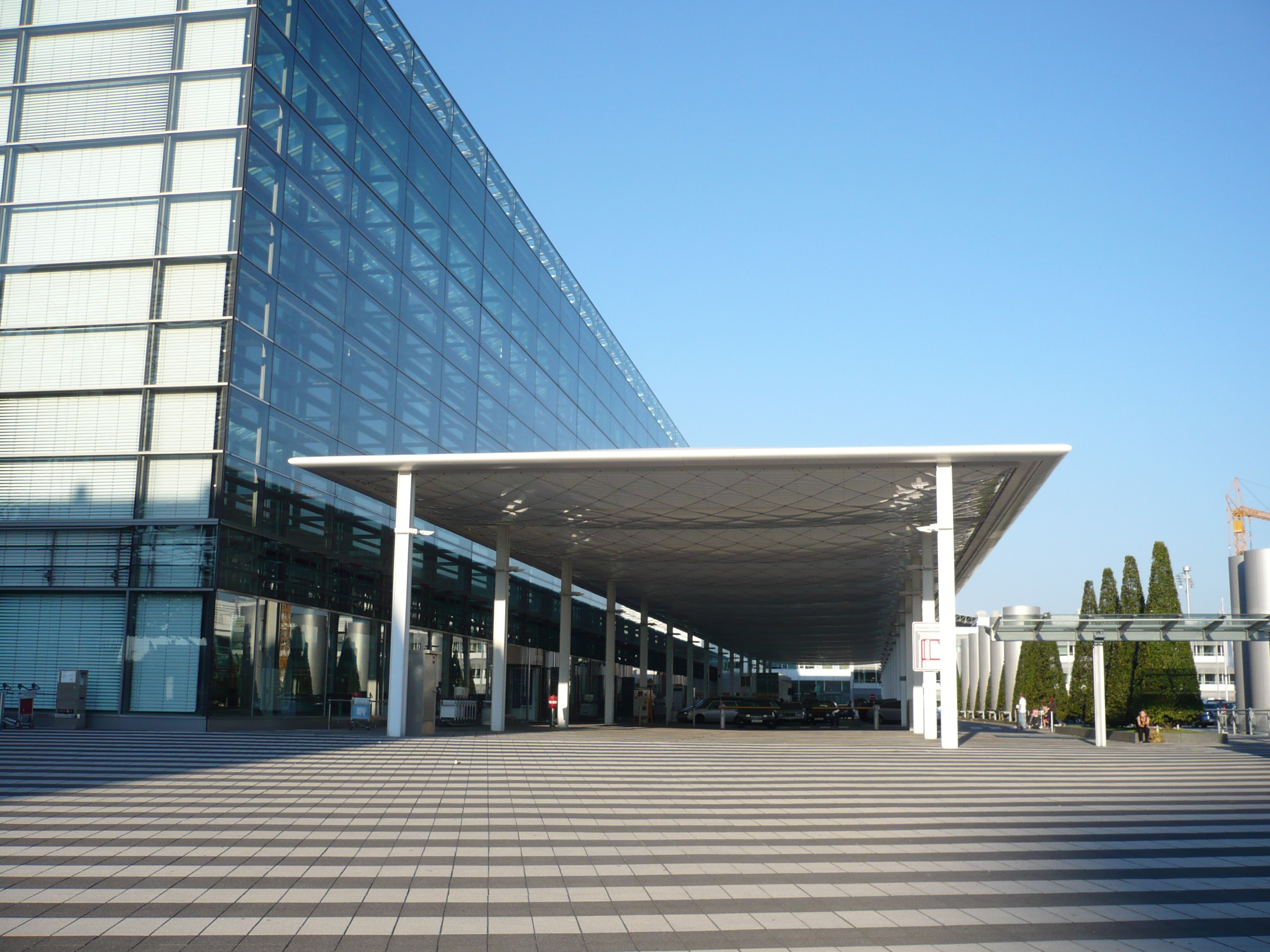
Vorfahrt zum Check-in auf Ebene 04

In der Ebene 04 ist landseitig vor allem die Check-in-Halle zu finden, von wo aus man für fast alle Fluggesellschaften einchecken kann, die das Terminal 2 benutzen. Um in den nichtöffentlichen Bereich zu gelangen, muss man eine Sicherheitskontrolle passieren, die sich ebenfalls in Ebene 04 befindet. Luftseitig befinden sich auf Ebene 04 die meisten gastronomischen Einrichtungen und Duty-Free-Shops, zudem sind hier im Hauptgebäude die Flugsteige G und im Satelliten die Flugsteige K zu finden, von denen aus Inlands- und Schengenflüge abgefertigt werden.

###### Ebene 05: Nicht-Schengen

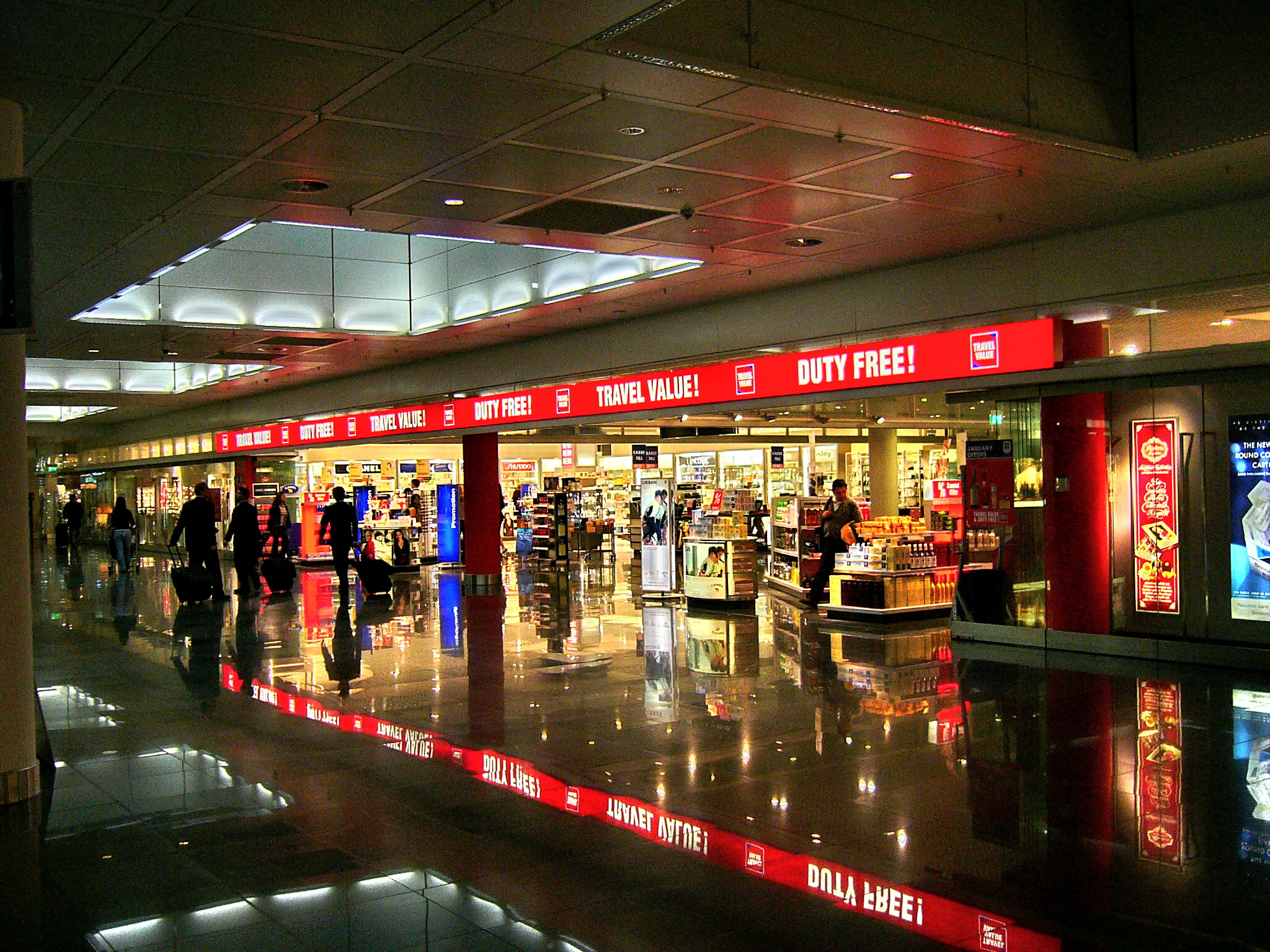
Duty-Free-Geschäfte in Ebene 05

Auch die Ebene 05 gliedert sich in einen öffentlichen und nicht-öffentlichen Bereich; im landseitigen Abschnitt sind eine (wechselnde) Kunstausstellung, diverse Restaurants und der Zugang zur Besucherterrasse zu finden. Luftseitig gelangt man zur Ebene 05 nach der Sicherheitskontrolle in Ebene 04. Bevor man ausreist, indem man die in diesem Geschoss angeordnete Passkontrolle passiert, kann aber noch in der Ebene 04 eingekauft werden – die gemeinsame Benutzung des Aufenthaltsbereichs von Schengen- und Nicht-Schengen-Passagieren ist im Terminal 1 unmöglich. Die Gates der Ebene 05 werden im Hauptgebäude als Flugsteig H, im Satelliten als Flugsteig L bezeichnet. Im Norden und Süden des Hauptgebäudes befinden sich noch einmal Sicherheitskontrollen, die bei Flügen in die USA durchlaufen werden müssen. In Ebene 05 befindet sich im Hauptgebäude auch die Sicherheitskontrolle für ankommende Passagiere aus visumspflichtigen Ländern, die über die Ebene 06 aussteigen und dann umsteigen wollen; sollte der Umstieg zu einem Flugzeug mit Ziel innerhalb des Schengener Abkommens erfolgen, muss zusätzlich noch die Passkontrolle sowie der Zoll durchlaufen werden, die ebenfalls in diesem Geschoss sitzt. Die Ebene ist zum Teil Ankunftsebene für visumsbefreite Nicht-Schengen-Länder (also z. B. Großbritannien, Irland, USA und Kanada).

###### Ebene 06: Ankunft aus visumspflichtigen Ländern

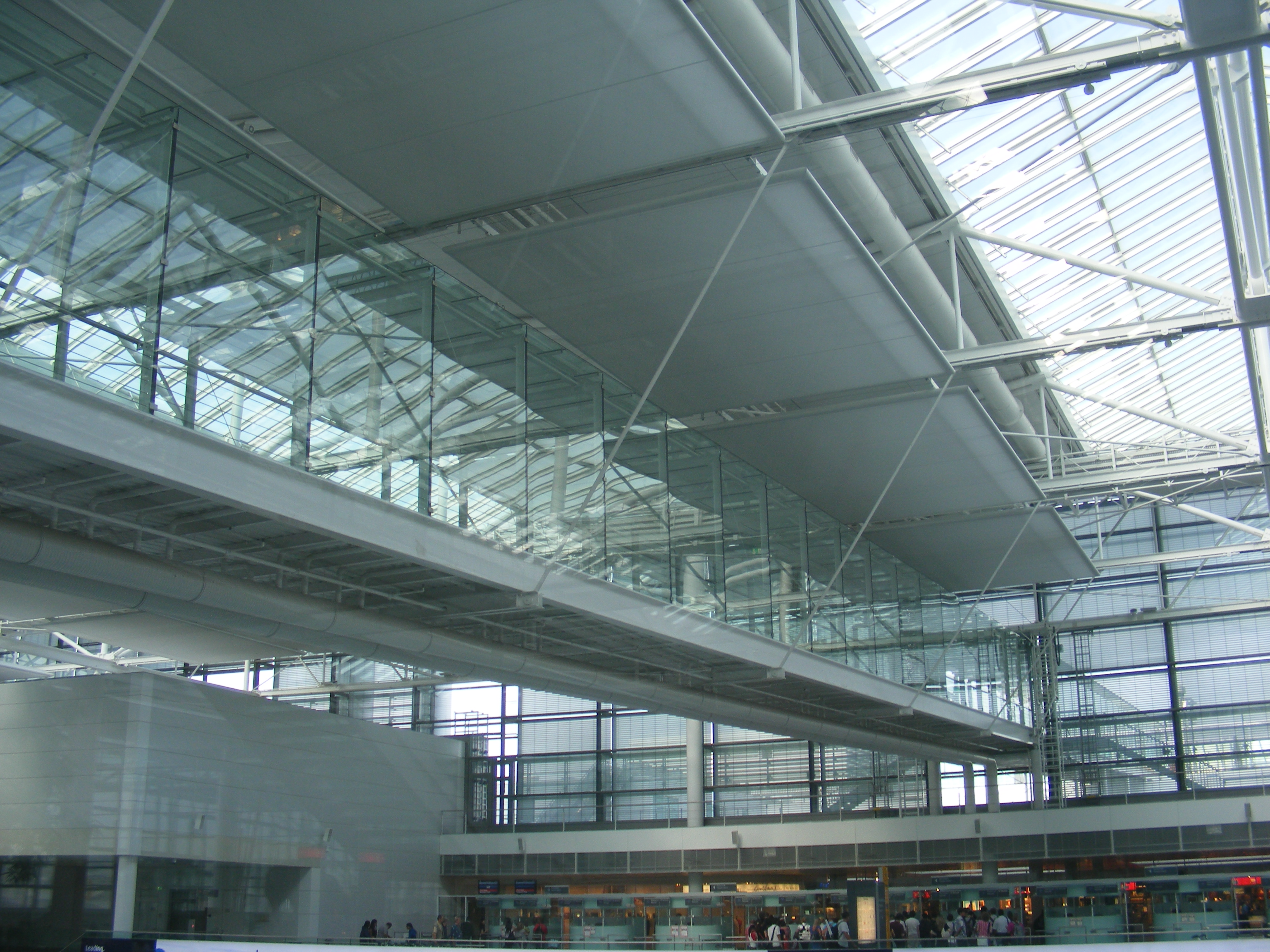
„Skywalk“ von Ebene 05 zur Besucherterrasse auf Ebene 06

Die Ebene 06 ist die Ankunftsebene für Passagiere aus visumspflichtigen Ländern. Passagiere aus visumsbefreiten Ländern werden, falls das Endziel München ist, ebenfalls in die Ebene 06 geleitet. Sie gelangen von dort aus über die Passkontrolle zur Gepäckausgabe. Im Falle eines Umstiegs müssen alle Passagiere, die aus einem visumspflichtigen Land ankommen zunächst eine Sicherheitskontrolle durchlaufen und gelangen von dort aus in den Nicht-Schengen-Bereich in Ebene 05. Die Sicherheitskontrolle befindet sich im Satelliten auf Ebene 06, im Hauptgebäude jedoch in der Ebene 05. Dies liegt darin begründet, dass die Ebene 06 im Hauptgebäude von 2007 bis 15. Januar 2009 nachträglich als Glaskorridor aus dem Dach gebaut wurde. Im Hauptgebäude sind nicht alle Gates mit einem Anschluss an die Ebene 06 ausgestattet, was die Positionierung der Flugzeuge limitiert.
Ebenfalls auf der Ebene 06 befindet sich im Hauptgebäude die Besucherterrasse, von der man bei freiem Eintritt das gesamte östliche Vorfeld beobachten kann; sie ist durch einen verglasten Gang, den so genannten Skywalk, mit der Ebene 05 verbunden.

##### Peoplemover

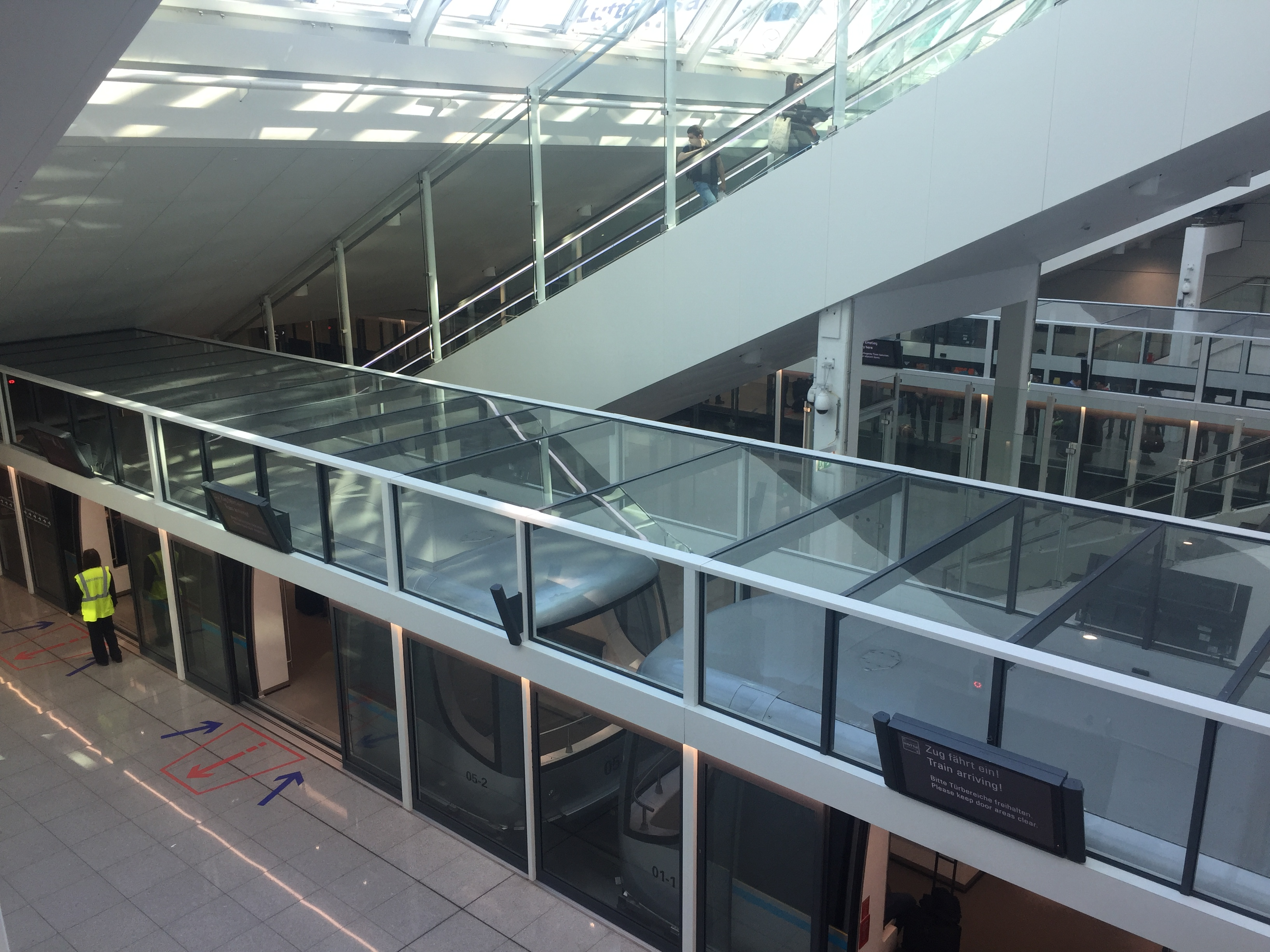
Blick auf das Personentransportsystem

Der Transport der Fluggäste zwischen Hauptgebäude und Satellit wird mit Hilfe eines Peoplemover sichergestellt. Die Mini-U-Bahn verkehrt in einem bereits beim Bau des Terminal 2 errichteten unterirdischen Tunnel. Die fahrerlosen Züge vom Typ INNOVIA APM 300 der Firma Bombardier verkehren alle 90 bis 180 Sekunden, wobei die Fahrzeit bei einer Höchstgeschwindigkeit von 50 km/h nur 50 Sekunden beträgt. Die Züge sollen bis zu ca. 400 Personen befördern können. Die Bahnsteige sind 49 Meter (Satellit) bzw. 51,3 Meter (Terminal 2) lang. Die Länge des PTS beträgt ca. 700 m (Fahrweg ca. 400 m zzgl. anschließende Instandhaltungsbereiche und Wendeanlagen). Im möglichen Endausbau hat das PTS eine Länge von ca. 2000 m. Dann sind in der Spitzenstunde über 9000 Umsteiger je Richtung zu bewältigen. Die bestehende Tunnelhöhe beträgt im Rohbau ca. 3,65 m. Im Sicherheitsbereich befindet sich eine ca. 4 m × 16 m große Einbringöffnung in der Tunneldecke zur Einbringung sämtlicher Bauteile inkl. der Züge.
Die Züge verkehren mit jeweils vier Wagen. Zwei sind für den Schengen-Verkehr reserviert, einer für den Nicht-Schengen-Verkehr und auf dem Weg vom Satelliten zum Hauptgebäude einer für in München ankommende und dort aussteigende Passagiere aus Ländern außerhalb des Schengen-Raums. Die Schengen-Passagiere steigen hierfür jeweils an den Außenbahnsteigen ein und aus, die Nicht-Schengen-Passagiere an den Mittelbahnsteigen. Alle Bereiche sind individuell an die jeweiligen Stockwerke der horizontal gegliederten Gebäude angeschlossen. Die ankommenden und in München aussteigende Passagiere aus Ländern außerhalb des Schengen-Raums nutzen einen baulich getrennten Bereich am jeweils östlichen Ende des Außenbahnsteigs; falls sie einen Anschlussflug haben, gehen sie zunächst im Satelliten durch die Sicherheitskontrolle. Im Anschluss können sie entweder sofort den Nicht-Schengen-Bereich oder nach einer Passkontrolle den Schengen-Bereich betreten und nutzen, falls nötig, die entsprechenden Wagen des Zuges.
Personentransportsysteme bestehen in Deutschland bereits an den Flughäfen Frankfurt (SkyLine) und Düsseldorf (SkyTrain). Speziell in München kann die Verwendung des Oberbegriffs „Personentransportsystem“ oder deren Synonyme „Passenger Transport System“ oder „PTS“ zu Verwirrung führen, da seit Eröffnung des Terminal 1 ein dort installiertes System von Laufbändern, welches alle Gebäudeteile untereinander verbindet, unter diesem Begriff geführt wird, in Terminal 2 aber auf die fahrerlose Mini-U-Bahn, welche zwischen Terminal 2 und dessen Satellit verkehrt, bezogen wird.

##### Fluggesellschaften

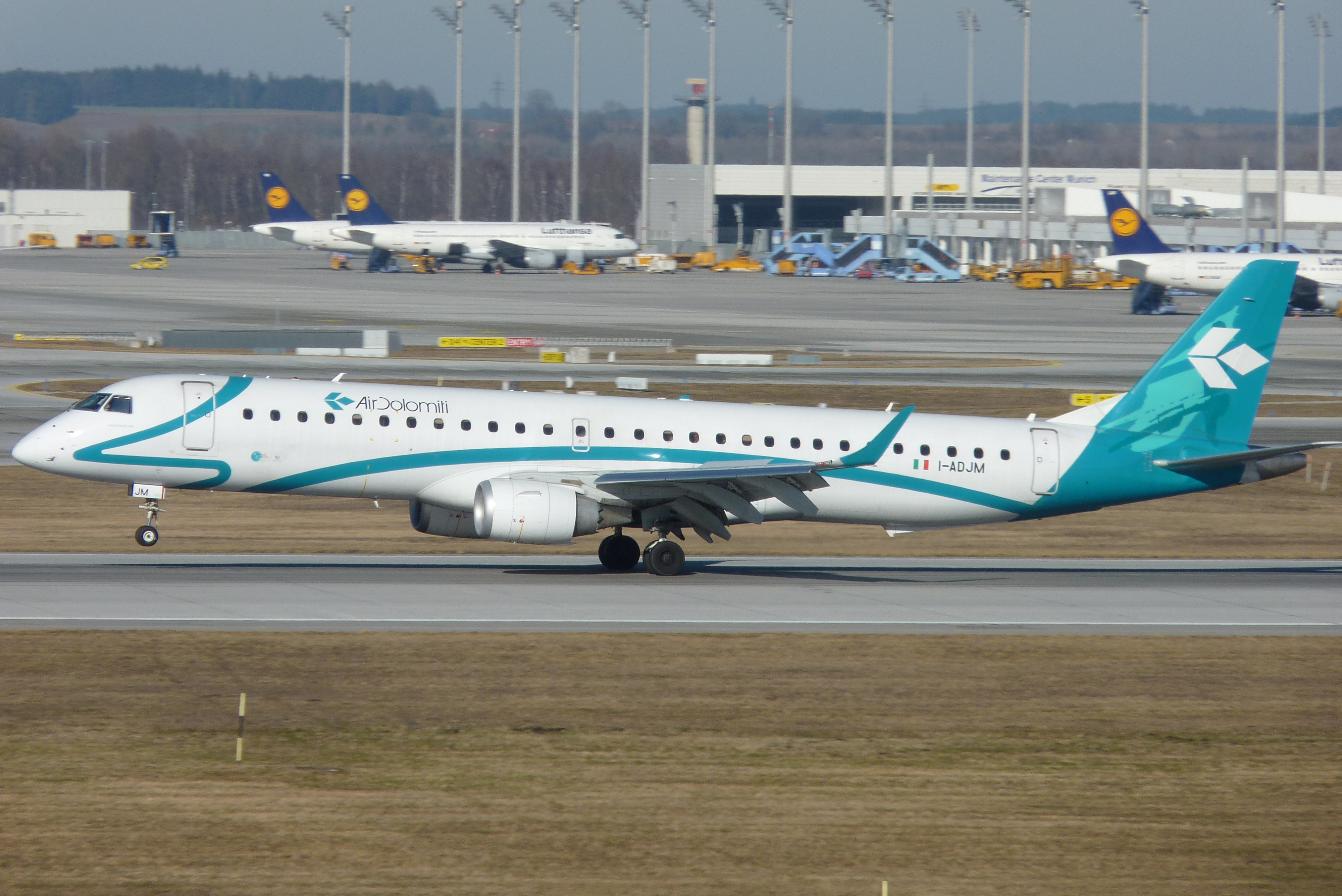
Zweitgrößter Nutzer des Terminal 2: Air Dolomiti

Hier werden die Flugzeuge der Lufthansa-Gruppe, vor allem Lufthansa selbst, Air Dolomiti und Lufthansa CityLine, der Star Alliance sowie anderen Airlines, die mit der Lufthansa kooperieren, abgefertigt. Für Flüge mit besonderem Gefährdungspotential (in der Regel sind dies Flüge mit Zielort Israel) wird der Check-in grundsätzlich in Halle F durchgeführt. Eurowings wird ab Beginn des Sommerflugplans 2016 eine neue Mittelstreckenbasis in München eröffnen. Im Oktober 2017 hatte die Kerngesellschaft Lufthansa am Terminal 2 94 Flugzeuge stationiert: 62 Flugzeuge der Airbus-A320-Familie, 8 Airbus A330, 24 Airbus A340-600 und 5 Airbus A350.

#### Terminal Allgemeine Luftfahrt
Das Terminal für Allgemeine Luftfahrt (auch: General Aviation Terminal oder kurz GAT) befindet sich im Nordosten des Vorfelds von Terminal 2. Hier werden fluglinienfreie Maschinen und Privatflugzeuge abgefertigt. Es stehen bis zu 50 Abstellpositionen auf einem 120.000 Quadratmeter großen Gelände zur Verfügung. Die Ausbaupläne des Flughafens sehen einen Abriss des Gebäudes vor, da es möglichen weiteren Erweiterungen des Terminals 2 im Wege steht. Ersatzweise soll im Zuge der Erweiterung auf drei Startbahnen ein neues Gebäude zwischen den beiden nördlichen Start- und Landebahnen entstehen.

#### Regierungsflüge

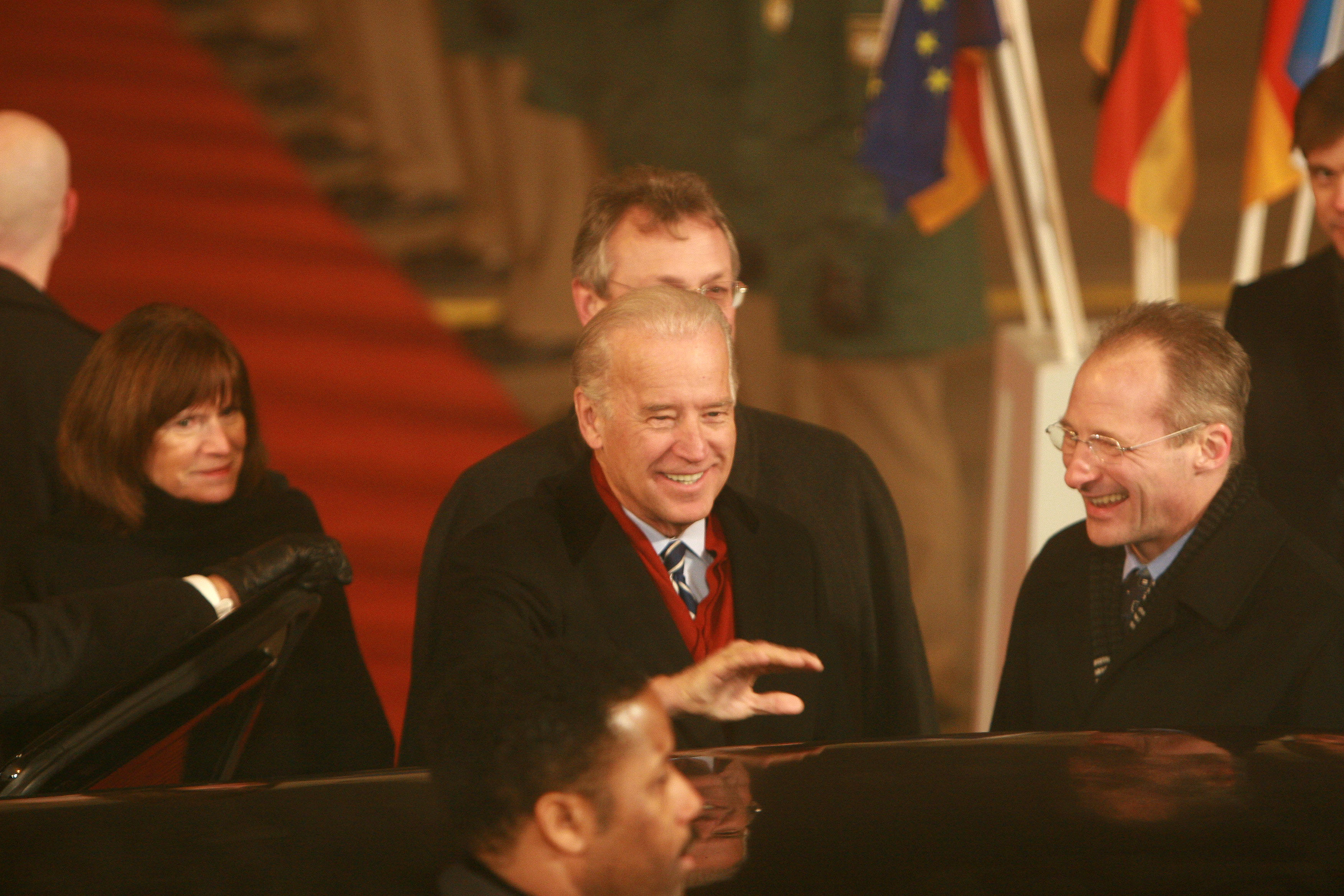
Joe Biden am Münchner Flughafen

Regierungsflüge (für Mitglieder der Bayerischen Staatsregierung) wurden vor der Errichtung des Terminal 2 auf dem Vorfeld der Halle F östlich des Terminal 1 abgefertigt, derzeit geschieht dies an einem mit Fahnenmasten ausgestatteten Bereich auf dem Vorfeld vor den Hangars im Südwesten des Flughafengeländes. Von dort aus werden die Regierungsmitglieder durch ein nahegelegenes Tor direkt in den öffentlichen Bereich gefahren bzw. kommen direkt durch ein Tor zum Flugzeug, während die anderen Passagiere mit Bussen zu bzw. von einem der Terminals gefahren werden, um dort ein- bzw. auszureisen.

#### Frachtterminal

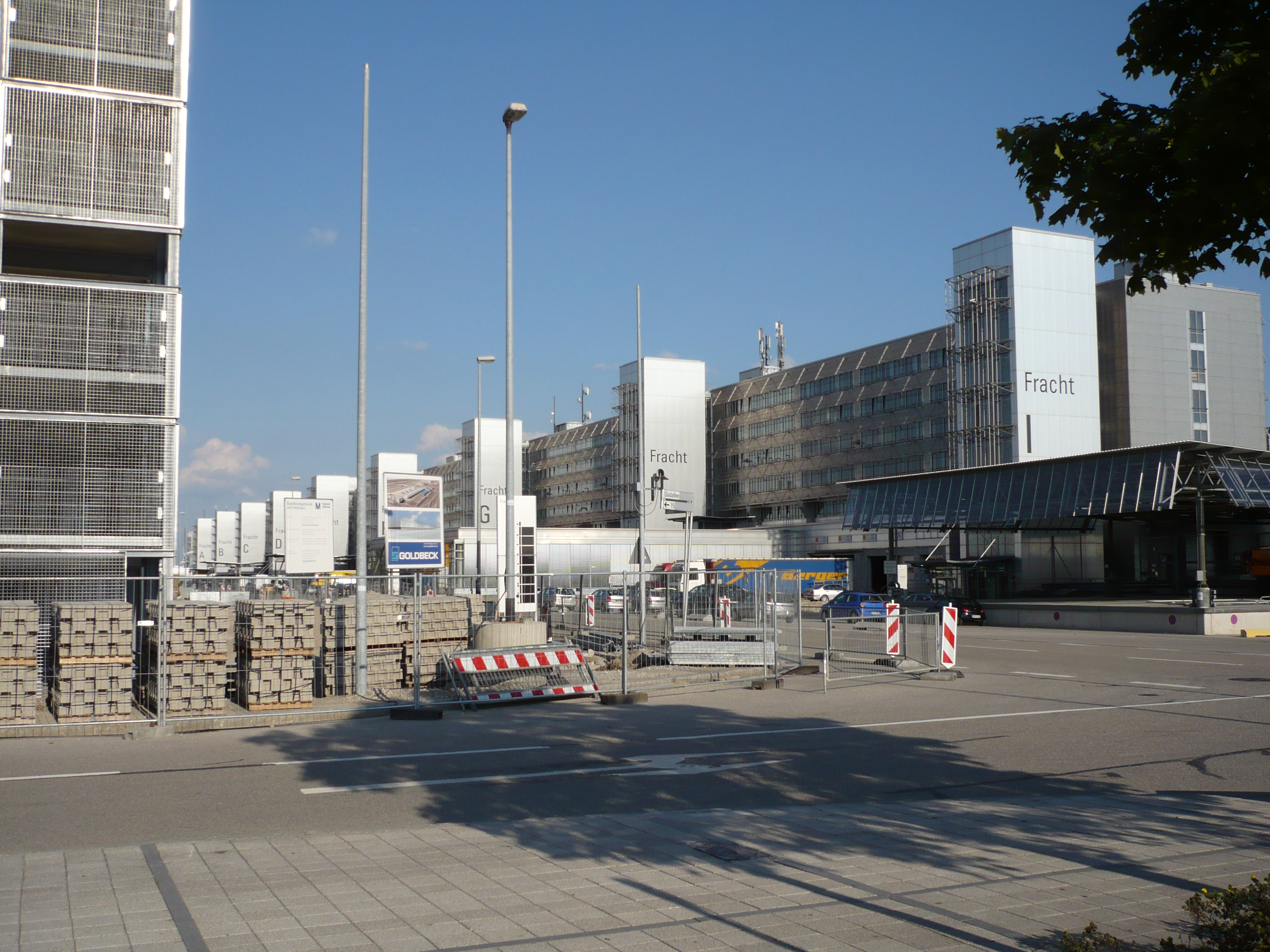
Frachtterminal (Außenbereich)

Die Frachtabfertigungshalle befindet sich westlich der Hauptterminals 1 und 2 und etwas nördlich der südlichen Start- und Landebahn. Auf dem 66.500 Quadratmeter großen Gelände befinden sich 14 Abstellpositionen.
Ende Mai 2007 wurde ein Neubau für den grenzüberschreitenden Güterverkehr eröffnet. Dieser bietet neben dem bestehenden Frachtterminal eine neue Grenzkontrollstelle mit Kleintierstation, in der die Tiere unter veterinäramtlicher Prüfung „einreisen“ können. Dies gilt auch für Lebensmittel tierischen Ursprungs wie Fisch- und Fleischprodukte.
Auch landseitig erfährt das Frachtterminal weitere Zuwächse: Zusätzlich zu den 231.736 t geflogener Luftfracht wurden 2006 weitere 180.000 t „getruckte“ Luftfracht per LKW am Flughafen umgewälzt. Die Steigerung der Frachtraten fiel im „Trucking“-Bereich mit +16,9 % sogar etwas höher aus als im geflogenen Bereich (+10,6 %).

### Gepäcksortieranlagen
Am Flughafen München gibt es insgesamt drei Gepäcksortieranlagen, eine für das Terminal 1 Module A bis E, eine für das Terminal 1 Halle F und eine für das Terminal 2; die Gepäcksortieranlagen von Terminal 1 Module A bis E und Terminal 2 sind miteinander verbunden.

#### Terminal 1
Im Terminal 1 erstreckt sich die Gepäcksortieranlage über eine Länge von 18 Kilometern auf der Ebene 03. Der Transport der Koffer funktioniert über Laufbänder. Abfliegende Passagiere können ihr Gepäck an einem der insgesamt 150 Check-in-Schalter aufgeben, von wo aus sie in die Gepäcksortieranlage geschleust werden. Bei ankommenden Passagieren werden die Gepäckstücke bei der Ankunft auf 14 sich in den Modulen befindenden Gepäckausgabebändern verteilt. Stündlich können 19.200 Gepäckstücke sortiert werden.
Auf dem Vorfeld gab es ab 1999 eine weitere Gepäcksortierhalle für Transfergepäck, deren tägliche Nutzung jedoch nach dem Umzug der Star Alliance und Lufthansa-Kooperationspartner ins Terminal 2 im Jahr 2003 teilweise und schließlich ab 2004 ganz aufgegeben wurde, da sie nicht weiter benötigt wurde. Sie entstand durch die Arbeitsgemeinschaft Alstom/Crisplant und konnte bis zu 9600 Gepäckstücke pro Stunde sortieren.

#### Terminal 2

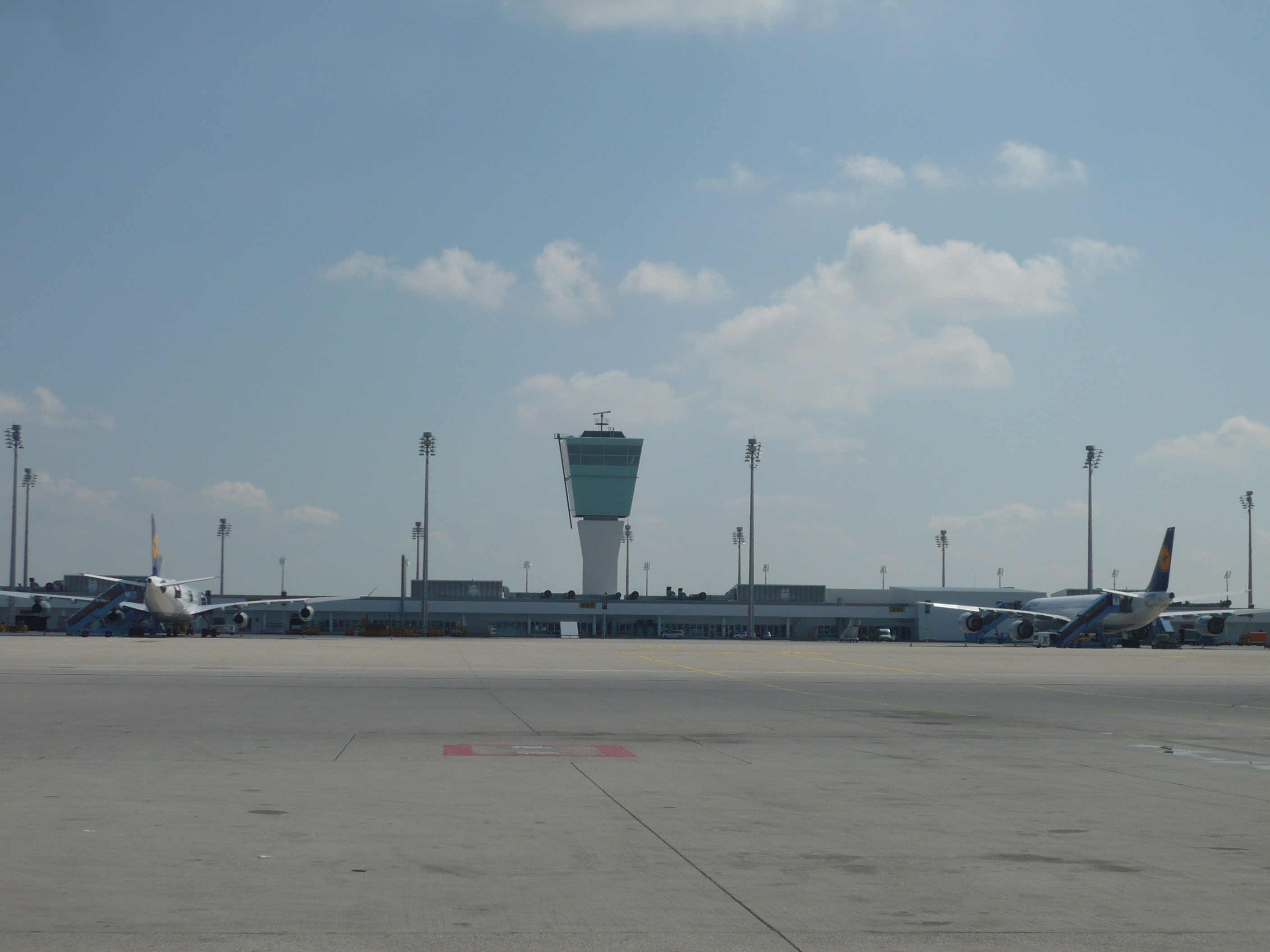
Gepäcksortierhalle, nun Ebene 03 des Satelliten

Die Gepäcksortieranlage im Terminal 2 erstreckt sich über 40 Kilometer und kann 14.000 Gepäckstücke pro Stunde sortieren. Anders als in der Anlage des Terminals 1 wird jedem Gepäckstück eine Wanne zugewiesen, die dann mit dem einzelnen Gepäckstück alle notwendigen Abschnitte durchläuft; diese können beispielsweise mehrere Sicherheits- und eine Zollkontrolle miteinschließen. In der zentralen Abflughalle befinden sich die meisten der insgesamt 124 Check-in-Schalter. Die Gepäcksortieranlage befindet sich ebenfalls in der Ebene 03 unterhalb der Abflugebenen des Hauptgebäudes und des Satelliten, in dem Gepäck lokal sortiert werden kann. Dadurch werden lange Fahrwege vermieden, wenn Flugzeuge am Satelliten oder auf Vorfeldpositionen parken: Deshalb ist es möglich, Umsteigezeiten von 30 Minuten zu garantieren. Im Ankunftsbereich des Terminal 2 gibt es zentral 14 Gepäckausgabebänder.

### Kontrollturm

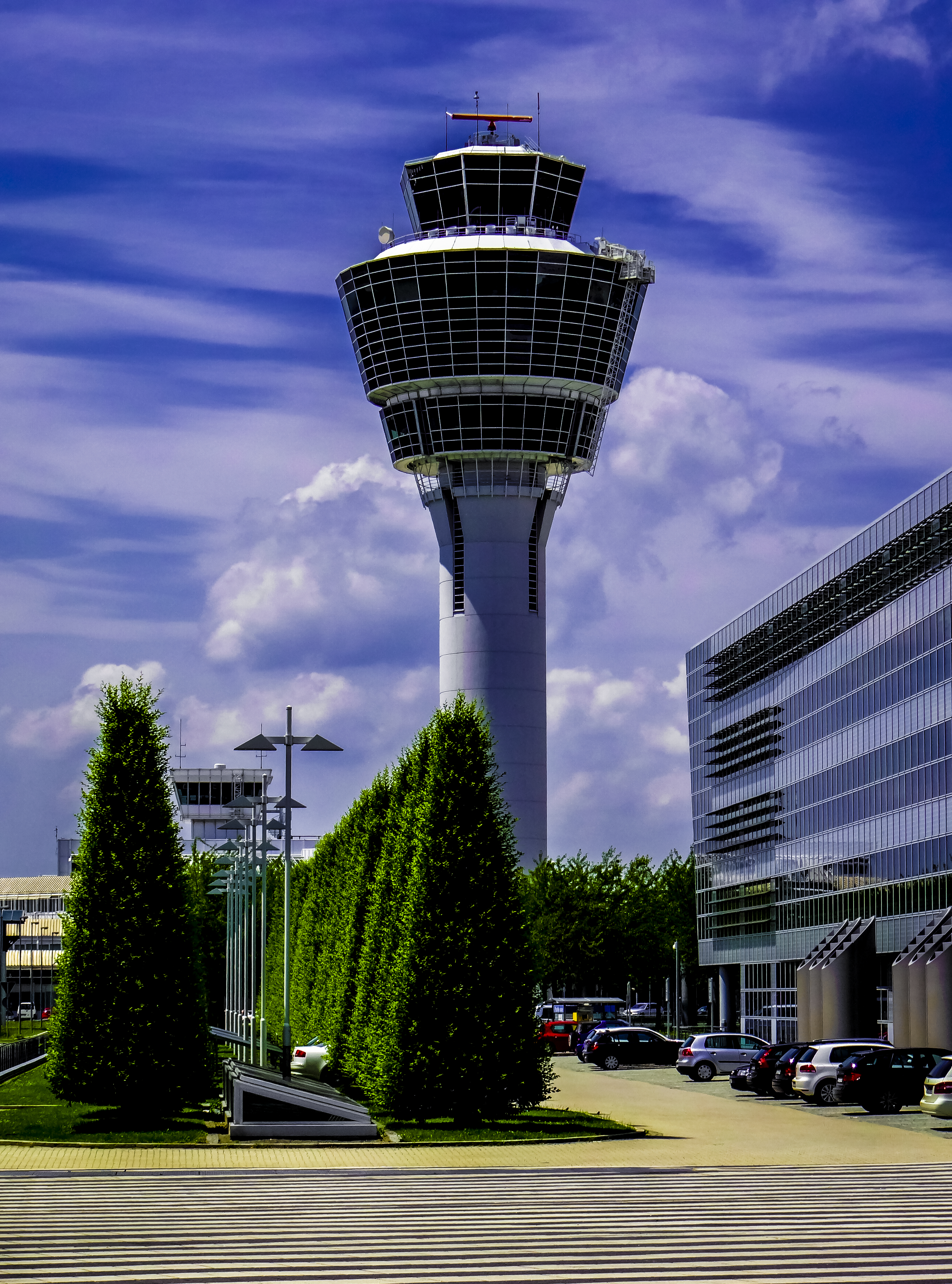
Tower, aus östlicher Richtung

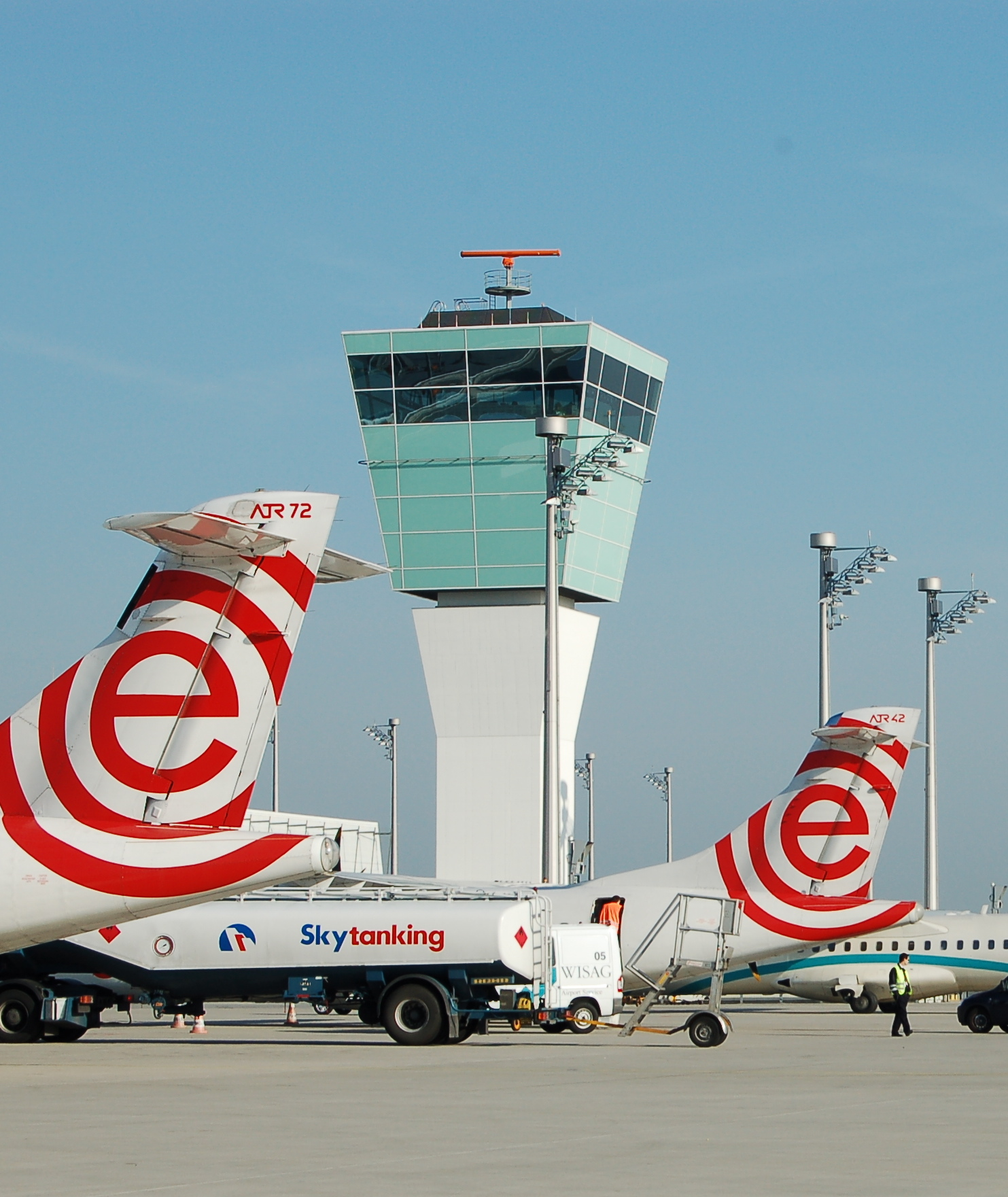
Tower der Vorfeldkontrolle Ost

Der Tower wurde bereits 1991 in Betrieb genommen und hat eine Höhe von 78 Meter. Er beherbergt die Betriebsräume der Deutschen Flugsicherung GmbH (DFS), der Vorfeldkontrolle der Flughafen München GmbH und des Deutschen Wetterdienstes sowie diverse technische Einrichtungen. Die Bruttogrundfläche beträgt 3100 Quadratmeter, der Durchmesser variiert zwischen 8,40 Meter und 25,20 Meter. Die Fenster der Glaskanzel sind um 15 Grad nach außen geneigt, wodurch störende Reflexionen verhindert werden. Der Tower wurde von den Münchner Architekten Prof. v. Busse & Partner Blees, Büch, Kampmann geplant. Die Architektur des Towers am Flughafen München setzte Maßstäbe: ähnlich gestaltete Kontrolltürme findet man heute beispielsweise am Flughafen Athen-Eleftherios Venizelos und am Flughafen Kuala Lumpur. Die Vorfeldkontrolle im Tower ist für das Vorfeld des Terminal 1 und die den Hangars um dem Frachtterminal vorgelagerten Vorfelder zuständig; letztere sind zum Teil schlecht einsehbar, was mit Kameras und dem vorhandenen Bodenradar kompensiert wird.
Da sich vom Kontrollturm aus große Teile des Vorfeldes des Terminal 2 nicht einsehen lassen, musste für die Vorfeldkontrolle des Terminal 2 ein eigener Tower gebaut werden. Dieser steht östlich der Gepäcksortierhalle und wurde gleichzeitig mit der Eröffnung des Terminal 2 in Betrieb genommen.

### Zentralbereich

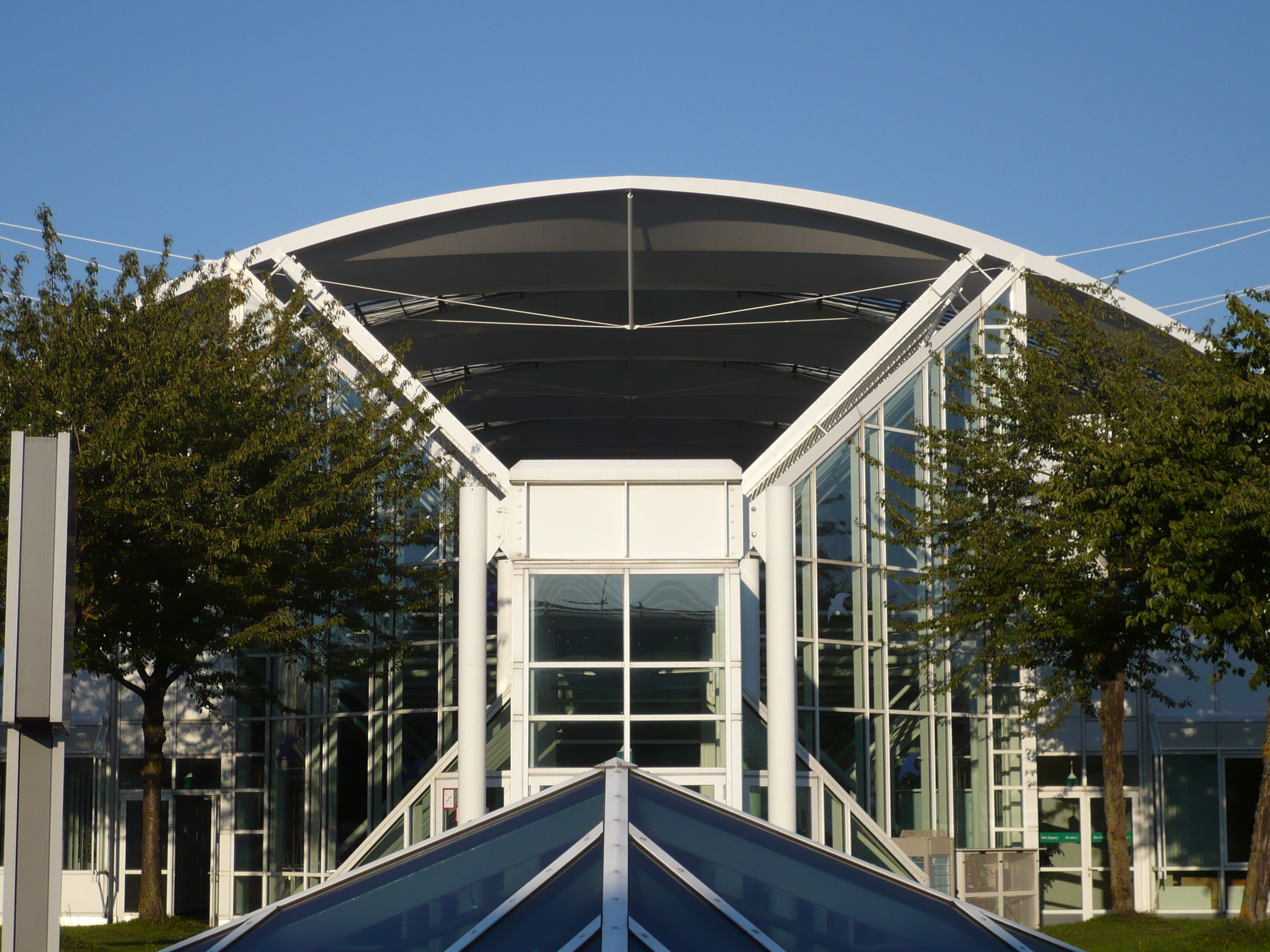
Zentralbereich von außen

Reisemarkt im Zentralbereich

Der Zentralbereich des Flughafens befindet sich zwischen dem Terminal 1 und dem Munich Airport Center, durch welches es auch an das Terminal 2 angeschlossen ist. Er hat eine Bruttogrundfläche von 46.000 Quadratmetern und bietet neben der Hauptinformation, vielen Serviceeinrichtungen, Geschäften, Niederlassungen von Autovermietungen und Schaltern von Fluglinien und Reisebüros auch 37 Check-in-Schalter; die westlichen Check-in-Schalter sind dabei für Fluggesellschaften des Terminal 1 bestimmt, während sich auf der östlichen Seite automatische Check-in-Schalter für das Terminal 2 befinden. Auf der Ebene 02 direkt unterhalb des Zentralgebäudes befindet sich der S-Bahnhof, am südlichen Ausgang des Zentralgebäudes findet man den Busbahnhof mit Anbindungen in die Region. In der Ebene 04 ist die ökumenische Christophorus-Kapelle, zu der auch Räume des kirchlichen Dienstes gehören, dem ein evangelisch-lutherischer und ein römisch-katholischer Flughafenpfarrer vorstehen.
Zwischenzeitlichen Plänen von 2007 zufolge sollte der heutige Zentralbereich einem Neubau weichen, der ein großes, öffentlich zugängliches Einkaufszentrum beherbergen sollte. Gleichzeitig wurde der Abriss der anliegenden zu klein gewordenen Parkhäuser überlegt. Diese Pläne wurden jedoch auf Grund der hohen finanziellen Investitionen auf unbestimmte Zeit auf Eis gelegt.

### Tanklager, Kerosinversorgung

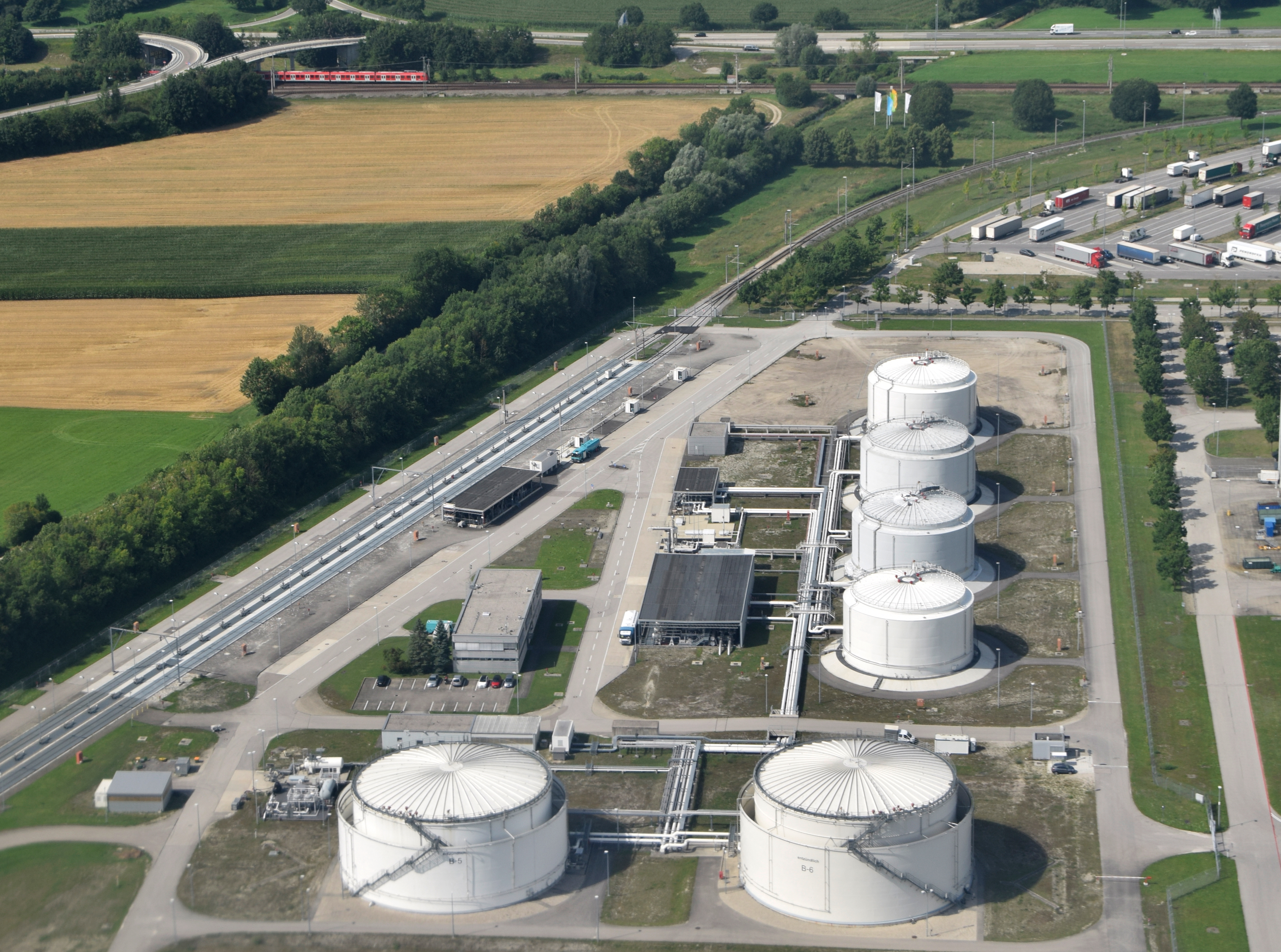
Kerosintanks und dazugehörige Eisenbahninfrastruktur (2021)

Zu der Treibstoffinfrastruktur für Luftfahrzeuge gehört ein rund 42.000 Kubikmeter fassendes Tanklager für Kerosin mit der Spezifikation Jet A-1. Das Unterflurleitungssystem erstreckt sich über eine Länge von 17 Kilometern und verbindet das Tanklager mit über 120 Flugzeugpositionen auf den Vorfeldern. Angeliefert wird der Treibstoff sowohl in Kesselwagen über die Schiene als auch über eine Pipeline (Ölfernleitung der OMV Raffinerie Burghausen, Länge 123,4 km). Seit dem 1. Juni 2021 ist das Betanken mit SAF Blends (Mischung von herkömmlichem Kerosin und Sustainable Aviation Fuels) am Flughafen möglich. Der Flughafen München ist Eigentümer, der Betreiber die Skytanking Munich GmbH & Co. KG.

### Hangars

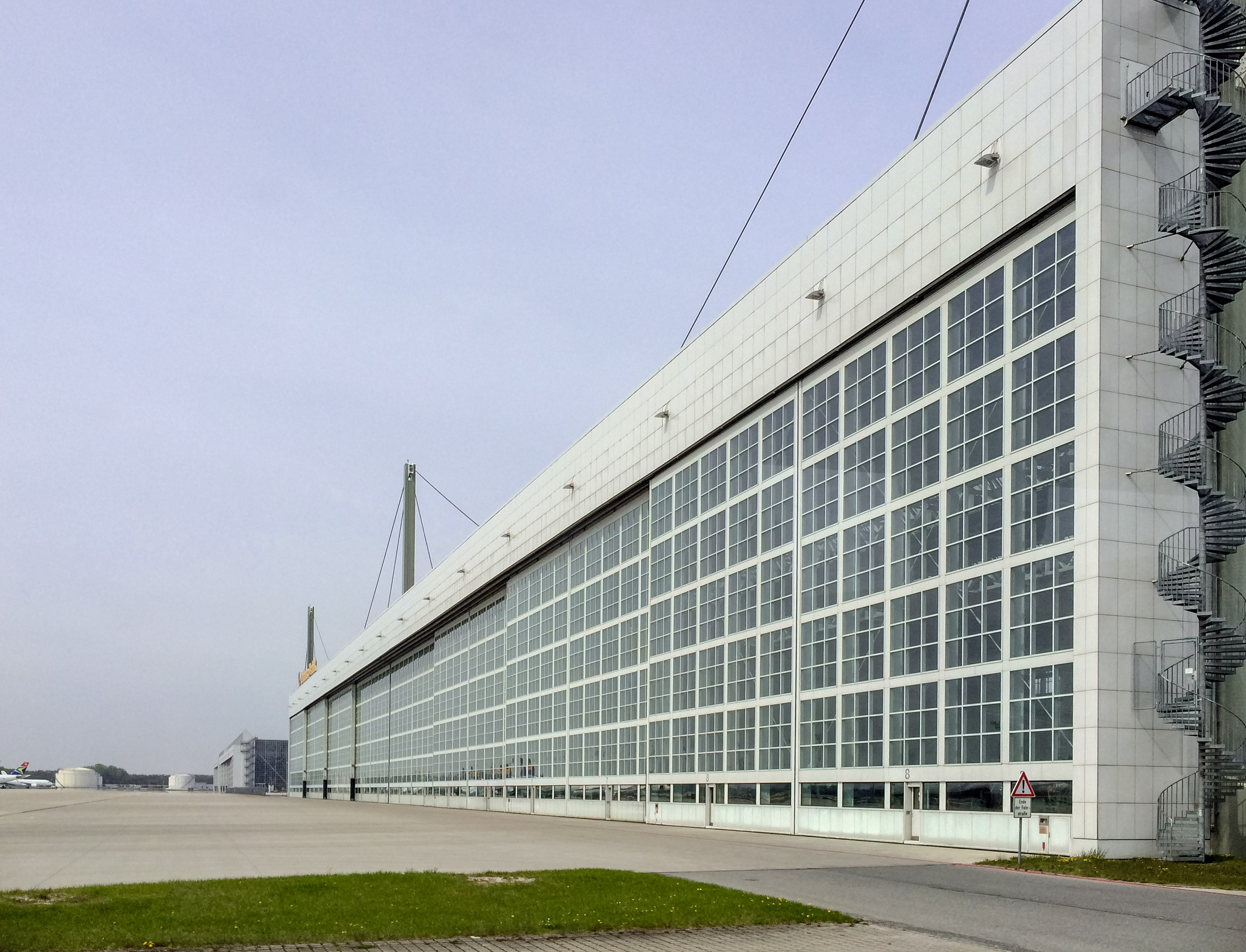
Hangar 1 im Vordergrund, dahinter Hangars 3 und 4

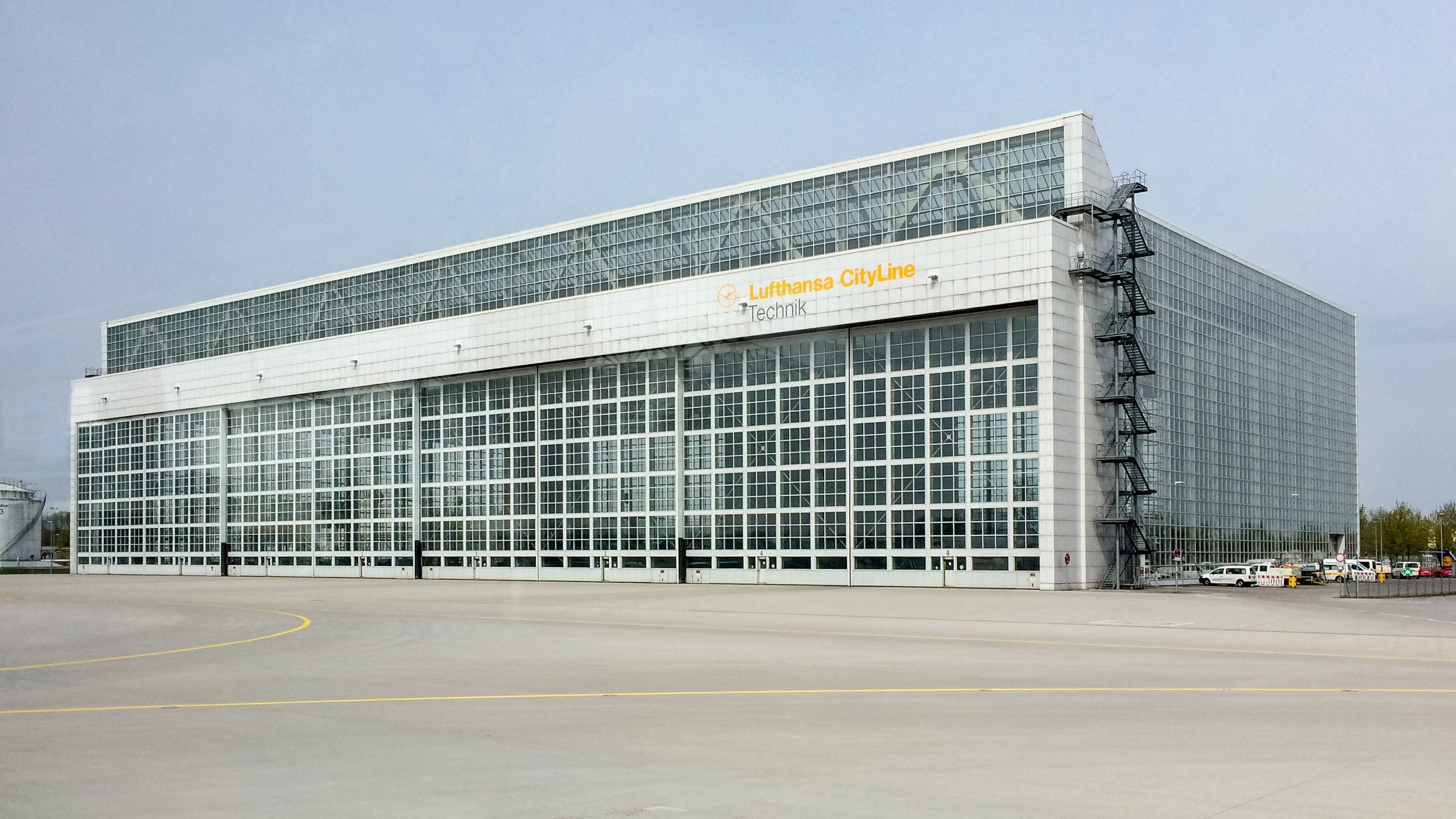
Hangar 4

Im südwestlichen Teil des Flughafens befinden sich drei Hangars zur Flugzeugwartung. Alle wurden 1992 eröffnet, der Architekt aller Hangars ist Günter Büschl. Ihnen gemein ist die vollverglaste Fachwerkkonstruktion sowie die verschiebbaren Fassaden als Tore.
Hangar 1 bietet auf einer Länge von 300 Metern, einer Tiefe von 100 Metern und einer Höhe von 30 Metern mit 36 500 m² Platz für bis zu fünf Boeing 747. Sein Hängedach wird von neun 55 Meter hohen Pylonen mit Hilfe von Seilen getragen, von denen je drei an den beiden Enden des Gebäudes sowie drei mittig platziert sind. Die anderen beiden Hangars 3 und 4 sind mit jeweils 80 Metern Tiefe und 22 Metern Höhe kleiner angelegt, wobei Hangar 3 auf eine Breite von 300 Metern kommt und Hangar 4 150 Meter breit ist. Ein weiterer, deutlich kleinerer Hangar allein für die Allgemeine Luftfahrt befindet sich nordwestlich des Terminals für Allgemeine Luftfahrt. Er ist 270 Meter breit und 40 Meter tief.

### München Airport Center (MAC)

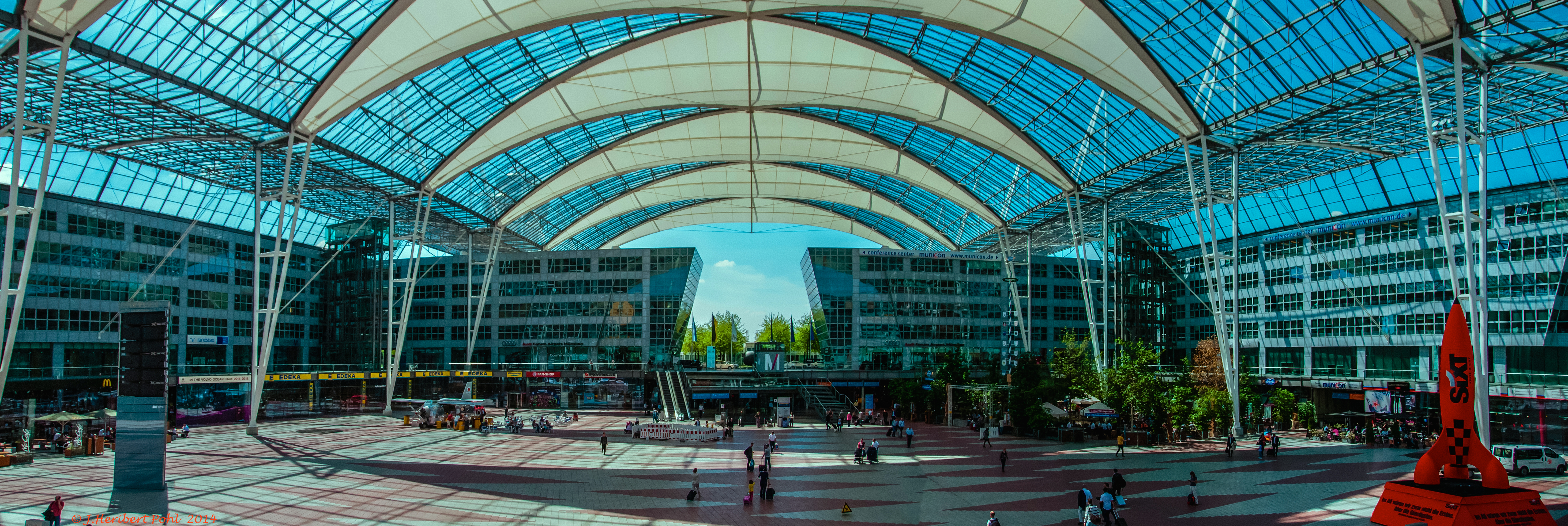
München Airport Center

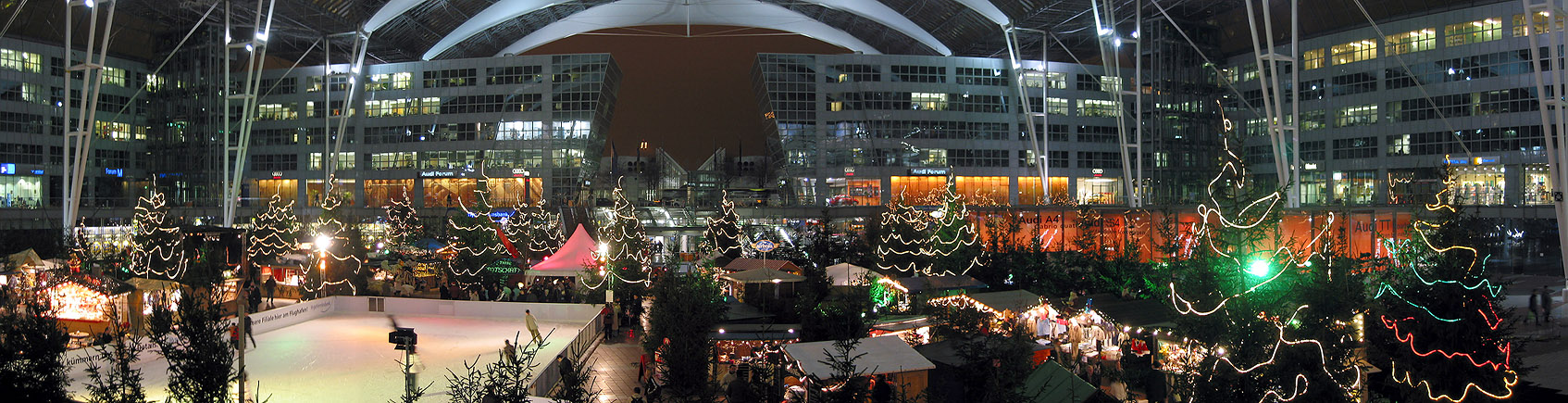
Weihnachts- und Wintermarkt im München Airport Center

Das München Airport Center, kurz MAC, ist ein multifunktionales Dienstleistungszentrum im Zentrum des Flughafens und verbindet Terminal 1 und Terminal 2.
Das MAC-Forum hat eine Gesamtfläche von rund 10.000 Quadratmetern. Hier finden zahlreiche Veranstaltungen statt.
Zwei L-förmige Gebäude schließen sich wie ein U um das Forum und messen jeweils 120 mal 76 Meter. 
Die Bruttogrundfläche des Komplexes beträgt 50.000 Quadratmeter: 10.000 Quadratmeter nehmen sowohl das Forum als auch die Dienstleistungsflächen ein und auf 21.000 Quadratmeter erstrecken sich die Büroflächen. 
Architekt des München Airport Centers war – wie schon beim architektonisch ähnlichen Nachbargebäude Hilton Munich Airport – Helmut Jahn († 2021).
Der Architekturkritiker Michael Mönninger vergleicht das MAC mit dem Berliner Sony-Center und sagt: "Einen ähnlichen Palast der Winde entwarf Jahn für das Airport-Center des Münchner Flughafens, das unter seinem vibrierenden Flugdach auch als Bühne und Festraum dient. Jahns Großbauten vereinen alle Merkmale, die gemeinhin für die Gattung der „Nicht-Orte“ gelten: Es sind transitorische Schwellenräume für nicht ortsgebundene Besucher, ... Man empfindet sie nicht als konkrete, leibliche und bedeutungstragende Orte, sondern als Durchgangszonen in einer Welt der Ströme und Zeichen ..."

### Parkbereiche

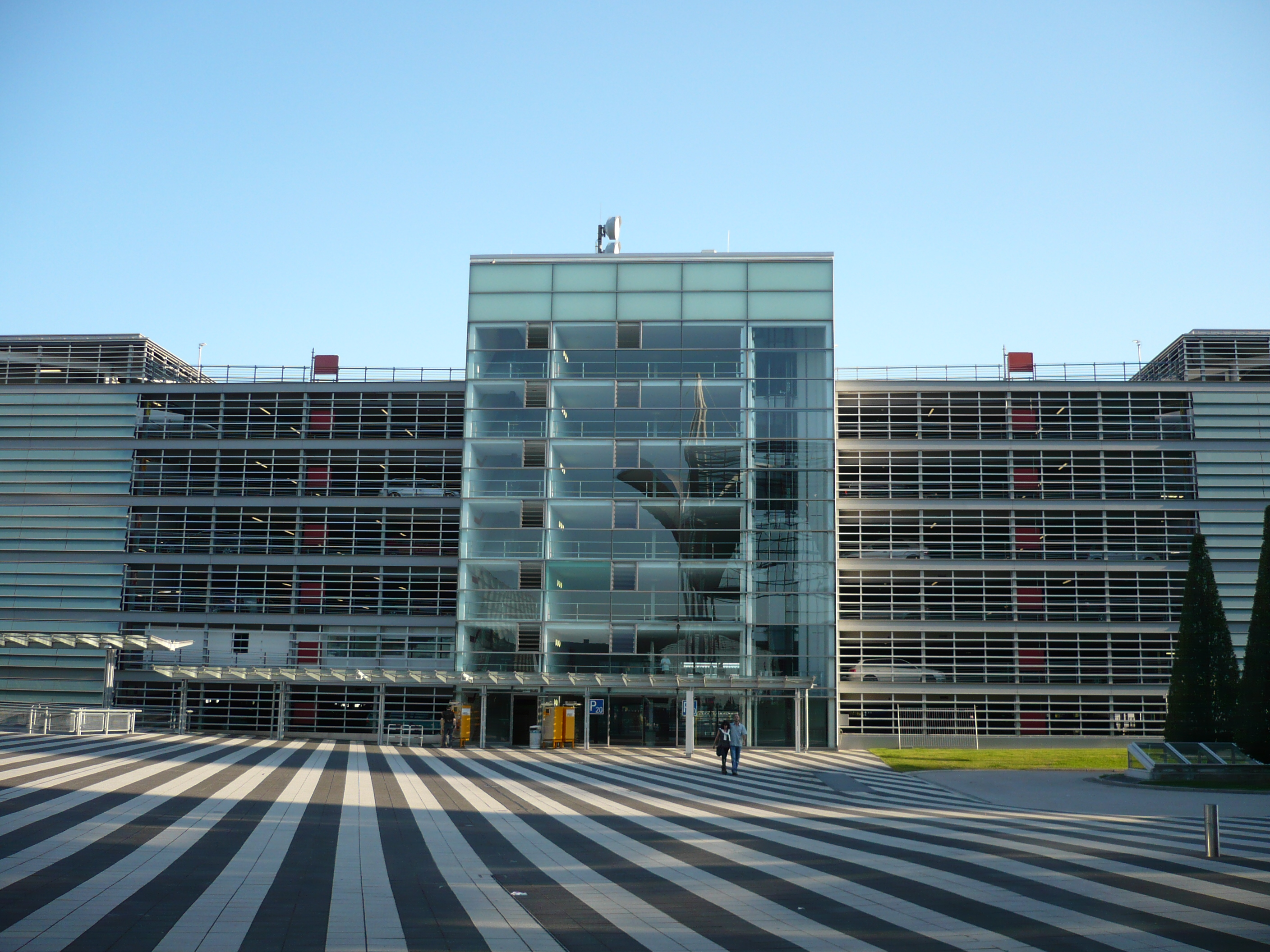
Parkhaus P20

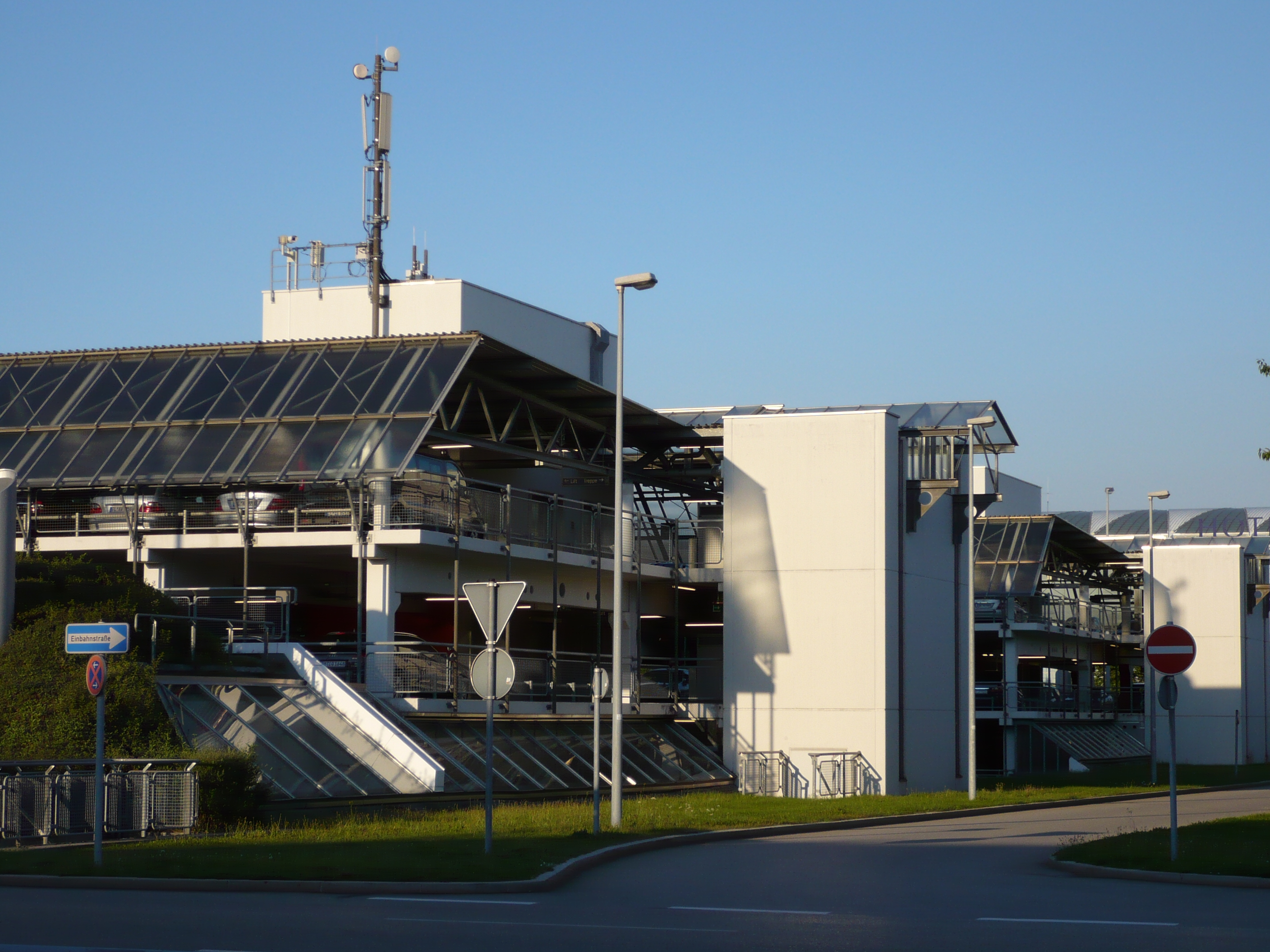
Parkhaus vor dem Terminal 1

Derzeit gibt es fünf Parkhäuser und sechs Tiefgaragen. Zusammen ergeben sich 30.000 Stellplätze, davon sind ungefähr 16.500 überdacht. Das Parkhaus P20 am Terminal 2 war mit 6400 Stellplätzen auf elf Ebenen (davon vier unterirdisch) seit seiner Inbetriebnahme 2003 für kurze Zeit das größte Parkhaus Deutschlands, bis es von dem Parkhaus der neuen Allianz Arena 2005 überflügelt wurde. In den Parkhäusern beträgt die maximale Fahrzeughöhe 2,00 Meter. Innerhalb der Parkhäuser ist ein Parkleitsystem installiert, das erkennt, ob ein Parkplatz belegt ist, und neu ankommende Fahrzeuge gezielt zu leeren Parkplätzen führt.
Neben den üblichen Parkmöglichkeiten bietet der Flughafen München für entsprechende Mehrkosten auch spezielle Parkplätze mit zusätzlichen Leistungen an. Dazu gehört das Valet Parking, bei dem das Fahrzeug von einem Flughafenmitarbeiter bei der Abflugvorfahrt abgeholt und geparkt wird, das Angebot Park, Sleep & Fly, bei dem eine Übernachtung im Hilton-Hotel mit inbegriffen ist, das Angebot an übergroßen Parklücken, dem so genannten XXL-Parken, und das Sicherheitsparken; für letzteres gibt es eine eigens abgetrennte Parkebene im Parkhaus P20, in der die abgestellten Fahrzeuge besonders bewacht werden. Außerdem kann man noch spezielle Serviceleistungen, beispielsweise eine Innen- oder Außenreinigung und einen Tankservice, dazubuchen.
Um das Shoppingangebot im öffentlichen Bereich des Flughafens für Anwohner des Flughafenumlands attraktiver zu machen, gibt es spezielle Angebote, durch die man bis zu drei Stunden kostenlos im Parkhaus P20 parken kann (beispielsweise wenn man mehr als 20 Euro im gastronomischen Bereich ausgegeben hat). Im Osten des Zentralbereichs befinden sich etwa zehn Kurzzeitparkplätze, auf denen bis zu dreißig Minuten umsonst gehalten werden darf. Während der Ferienzeiten gibt es auch nochmals vergünstigte Konditionen im Parkhaus P8.

### Besucherpark

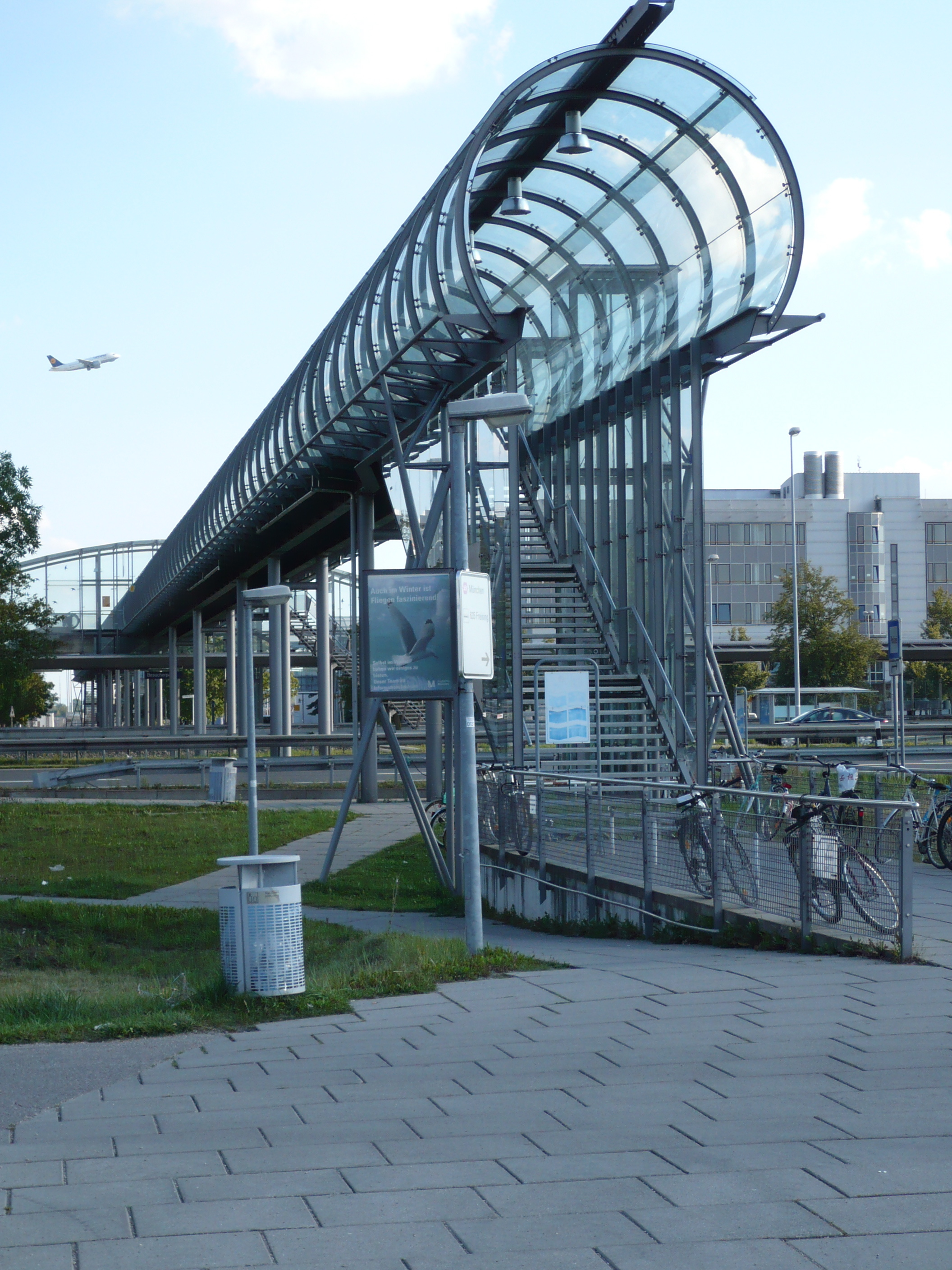
Fußgängerbrücke der S-Bahn-Haltestelle Besucherpark

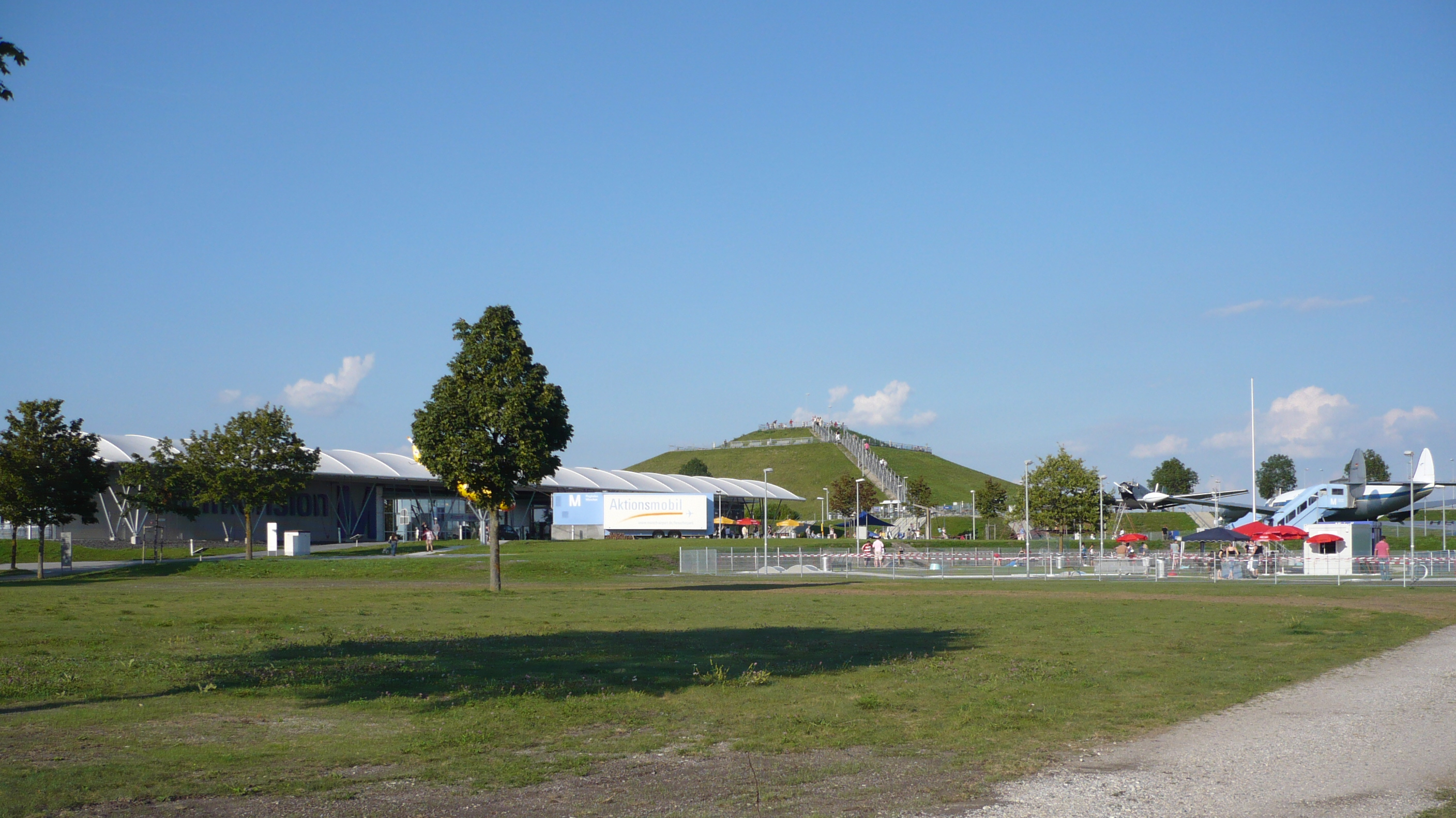
Blick auf den Besucherpark

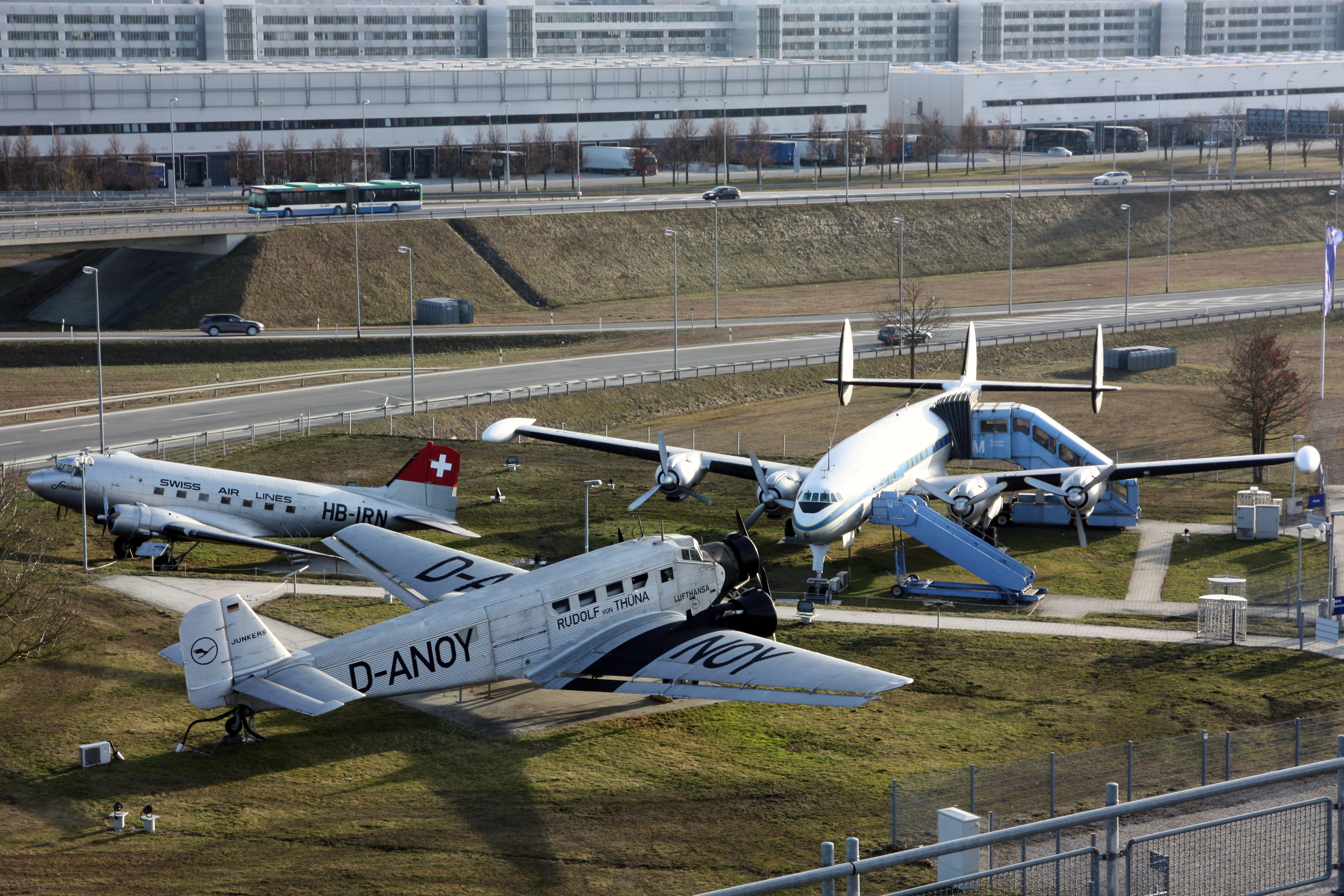
Historische Flugzeuge im Besucherpark

Von Anfang an war dem Flughafen ein Besucherpark angegliedert, der sich gegenüber dem Terminal 1 fast direkt am Vorfeld befindet, von dem er nur durch die nördliche Zufahrtsstraße abgetrennt ist. Hier befindet sich ein Besucherzentrum mit Ausstellung und Kino, von wo aus auch Besucherrundfahrten mit Fahrten auf allen Vorfeldern unternommen werden können. Des Weiteren kann gegen Entgelt ein Besucherhügel betreten werden, von dem aus das Vorfeld West und die beiden Start- und Landebahnen beobachtet werden können. Zusätzliche, frei zugängliche Besucherhügel befinden sich an beiden Start- und Landebahnen. Im Besucherpark sind historische Flugzeuge, darunter eine Lockheed Super Constellation (Registrierung D-ALEM), eine Junkers Ju 52/3m (D-ANOY) (jeweils in Lufthansa-Lackierungen) und eine Douglas DC-3 (Registrierung HB-IRN) der Swissair ausgestellt. Außerdem gibt es einen Spielplatz, ein Restaurant namens „Tante Ju’s“ und eine Minigolfanlage. Nach der Eröffnung des Flughafens Münchens 1992 löste der Besucherpark kurzzeitig für einige Wochen das Schloss Neuschwanstein als das meistbesuchte Tourismusziel Deutschlands ab.
Zum Besucherpark gelangt man mit öffentlichen Verkehrsmitteln mit Bus und über die S-Bahn-Haltestelle Besucherpark (S1 und S8), an der auch die aus Freising kommende MVV-Buslinie 635 hält. Diese Haltestelle wird auch von Mitarbeitern des Flughafens benutzt; so befinden sich beispielsweise das Frachtterminal und das Flight Operations Center – FOC der Lufthansa direkt neben der Station. Die Fußgängerbrücke, die den S-Bahn-Bahnhof mit dem Frachtbereich und dem auf der gegenüberliegenden Seite liegenden Besucherpark verbindet und dabei sowohl die S-Bahn-Strecke als auch den Flughafenzubringer überspannt, wurde 1991 eröffnet, hat eine Bruttogrundfläche von 1100 Quadratmetern und ist 263 Meter lang. Die röhrenförmige Brücke ist vollverglast und wurde von dem Münchner Architekturbüro Auer+Weber+Assoziierte geplant.

### Hotels

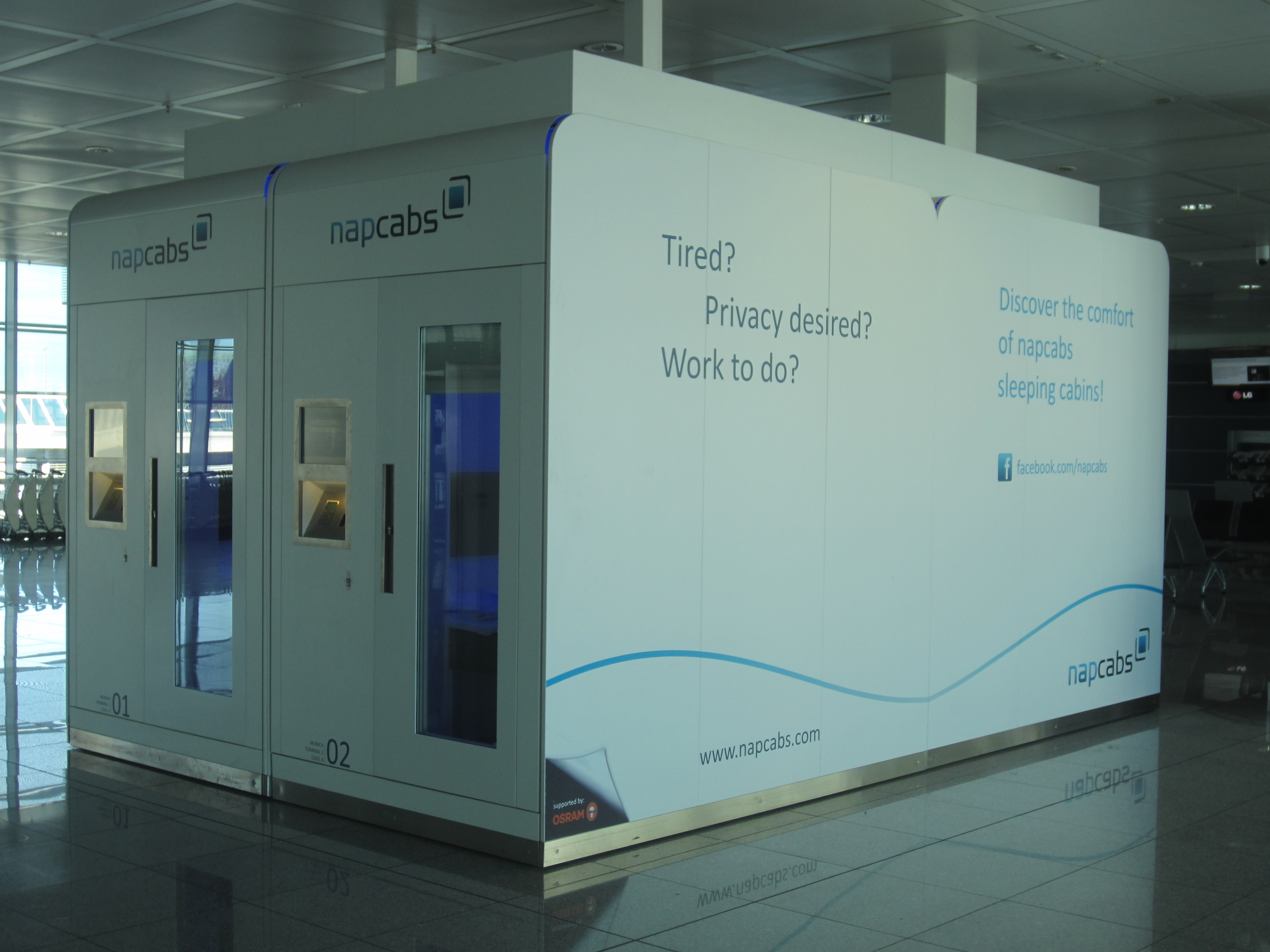
Napcabs im Terminal 2

Auf dem Gelände des Flughafens befinden sich zwei Hotels. Innerhalb des Sicherheitsbereiches des Hauptgebäudes des Terminals 2 stehen sowohl im Schengen-Bereich als auch im Nicht-Schengen-Bereich gegen Bezahlung so genannte „Napcabs“ samt Internetanschluss zum Schlafen und Arbeiten zur Verfügung. Voraussetzung zur Nutzung ist ein Weiterflug.

## Marketingunterstützung für Fluggesellschaften am Flughafen München
Der Flughafen München leistet eine befristete Unterstützung für bestimmte Flugverbindungen mit dem Ziel, verkehrspolitisch und für den Standort wichtige Märkte zu erschließen und den Passagieren ein optimales Verkehrsangebot zur Verfügung zu stellen. Nimmt eine Fluggesellschaft eine neue Strecke auf, wird damit in der Anfangsphase der hohe wirtschaftliche Aufwand sowie das unternehmerische Risiko abgefedert. Durch diese gezielte Marketingunterstützung trägt der Airport dazu bei, dass neue Verkehrsangebote schnell bekannt werden und sich am Markt etablieren können. Die Förderung erfolgt nur dann, wenn damit neben der Verbesserung des Verkehrsangebots die Wirtschaftlichkeit des Flughafens weiter erhöht werden kann. Im Jahr 2019 wurden zur Marketingunterstützung rund 25 Millionen Euro von der Flughafen München GmbH an 31 Fluggesellschaften gezahlt. Gefördert wurden rund 18.000 Flugbewegungen zu 85 unterschiedlichen Zielen. 2018 lag die Förderung bei 24 Millionen. 2017 wurden 16 Millionen Euro gezahlt. Von 1993 bis 2018 hat die Flughafen München GmbH mindestens 295 Millionen Euro an Förderungen für Fluggesellschaften bezahlt, dazu kamen noch 89 Millionen Euro Kerosinzuschuss.
Der Bayerische Landtag hat Im Oktober 2020 eine Massenpetition zur Einstellung des Förderprogramms abgewiesen.

## Umwelt
Seit November 2005 hat die Flughafen München GmbH ein nach DIN ISO 14001 und EMAS zertifiziertes Umweltmanagementsystem.
Durch die Beteiligung der Flughafen München GmbH an der Initiative Luftverkehr für Deutschland, an der auch Fraport, Deutsche Flugsicherung und die Deutsche Lufthansa beteiligt sind, wurde eine so genannte „Vier-Säulen-Strategie“ entwickelt, um den Umweltschutz mit einem Gesamtkonzept zu verbessern; diese vier Säulen beinhalten:

„Reduzierung von CO2-Emissionen durch technischen Fortschritt und Innovationen, insbesondere im Bereich der Triebwerksentwicklung; eine effizientere Infrastruktur mit einer bedarfsgerechten Anpassung von Flughafenkapazitäten, durch die beispielsweise auch umweltbelastende Warteschleifen vermieden werden; operative Maßnahmen wie die Optimierung von Bodenprozessen; ökonomische Anreizsysteme“

### Klimaschutz: CO2-Neutralität bis 2030
Erklärtes Unternehmensziel der Flughafen München GmbH ist die Verwirklichung eines CO2-neutralen Flughafenbetriebs spätestens bis zum Jahr 2030. Danach sollen die dem Flughafen zurechenbaren CO2-Emissionen um 60 % reduziert und die verbleibenden 40 % durch geeignete Klimaprojekte, möglichst in der Region, kompensiert werden. Für dieses ehrgeizige Klimaschutzprogramm wird der Flughafen München 150 Millionen Euro investieren.
Grundlage für alle Klimaschutzmaßnahmen ist eine zuverlässige und international vergleichbare Erfassung aller CO2-Emissionen. Der Flughafen München erfasst seine Emissionen nach dem international anerkannten Bilanzierungssystem des „Greenhouse Gas Protocol“ (GHG). Anhand dieser Daten wird der sogenannte CO2-Footprint erstellt, in dem der Treibhausgas-Ausstoß des Flughafens detailliert aufgeschlüsselt ist.
Um seine CO2-Emissionen kontinuierlich weiter zu senken, führt der Flughafen München eine Vielzahl von CO2-Einsparmaßnahmen durch. Das Maßnahmenpaket zur Erlangung der CO2-Neutralität am Flughafen München berücksichtigt alle Bereiche, insbesondere aber die Energieversorgung, eine klimaeffizientere Gebäudetechnik, Maßnahmen für einen besonders umweltfreundlichen Fuhrpark, die Außenbeleuchtung und die weitere Optimierung des Stromverbrauchs der Gepäckförderanlage. Das Spektrum reicht von intelligenter Regelungstechnik bis hin zu Klimafassaden, umfasst die Umstellung auf LED-Technologie bei der Befeuerung der Start- und Landebahnen, den vermehrten Einsatz regenerativer Energien sowie den Ausbau der Elektromobilität im Fuhrpark.
Der vollständig CO2-freie Betrieb des Airports – also das Ziel „Net Zero Carbon“ – soll spätestens bis zum Jahr 2050 erreicht werden. Dazu wird der Airport seine CO2-Emissionen weiter drastisch reduzieren. Bereits im Juni 2019 hatte der Flughafen München die europäische „Net-Zero2050“-Resolution des ACI Europe, des Dachverbandes europäischer Flughäfen, unterzeichnet und sich mit über 190 an der Klimainitiative beteiligten europäischen Airports verpflichtet, spätestens bis zum Jahr 2050 die eigenen CO2-Emissionen auf nahezu null zu reduzieren und den unvermeidlichen Rest durch technologische Maßnahmen wieder aus der Atmosphäre zu entfernen.
Für seine Maßnahmen zum Klimaschutz ist der Flughafen München bereits mehrfach ausgezeichnet worden. So haben unabhängige Umweltgutachter wiederholt den Flughafen München nach den Umweltnormen EMAS und ISO 14001 validiert und den Münchner Airport für seinen verantwortungsbewussten Umgang mit der Umwelt ausgezeichnet.
Für seine fortgesetzten Anstrengungen zur Reduzierung der CO2-Emissionen wurde dem Münchner Airport im Rahmen des Programmes „Airport Carbon Accreditation“ (ACA) des „Airport Council International“ (ACI Europe) das Zertifikat „optimisation“ zuerkannt, die zweithöchste Stufe auf einer vierstufigen Skala zur Erreichung der Klimaneutralität. Dabei setzt der Flughafen München in einer freiwilligen Selbstverpflichtung vor allem auf technologische Innovationen, um seine CO2-Emissionen kontinuierlich abzusenken und will zunächst auf den Erwerb von CO2-Zertifikaten verzichten. Erst wenn alle technischen Möglichkeiten ausgeschöpft sind, soll der unvermeidbare Rest der CO2-Emissionen im regionalen Umfeld des Flughafens kompensiert werden. Bereits zum vierten Mal in Folge ist der Münchner Flughafen 2020 für seine Anstrengungen zur konsequenten Reduktion von CO2-Emissionen ausgezeichnet worden: Im Rahmen der jährlichen Klassifizierung durch die Rating-Organisation CDP (Carbon Disclosure Project) erhielt der Münchner Airport erneut die hervorragende Bewertung „A –“. Zudem engagiert sich die FMG in Projekten mit seinen Partnern, um die Reduktion der Treibhausemissionen voranzutreiben.

### Weitere Initiativen
Um die Lebensmittelabfälle zu reduzieren, testet der Flughafen München seit Oktober 2018 die App Too Good To Go.

### Landschaft

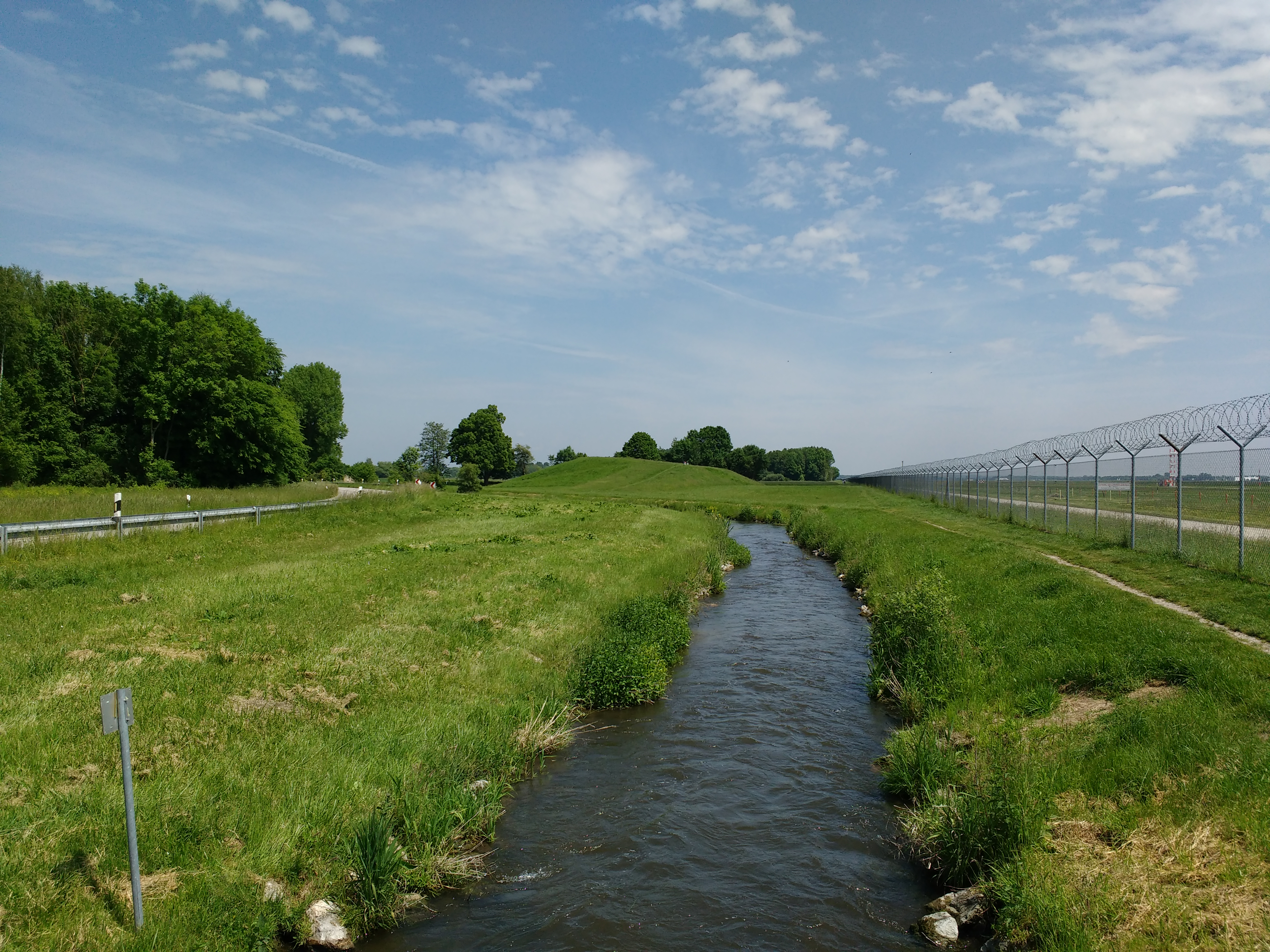
Goldach Richtung Osten kurz vor einer Kurve Richtung nach Attaching. Im Hintergrund: Aussichtshügel Nord und Beginn einer Gehölzreihe entlang der Nordbahn

Von Anfang an wurden bei der Planung des Flughafens auch die zum Teil staatlich vorgeschriebenen Aspekte des Naturschutzes beachtet. So waren bei der Eröffnung etwa 70 Prozent des Flughafengeländes bepflanzt, heute sind es mit 925 von 1560 Hektar jedoch nur noch 60 Prozent. Die im Erdinger Moos vorherrschende Struktur vieler sich kreuzender Linien von kleinen Bächen, Gehölzreihen usw. wurde in die Landschaftsarchitektur mit aufgenommen. Auf der anderen Seite wurde darauf geachtet, das Flughafengelände für Vögel unattraktiv zu gestalten, um die Gefahr des Vogelschlags zu reduzieren. Außerdem legte man einen 230 Hektar großen Grüngürtel an, der als Ausgleichsfläche gedacht ist. Insgesamt beläuft sich die Größe der Ausgleichsflächen auf ungefähr 600 Hektar. Umweltverbände kritisierten jedoch den enormen Flächenverbrauch durch den Flughafen, insbesondere durch die geplanten Ausbaumaßnahmen; die Ausgleichsflächen seien zudem nicht ausreichend, um die durch den Flughafen verursachten Schäden auszugleichen.

### Gewässer

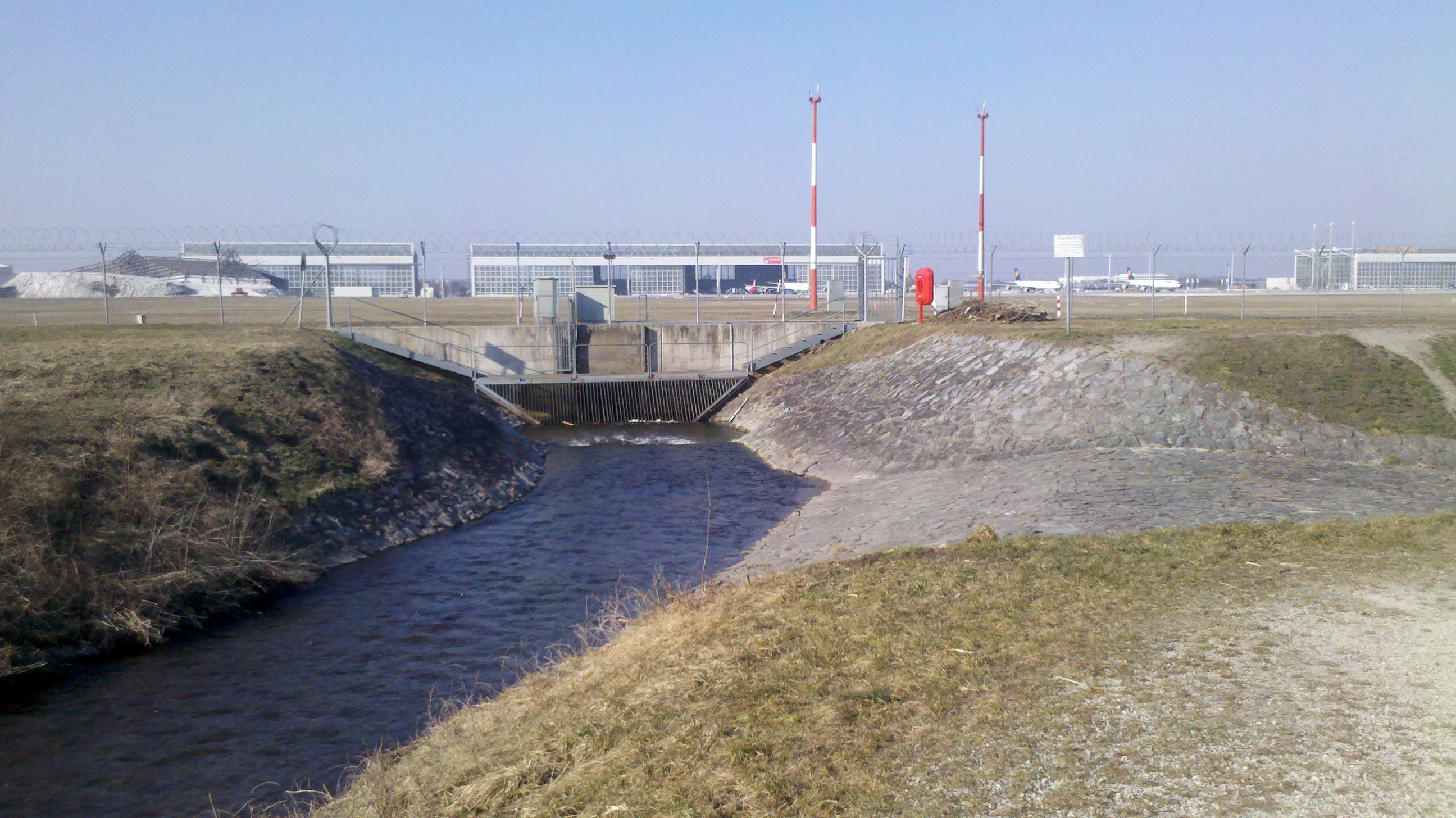
Ludwigskanal (Goldach) am Eintritt zur Unterquerung des Flughafens München

Für die Anlage des Flughafens im Erdinger Moos wurde massiv in den Wasserhaushalt der Region eingegriffen, da der Grundwasserspiegel der moorigen Landschaft stark gesenkt werden musste; dafür wurden Entwässerungsgräben geschaffen. Vorhandene Wasserläufe, wie kleine Bäche, wurden jedoch nicht unterbrochen, sondern entweder um das Flughafengelände herum- oder unterhalb des Geländes durchgeleitet. Dies bewirkt, dass die Auswirkung der Grundwassersenkung sich im Wesentlichen auf das Gebiet des Flughafens beschränkt.
Die Abwässer des Flughafens sowie das aufgefangene Regenwasser werden in den natürlichen Wasserkreislauf zurückgeführt. Dafür wurden über 100 Kilometer Abwasserleitungen verlegt, sieben Pumpwerke, eine Waschwasserreinigungsanlage und vier Regenklärbecken gebaut. Das bereits grob gesäuberte Wasser wird schließlich in einer Kläranlage gereinigt. Für die im Winter notwendige Enteisung verwendet der Flughafen chemische Enteisungsmittel wie Glykol, die zusammen mit dem verunreinigten Schmelzwasser aufgefangen und dann entweder gereinigt oder wiederverwendet werden. Die Reinigung wird im Abbausystem-Gelände vorgenommen, wo Bodenbakterien das Glykol in die unschädlichen Bestandteile Wasser und Kohlendioxid zersetzen.

### Lärm

#### Allgemein

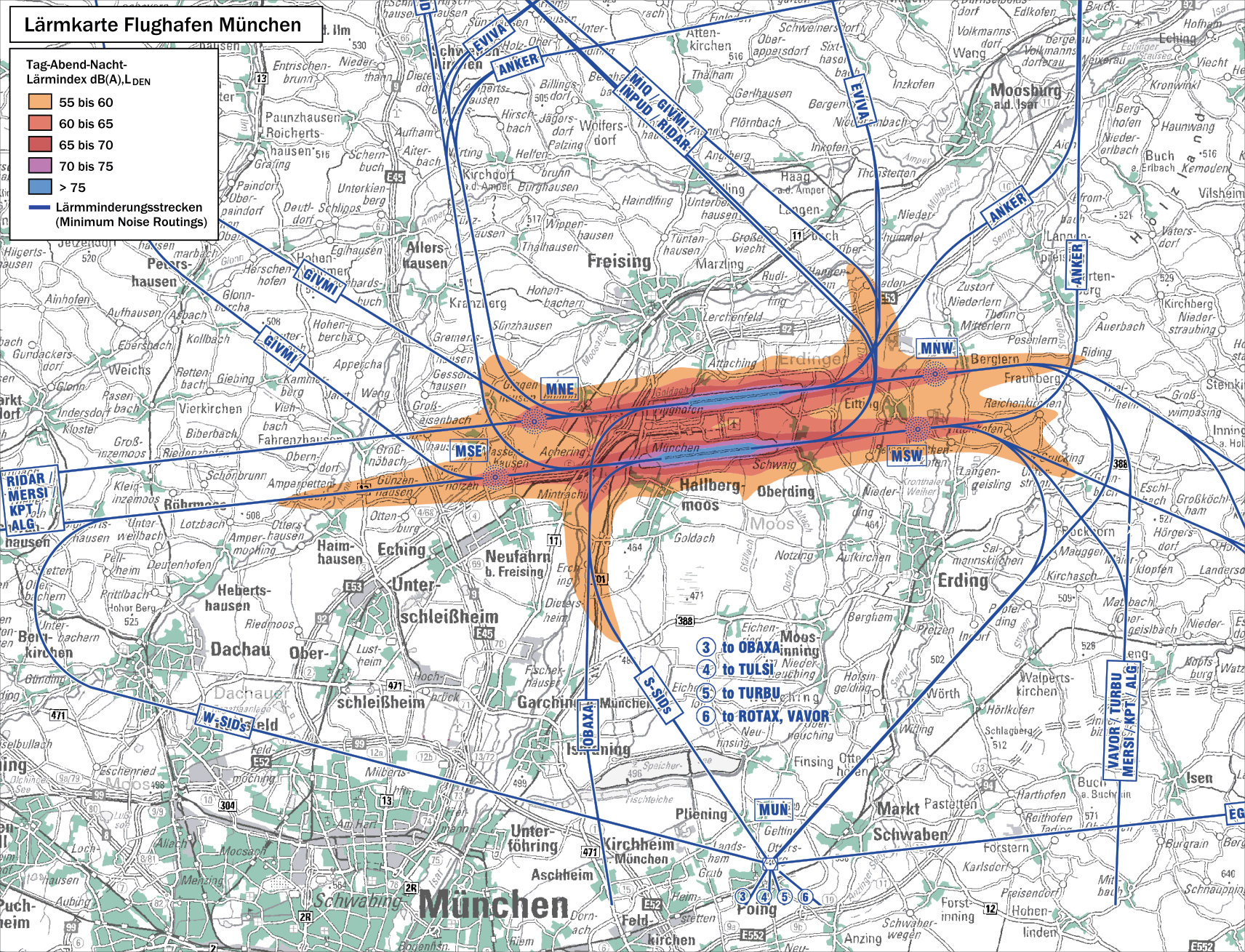
Lärmkarte des Flughafens München mit den Abflugrouten (Lärmminderungsrouten)

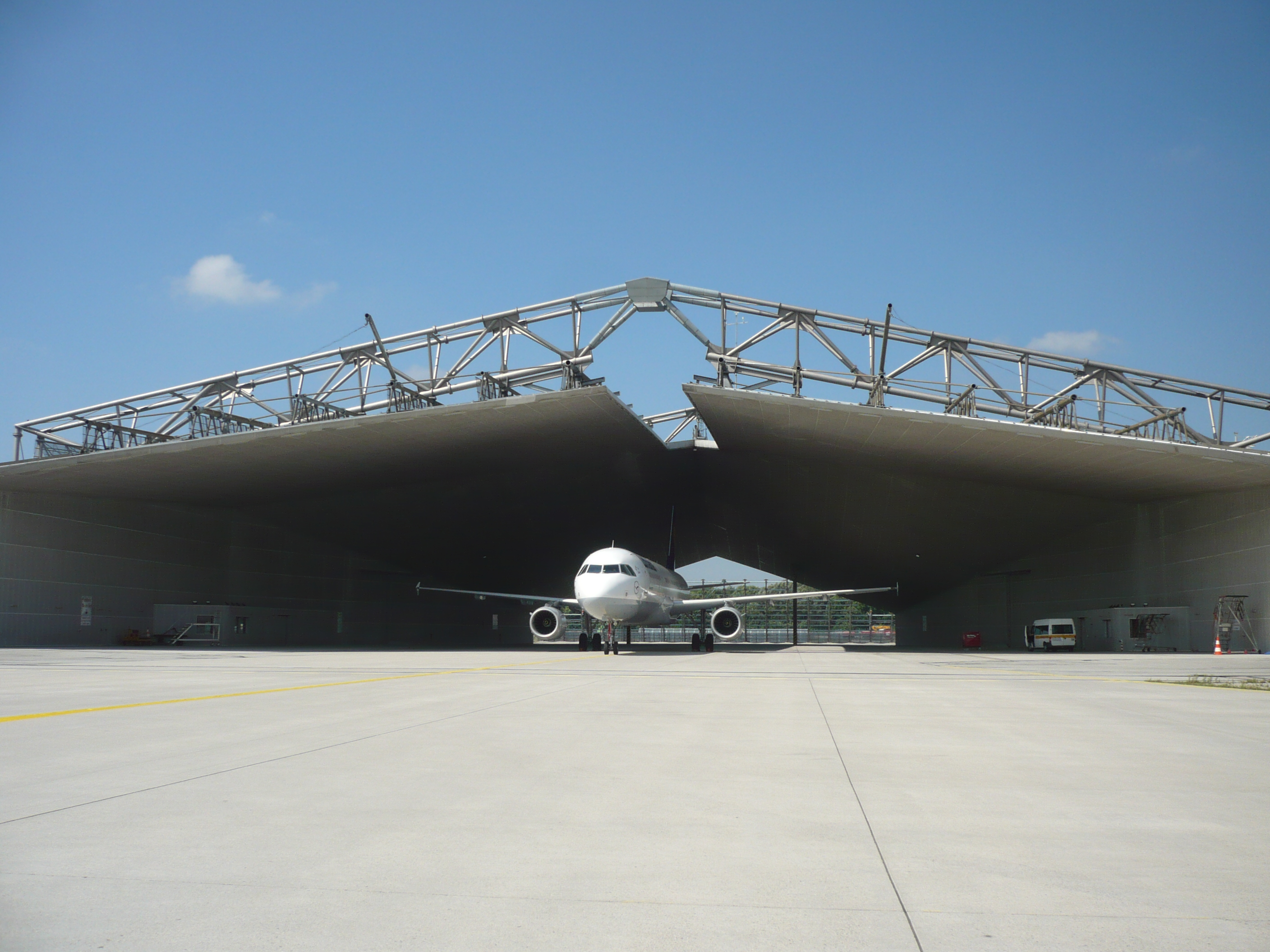
Triebwerkstesthalle

Mit nur 11.300 betroffenen Anwohnern die einem Tag-Abend-Nacht-Lärmindex {\displaystyle L_{\text{DEN}}} (24-Stunden-Mittelwert) von über 55 dB(A) ausgesetzt sind, gehört der Flughafen München gemessen an seiner großen Leistungsfähigkeit (Anzahl der Flugbewegungen) zu den Flughäfen in Deutschland mit dem geringsten Umgebungslärm.
Zur Reduzierung des Lärms wurden die Start- und Landebahnen auf eine Länge von 4000 Meter angelegt, um bei der Landung der Flugzeuge die lärmintensive Schubumkehr zu vermeiden; in der Praxis wird dieser Forderung jedoch nicht nachgekommen, da im Allgemeinen die Bodenrollzeiten gering bleiben sollen. Für Triebwerktests wurde eine Halle errichtet, mit der die Lärmbelästigung gemindert werden kann; nach 22 Uhr dürfen Triebwerktests nur noch mit Genehmigung der Verkehrsleitung durchgeführt werden. Um Fluggesellschaften zum Einsatz lärmarmer Flugzeuge zu bewegen, berechnet der Flughafen die Gebühren nach der Lärmbelastung. Am Flughafengelände befinden sich 16 stationäre Lärm-Messstellen.

#### Nachtflugregelung
Im Juli 1989 erließ der Bayerische Verwaltungsgerichtshof verschärfte Nachtflugbeschränkungen. Am Flughafen München gilt kein striktes Nachtflugverbot, sondern ein Flugverbot zwischen 22:00 und 6:00 Uhr, von dem Post- und DFS-Vermessungsflüge ausgenommen sind. In einer Kernzeit von 0:00 bis 5:00 Uhr sind generell nur solche Flüge möglich, die aus öffentlichem Interesse heraus begründet sind. Darunter fallen so genannte Notleistungsflüge, also z. B. Polizei- und Rettungshubschrauber-Einsätze oder medizinische Notfälle. Des Weiteren sind Flugbewegungen aus Sicherheitsgründen, z. B. Sicherheitslandungen, jederzeit möglich. Auch sind in dieser Zeit Flüge mit besonderer Erlaubnis des Bayerischen Staatsministeriums für Wirtschaft, Infrastruktur, Verkehr und Technologie durchführbar.
In der Zeit von 22:00 bis 0:00 Uhr und von 5:00 bis 6:00 Uhr sind dagegen Flüge nach der so genannten Bonusliste möglich. Ausnahmen sind aber verspätete Flüge bzw. verfrühte Landungen, wenn diese Flugzeuge wenigstens nach ICAO-Chapter 3 lärmzugelassen sind. Außerdem sind für beide Kriterien, also Bonusliste bzw. Lärmvorgaben, weitere Voraussetzungen zu erfüllen. So muss eines von mehreren zusätzlichen Kriterien erfüllt werden, dazu gehört, dass die Fluggesellschaft eine Wartungsbasis am Flughafen haben muss, die Höchstanzahl von 28 planmäßigen Flugbewegungen pro Nacht (Charter- und Linienverkehr) nicht überschritten werden darf, das Flugzeug nicht lauter als 75 dB(A) sein darf oder es sich um Ausbildungs- beziehungsweise Übungsflüge handelt.
Diese Regelung gilt, bis das jährliche Gesamtaufkommen an Flugbewegungen nach diesen Regelungen erschöpft ist. Weitere solche Flüge sind dann nicht erlaubt. Die Zahl der Nachtflüge steigerte sich 1999 bis 2007 von 42 bis 60 Flügen pro Durchschnittsnacht.
Anwohner protestieren seit Jahren gegen Fluglärm, insbesondere gegen die Lärmbelastungen in der Nacht. Die Regierung von Oberbayern genehmigte 2001 die derzeit geltende Nachtflugregelung.

### Energie

#### Blockheizkraftwerk
Der Flughafen München versorgt sich zum Großteil selbst mit Strom und Wärme, die im eigenen Blockheizkraftwerk erzeugt werden, das sich im Westen des Flughafens südlich der nördlichen Start- und Landebahn befindet. Innerhalb des Blockheizkraftwerks befinden sich neun so genannte Blockheizkraftwerksmodule, sieben werden durch Diesel-Gas betrieben, die zwei anderen durch Gas-Otto. Die elektrische Erzeugungsleistung liegt bei 18,5 Megawatt. Man versucht, die Blockheizkraftwerksmodule immer gleichmäßig laufen zu lassen; die dadurch in bestimmten Tageszeiten unnötig produzierte Wärme wird in Wärmespeichern zwischengespeichert. Im Sommer wird die erzeugte Wärme für den Betrieb der Absorptionskältemaschinen verwendet. Der Brutto-Gesamtnutzungsgrad liegt bei 78 Prozent (Diesel-Gas) und 83 Prozent (Gas-Otto). Für die Blockheizkraftwerksmodule wird im Zuge der Verpflichtung der Flughafen München GmbH durch das Erneuerbare-Energien-Gesetz, Strom auch durch erneuerbare Energien zu erzeugen, Biogas eingesetzt. Des Weiteren verfügt der Flughafen über eine Anbindung an das Fernwärmenetz des Kraftwerks Zolling.

#### Photovoltaikanlage

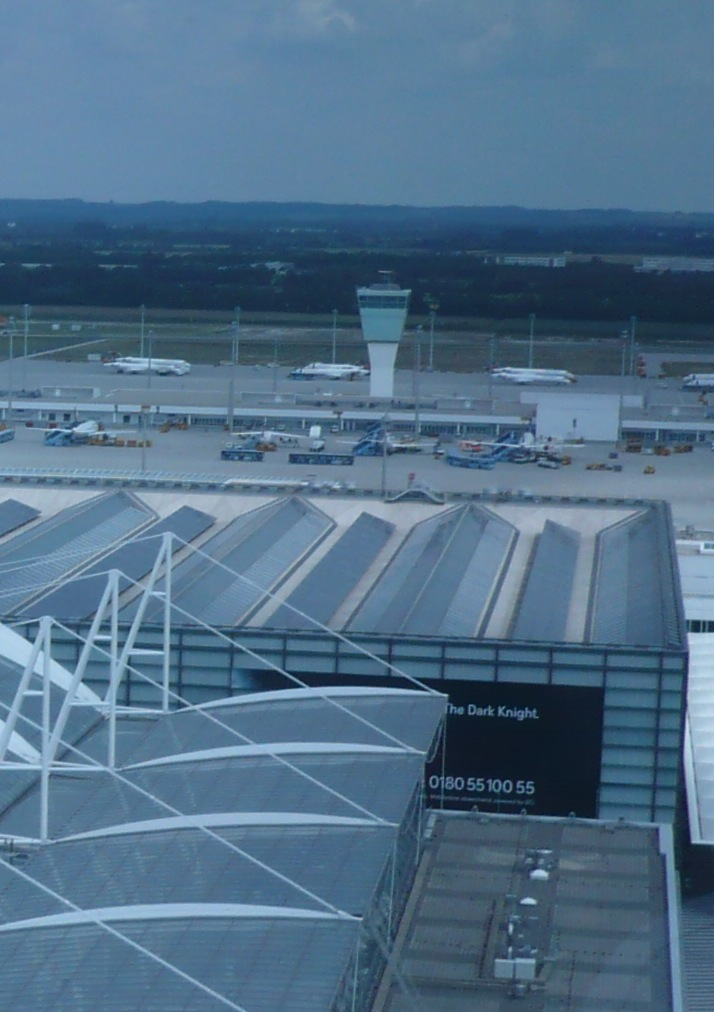
Photovoltaikanlage auf dem Dach des Terminal 2

Auf dem Dach der zentralen Halle des Terminal 2 befindet sich eine Photovoltaikanlage; sie ist ein Gemeinschaftsprojekt von BP Solar, Deutsche BP, Bundesdeutscher Arbeitskreis für Umweltbewusstes Management, Deutsche Lufthansa, Flughafen München GmbH und anderen, seit dem 10. Juli 2003 in Betrieb und erzeugt durchschnittlich 445.000 Kilowattstunden pro Jahr, was etwa dem Verbrauch von 155 Haushalten entspricht. Der Strom entstammt 2856 Modulen aus Siliziumzellen, die insgesamt eine Fläche von 3594 Quadratmeter einnehmen. Sie hat eine Lebensdauer von 30 Jahren und spart in dieser Zeit voraussichtlich die Emission von 12.000 Tonnen Kohlendioxid ein. In die Anlage wurden 2,65 Millionen Euro investiert. Die Anlage erzeugt Gleichstrom, der nach der Umwandlung in Wechselstrom sofort in das Stromsystem eingeleitet wird. Im Terminal 2 wird die aktuell erzeugte Energie auf einer Tafel angezeigt, auf der sich auch weitere Informationen befinden.

#### Biokraftstofftankstelle
Durch die Einrichtung einer Biokraftstofftankstelle mit den Kraftstoffen Rapsöl, Bioethanol und Biomethan im nichtöffentlichen Bereich wurde es der Betriebsgesellschaft möglich, langsam ihre Fahrzeugflotte auf Biokraftstoffe umzurüsten; ebenso kann diese Tankstelle von externen, am Flughafen tätigen Firmen benutzt werden.

### Vogelschutz und Flugbetrieb, Vogelschutzgebiet „Nördliches Erdinger Moos“
Das Europäische Vogelschutzgebiet „Nördliches Erdinger Moos“ wurde am 8. Juli 2008 ausgewiesen und umfasst mit 4.525 Hektar die um die beiden Start- und Landebahnen liegenden Flughafenwiesen sowie im Wesentlichen die nördlich und östlich an das Flughafengelände angrenzenden Bereiche des nördlichen Erdinger Mooses. Es ist ein wichtiger Trittstein in dem über ganz Europa ausgebreiteten ökologischen Netz Natura 2000 und dient dem Schutz besonders gefährdeter Vogelarten. Das Vogelschutzgebiet ist von hoher nationaler Bedeutung für den Erhalt von Vogelarten der offenen und halboffenen Niedermoorlandschaften. Es beherbergt bedeutende Vorkommen des Großen Brachvogels, des Kiebitzes und der Grauammer sowie zahlreiche andere Arten der Stillgewässer, Röhrichte und Verlandungszonen, zum Beispiel Blaukehlchen, und weist gleichzeitig eine besondere Schutzfunktion für Kolbenente, Schnatterente, Beutelmeise und Flussregenpfeifer aus. Heute ist das Gelände des Flughafens München regelmäßig eines der drei bedeutendsten Brutgebiete des Großen Brachvogels in Bayern (Landesamt für Umwelt, Wiesenbrüterbericht 2014) und bietet Schutz für insgesamt 40 verschiedene Vogelarten. Kollisionen von Flugzeugen mit Vögeln, der sogenannte Vogelschlag, können eine Gefahr für die Sicherheit des Luftverkehrs darstellen. Auch wenn sich der Flughafen München innerhalb eines Europäischen Vogelschutzgebiets befindet, ist die Flugsicherheit stets von oberster Priorität. Um einen sicheren Flughafenbetrieb zu gewährleisten, ergreift der Flughafen München eine Reihe von Maßnahmen und überwacht intensiv die Flugbetriebsflächen. Zur Verhütung von Vogelschlag greift ein spezielles, den lokalen Verhältnissen angepasstes Biotopmanagement. Die bereits beim Bau des Flughafens angelegten hochwertigen nährstoffarmen Wiesen kommen mit nur wenigen Mähvorgängen aus (in der Regel zweimal pro Jahr). Auf den Flughafenwiesen wird eine Langgrasbewirtschaftung durchgeführt. Wegen des fehlenden Sichtkontakts untereinander meiden Schwarmvögel wie Möwen und Stare das hohe Gras, genauso wie schwergewichtige Vögel wie Bussarde und Reiher wegen der erschwerten Nahrungssuche. Der Erfolg all dieser Bemühungen spiegelt sich in den niedrigen Vogelschlagraten am Flughafen München wider, die regelmäßig deutlich unter den bundesweiten Raten liegen.

## Sicherheit

### Polizei

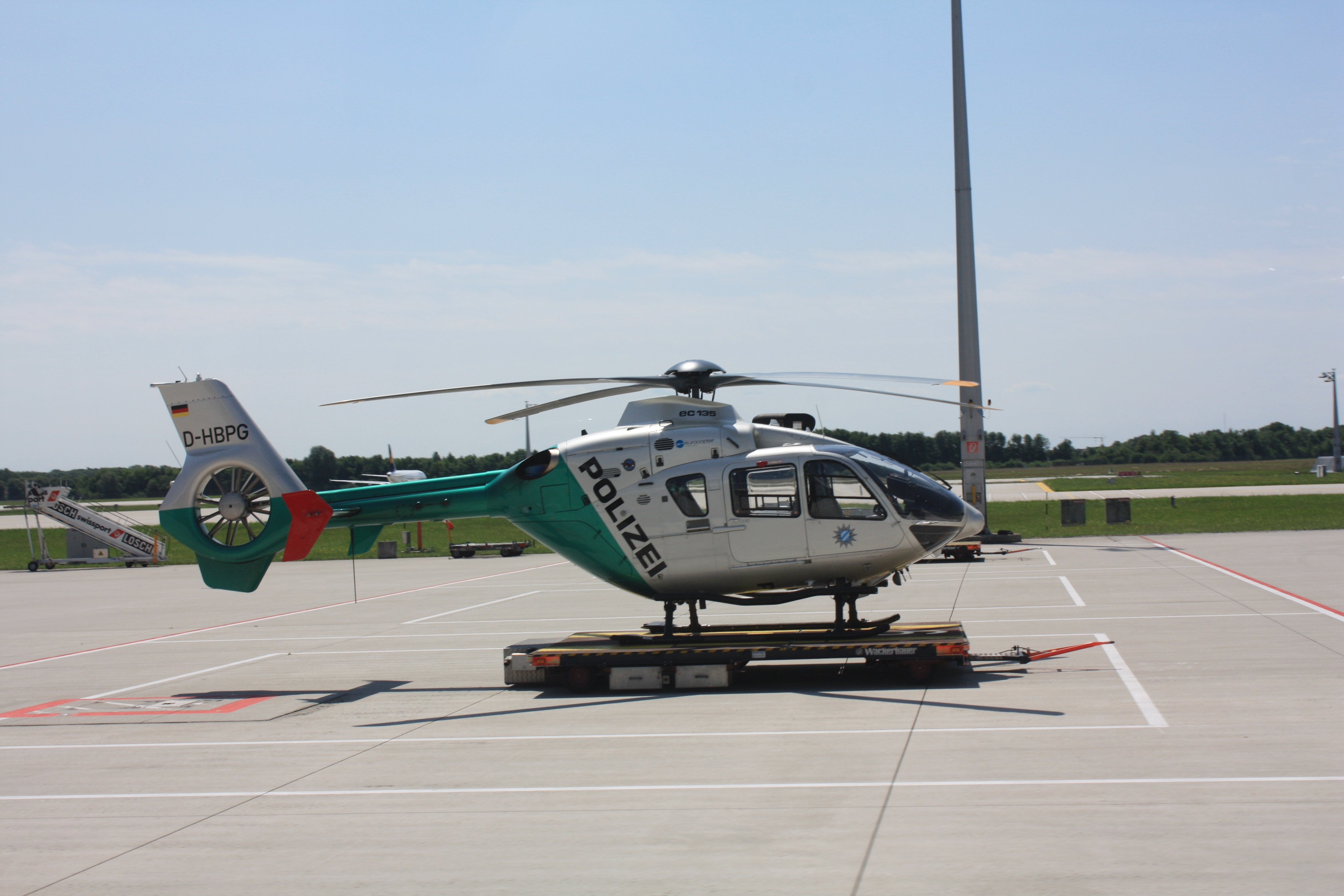
Eurocopter EC 135 der Polizeihubschrauberstaffel Bayern am Flughafen München

Für die Sicherheit der Passagiere und des Flugbetriebes sorgen vier Inspektionen der Bundespolizei, Dienststellen der bayerischen Landespolizei (Polizeiinspektion Flughafen München des PP Oberbayern Nord) und die Konzernsicherheit der Flughafen München GmbH. Die Dienststelle der Polizeiinspektion Flughafen befindet sich in der Nordallee 6, die dort eingesetzten Polizisten verfügen über eine dem speziellen Einsatzgebiet angepasste Qualifikation, beispielsweise sind sie auch auf den Fall einer Flugzeugentführung vorbereitet. Auch die Polizeihubschrauberstaffel Bayern ist am Flughafen München beheimatet und hat dort fünf Hubschrauber vom Typ „Eurocopter EC 135“ stationiert. Ein Umzug der Einheit an den Sonderlandeplatz Oberschleißheim ist geplant, verzögert sich aber unter anderem durch laufende Gerichtsverfahren und Zweifel an der Notwendigkeit der Umzuges. Als Grund für den Umzug wird genannt, dass das hohe Passagieraufkommen des Flughafen München im Konflikt mit der Operation der Hubschrauberstaffel stehe, was von Gegnern angezweifelt wird.
Des Weiteren befindet sich auf dem Flughafengelände eine von weltweit zwei Kammern für explosive Güter (die zweite befindet sich auf dem Flughafen Kuala Lumpur). In dieser Kammer können explosionsgefährdete Güter kontrolliert entschärft werden.

### Feuerwehr

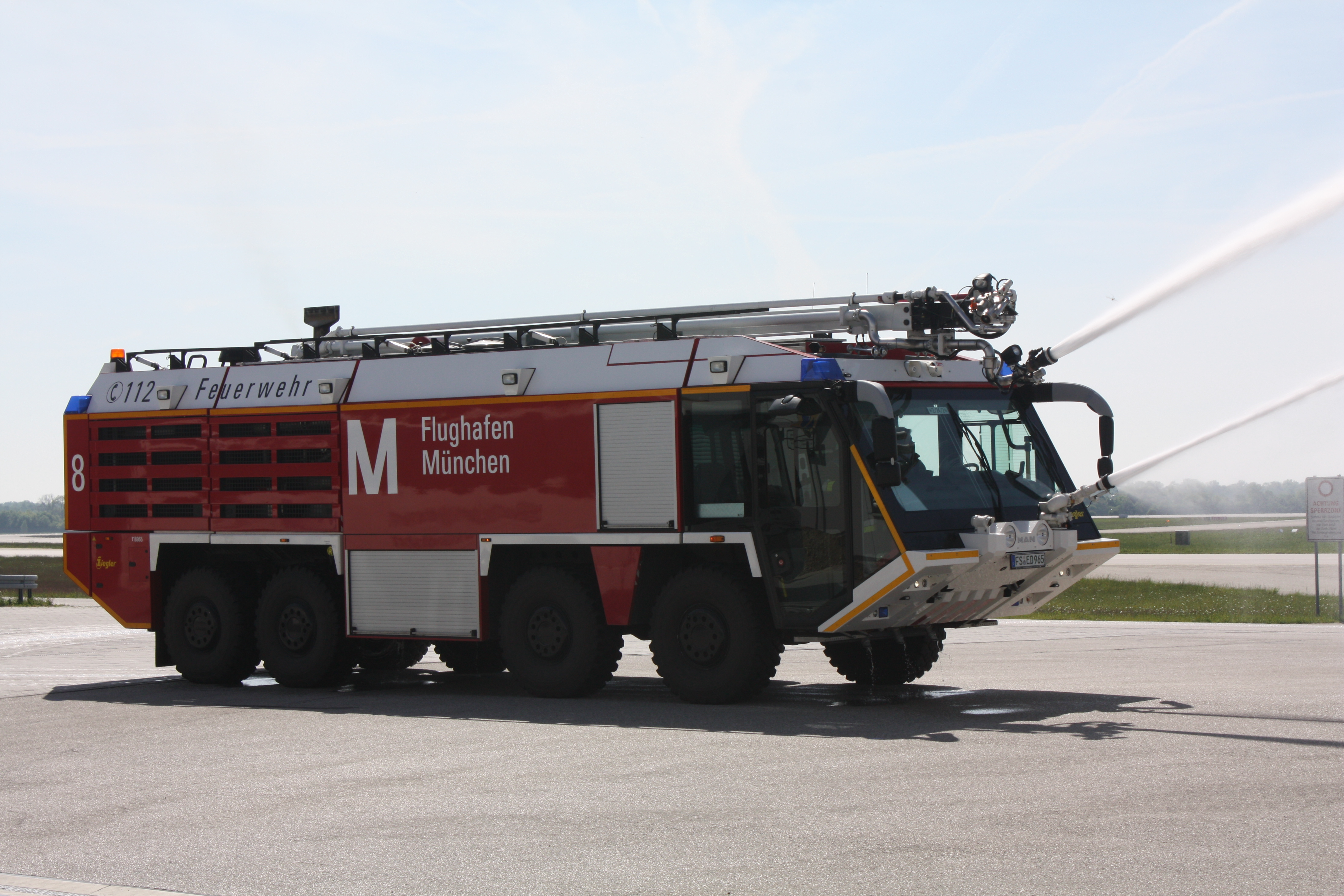
Feuerwehrfahrzeug am Flughafen München

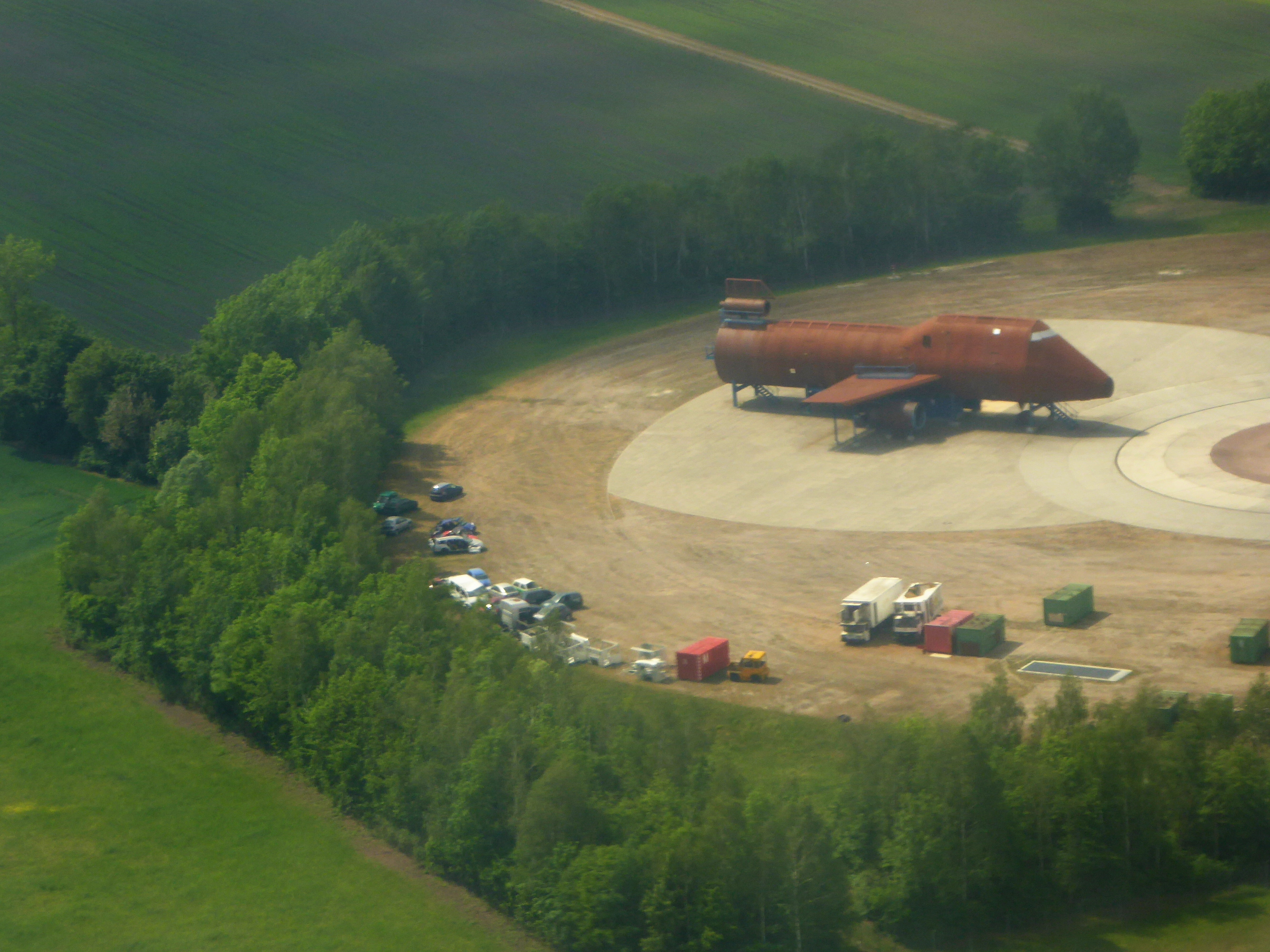
Übungsgelände der Feuerwehr am Flughafen München

Der Flughafen verfügt über eine eigene Feuerwehr mit 32 Feuerwehrfahrzeugen, die auf zwei Feuerwachen verteilt sind. Die beiden Feuerwachen befinden sich jeweils nahe der Start- und Landebahnen. Sie sind so angeordnet, dass die Einsatzfahrzeuge jeden Punkt der Vorfelder, Rollwege und Start- und Landebahnen in maximal drei Minuten erreichen können, solange keine widrigen Wetterverhältnisse herrschen. Sollte es zu größeren Einsätzen kommen, können die Feuerwehren der umliegenden Gemeinden angefordert werden, die mit bis zu 36 Fahrzeugen und circa 216 Mann anrücken können; im Gegenzug hilft die Flughafenfeuerwehr bei Großbränden in der Region aus. Zuletzt geschah dies beim Brand eines BMW-Werks in Eching.
| Jahr | Einsätze 1 | Brände | Techn. Hilfeleistungen | Falschalarme |
| ---- | ---------- | ------ | ---------------------- | ------------ |
| 2013 | 3997       | 104    | 1754                   | 2139         |
| 2012 | 3613       | 107    | 1717                   | 1789         |
| 2011 | 3582       | 118    | 1831                   | 1633         |
| 2010 | 3946       | 128    | 2070                   | 1748         |
| 2009 | 3254       | 118    | 1599                   | 1537         |
| 2008 | 2999       | 107    | 1389                   | 1503         |
| 2007 | 2651       | 116    | 1328                   | 1207         |
| 2006 | 3011       | 123    | 1052                   | 1209         |
| 2005 | 2095       | 127    | 1103                   | 1116         |
| 2004 | 2704       | 119    | 950                    | 1103         |

### Rettungsdienst
Die notfallmedizinische Versorgung wird durch eine Rettungswache an der Nordallee gewährleistet, die vom Malteser Hilfsdienst im öffentlich-rechtlichen Auftrag betrieben wird. An dieser ist ein Rettungswagen rund um die Uhr einsatzbereit, der auch außerhalb des Flughafenbereichs für die normale Notfallrettung eingesetzt wird. Bei Bedarf werden andere Rettungskräfte aus der Region oder überregional herangezogen, die Einsatzkoordination erfolgt durch die auch für das Gebiet des Flughafens zuständige Integrierte Leitstelle Erding.
Auf dem Gelände des Flughafens kommt ein Notarzt des medizinischen Zentrums mit einem eigenen Pkw im Rendezvous-Verfahren zum Einsatz.

### Sicherheitskontrollen
Am Flughafen München werden die bisherigen Röntgengeräte zur Handgepäckkontrolle bis 2025 (bis 2026 in ganz Bayern) schrittweise durch hocheffiziente Computertomographie-Scanner (CT-Scanner) ersetzt, um die Sicherheitskontrollen in den Terminals 1 und 2 zu verbessern und den Passagierkomfort zu erhöhen. Insgesamt sind sieben CT-Scanner in Betrieb, die in Terminal 1, Modul D und an der zentralen Kontrollstelle in Terminal 2 verfügbar sind. Im Terminal 2 wurden zudem die Kontrollspuren und das Lining für Passagiere angepasst (Stand Juni 2024). Nach der kompletten Umstellung auf die neue Technik wird in Flughafen München voraussichtlich 60 CT-Scanner in Betrieb sein.

## Zwischenfälle
- Am 15. Oktober 1993 musste eine McDonnell Douglas DC-9-81 (MD-81) der Swissair auf dem Flughafen München notgelandet werden. Grund dafür waren massive Rauchentwicklungen eines Schwelbrandes im Cockpit.[108]

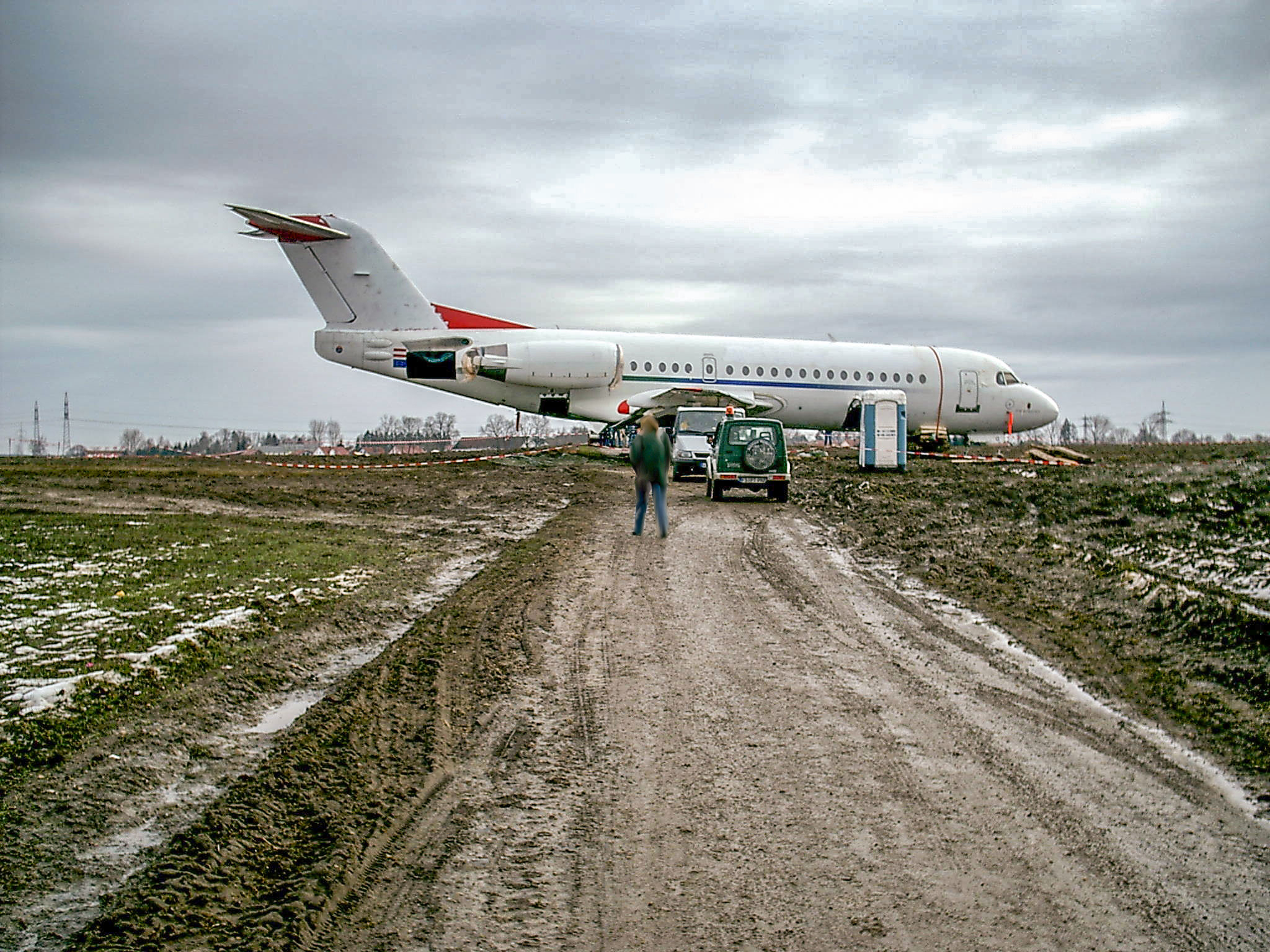
Notgelandete Fokker 70 (Austrian-Airlines-Flug 111)

- Am 5. Januar 2004 um 08:17 Uhr musste eine Fokker 70 der österreichischen Fluggesellschaft Austrian Airlines (AUA) wenige Kilometer vor der Landebahn in München auf einem schneebedeckten Acker notgelandet werden. Die 28 Passagiere und 4 Besatzungsmitglieder kamen mit dem Schrecken davon. Die Maschine befand sich auf einem Linienflug von Wien nach München. Infolge von Vereisung war es zu einem Schubverlust an beiden Triebwerken gekommen.[109]
- Am 3. November 2011 kam eine am Flughafen Manchester mit Ziel Singapur gestartete Boeing 777 der Singapore Airlines bei der Zwischenlandung in München von der südlichen Start- und Landebahn ab. Niemand wurde verletzt, jedoch führte der Zwischenfall zu erheblichen Beeinträchtigungen im Flugverkehr.[110]
- Am 5. Mai 2012 sendete ein von Mallorca kommender Airbus A330 der Fluggesellschaft Air Berlin das Dringlichkeitssignal Pan-pan. Wegen Übermüdung baten die Piloten um Erlaubnis für eine Vorzugsbehandlung zur Durchführung einer automatischen Landung.[111]
- Am 1. April 2014 brachte ein 28-jähriger Kosovare eine Stewardess in seine Gewalt und bedrohte sie an Bord von LH-Flug 1676 nach Budapest mit einer Rasierklinge. Der Pilot des kurz zuvor in München gestarteten Airbus A320 kehrte unverzüglich zurück, 76 Passagiere verließen unversehrt die Maschine in München. Der Kosovare, der nach Ungarn abgeschoben werden sollte, ließ sich widerstandslos festnehmen.[112]

## Beschäftigte
Zum Stichtag 31. Dezember 2018 waren am Flughafen München und den dort tätigen 518 verschiedenen Unternehmen und Behörden insgesamt 38.090 Mitarbeiter beschäftigt. Gegenüber der letzten Arbeitsstättenerhebung von 2015 ist die Anzahl der Beschäftigten am Airport um 3.370 angewachsen, statistisch betrachtet sind am Flughafen München täglich drei neue Arbeitsplätze entstanden. Die beiden größten Arbeitgeber am Flughafen München sind der Lufthansa-Konzern mit 13.100 Beschäftigten und die Flughafen München GmbH, die zusammen mit ihren Tochtergesellschaften 9.700 Mitarbeiter stellt. 665 Auszubildende sind am Airport beschäftigt, die sich auf 50 Ausbildungsberufe verteilen. Das durchschnittliche Bruttojahreseinkommen der Flughafenmitarbeiter ist nach der neuen Studie gegenüber der letzten Erhebung um über zwölf Prozent von 46.700 Euro auf 52.400 Euro gestiegen und liegt damit über den entsprechenden Durchschnittswerten aus verwandten Bereichen im Verkehrs- oder Dienstleistungsbereich. Die Gesamtsumme aller am Flughafen ausgeschütteten Bruttolöhne und Gehälter ohne die Arbeitgeberbeiträge zur Sozialversicherung in Höhe von rund 327 Millionen Euro beläuft sich auf zwei Milliarden Euro. Hierin enthalten sind auch insgesamt rund 650 Millionen Euro, die von den Arbeitnehmern als Steuern und Beiträge zur Sozialversicherung abgeführt werden (Beschäftigtenerhebung 2018 – Flughafen München).
Der Flughafen München gehört zu den größten Arbeitsstätten Bayerns. Der Arbeitsagenturbezirk Freising weist seit langem eine der niedrigsten Erwerbslosenquoten Deutschlands auf.
| Jahr         | 1994   | 1997   | 2000   | 2003   | 2006   | 2009   | 2012   | 2015   | 2018   | 2022   |
| Beschäftigte | 15.455 | 17.260 | 20.180 | 23.320 | 27.400 | 29.560 | 32.250 | 34.720 | 38.090 | 33.330 |

## Architektur

### Terminal 1

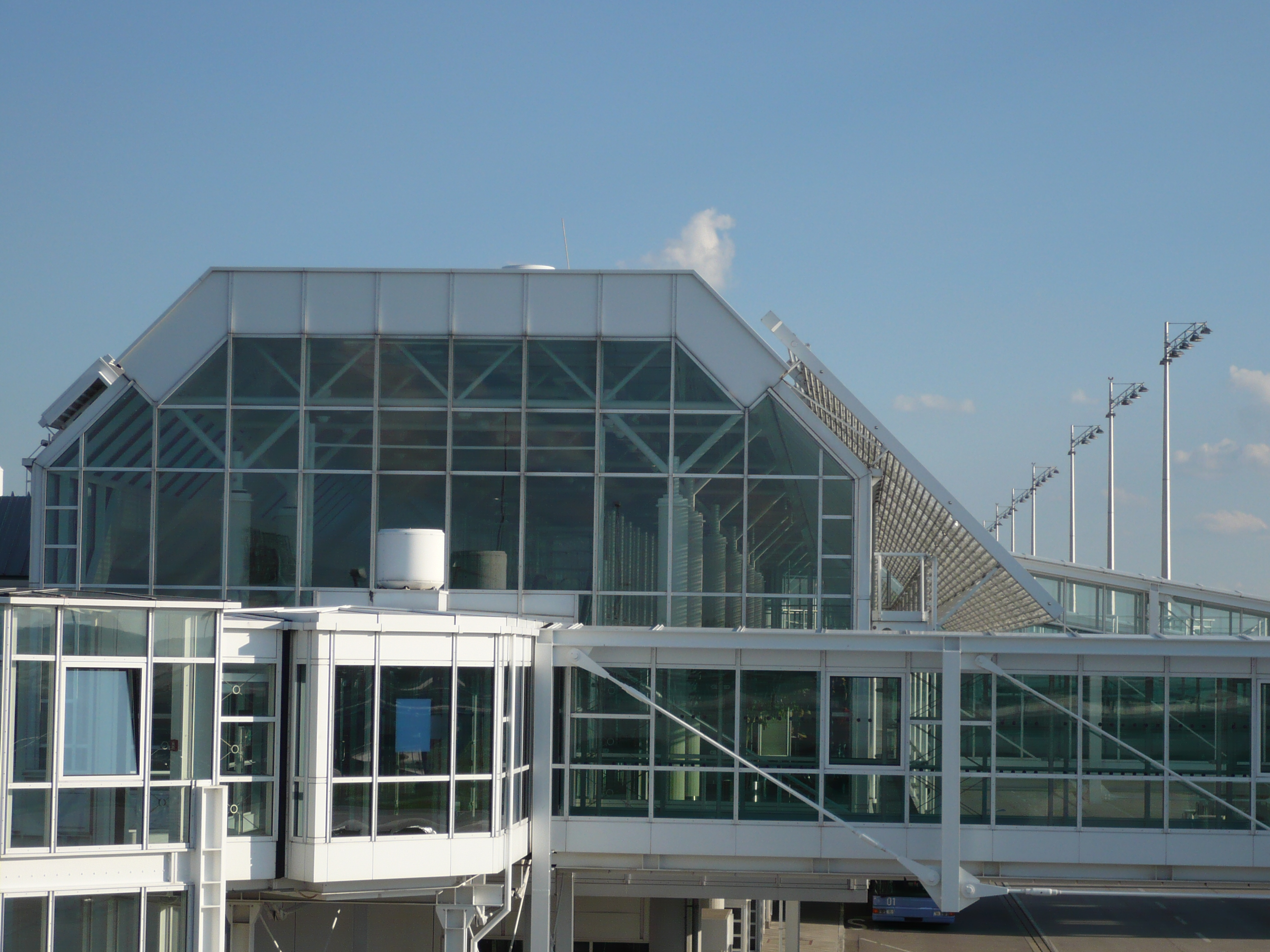
Terminal 1, das Rohrsystem ist sichtbar

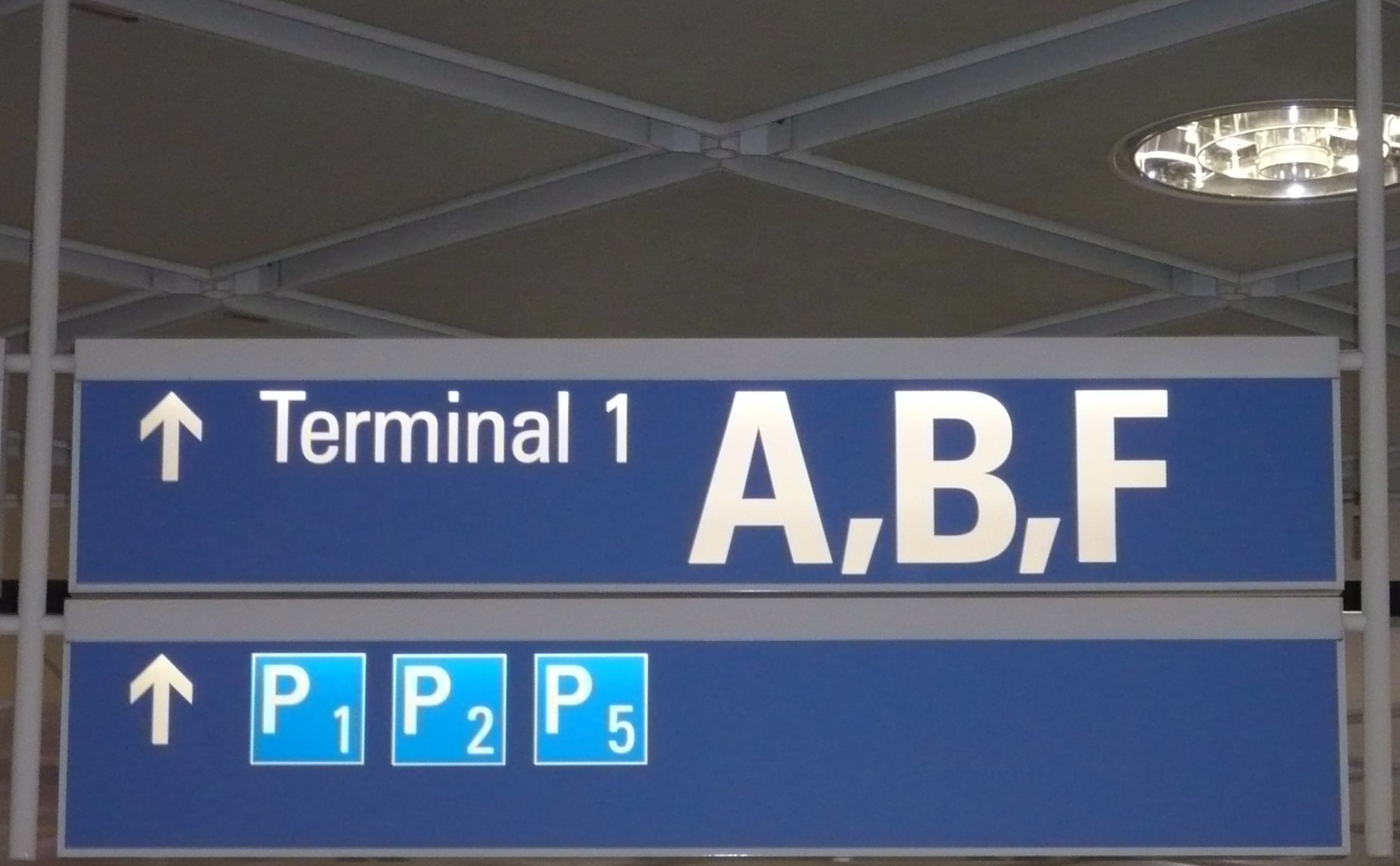
Fluginformationstafeln im Terminal 1

Das Terminal 1 ist dezentral angelegt, die Gestalt ist von vielen Linien, Brüchen, Kanten und anderen geometrischen Formen geprägt. Beim Terminal 1 ist besonders Wert auf eine Architektur gelegt worden, die von Licht geprägt ist und sich in die Landschaft einordnet. Für das Licht wurden große heizbare Fensterflächen eingebaut, die sich in die Dachkonstruktion zum Teil fortsetzen, gleichzeitig aber elektrisch steuerbare Rohrsysteme den Fensterbereichen vorgelagert, um einerseits Blendschutz zu bieten, andererseits aber auch Lichtspiele zu erzeugen. Weiß wurde als dominierende Grundfarbe gewählt. Sie findet man im gesamten Gebäude an den Wänden und Fassaden sowie auch im Zentralbereich und im Tower. Lediglich Silber tritt in Form von Zink, Aluminium oder Edelstahl noch in Erscheinung. Davon heben sich jedoch die Fluginformationstafeln mit weißer Schrift auf einem hellblauen Hintergrund ab. Das Farbkonzept sowie das grafische Erscheinungsbild wurde von Otl Aicher in Zusammenarbeit Eberhard Stauß vom Büro für Gestaltung entworfen. Der Architekt des Terminals ist Hans-Busso von Busse mit seinen Partnern Heinz Blees, Roland Büch und Nils Kampmann aus München.

### Terminal 2

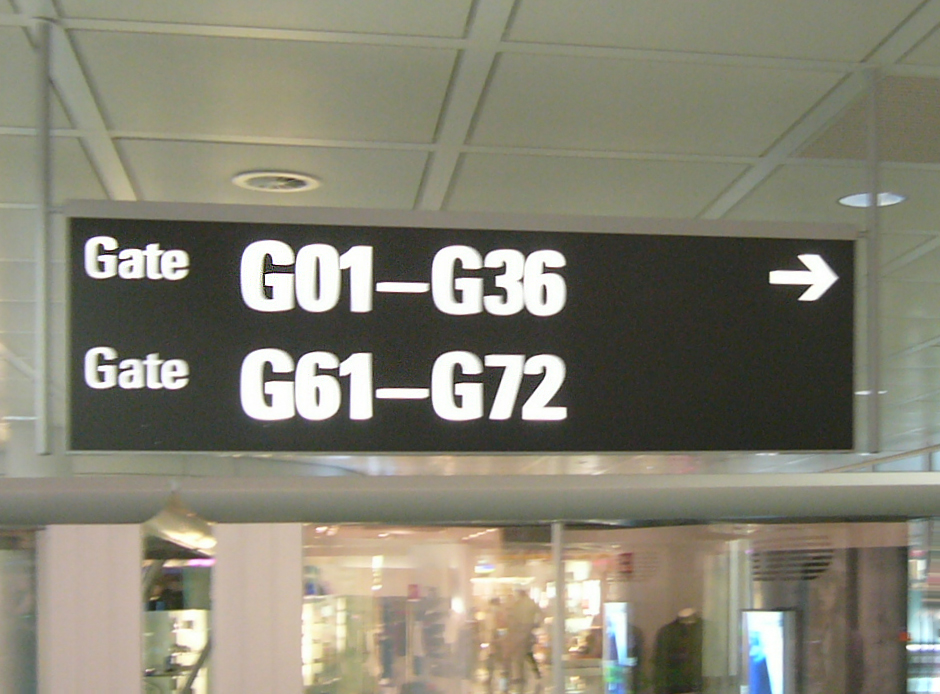
Fluginformationstafeln im Terminal 2

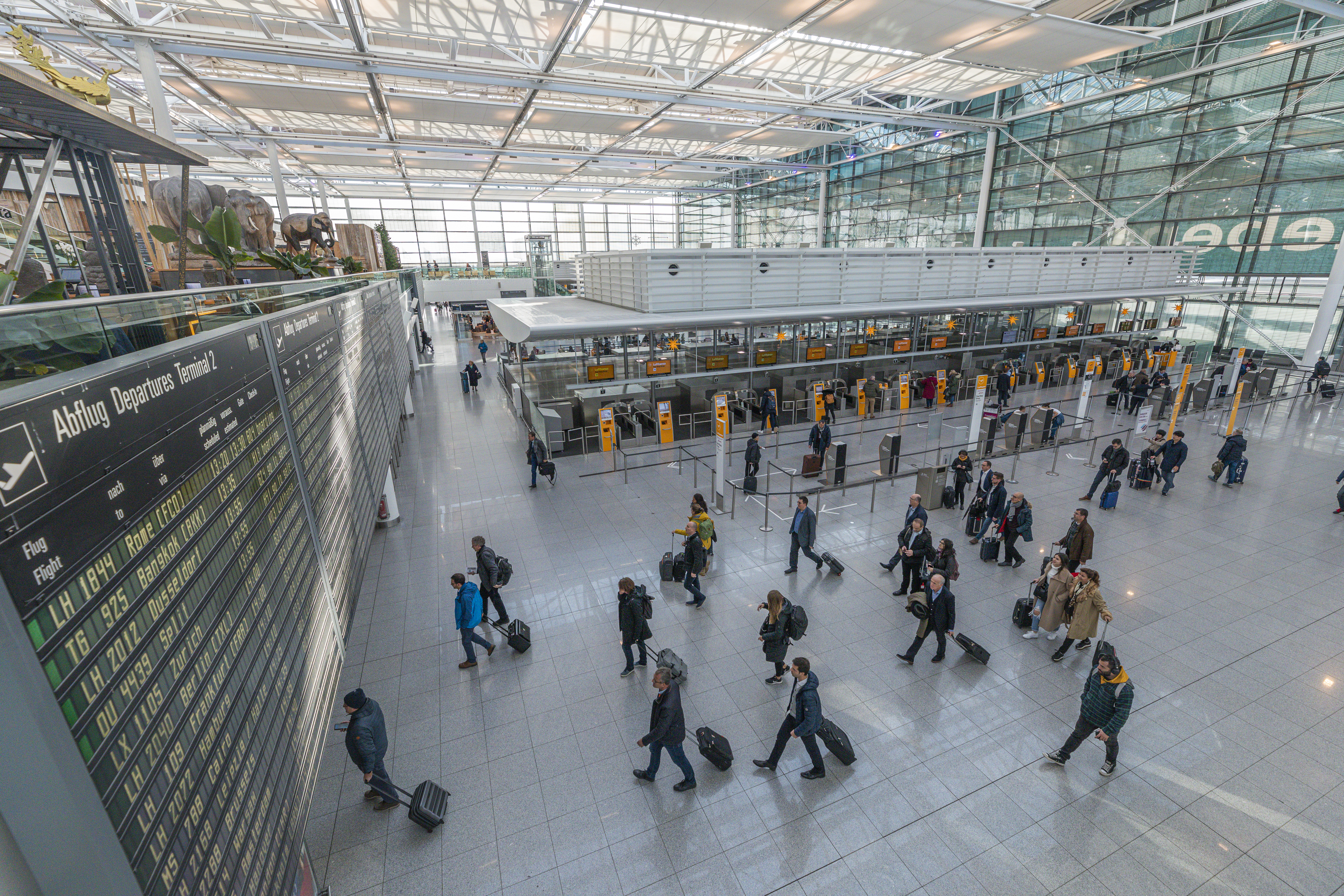
Check-In-Halle des Terminal 2

Das Terminal 2 ist im Vergleich zum modularen Terminal 1 vollkommen gegensätzlich geplant: Da es von Anfang an ausschließlich für die Lufthansa und ihre Partner sowie als Umsteigeterminal gedacht war, gibt es nur eine zentrale Ankunfts- bzw. Abflughalle. Diese befindet sich an zentraler Stelle im Anschluss an das München Airport Center. Die würfelförmige und einfach gehaltene Fassade der Halle stellt einen bewussten Gegensatz zum geschwungenen und dadurch bewegten Dach des München Airport Centers sowie des mit vielen Ecken und Kanten gebauten Zentralgebäudes dar. Die Fassade der siebenschiffigen Halle besteht aus einer Glas-Stahl-Konstruktion und ist als Fachwerkkonstruktion ausgeführt, die Stützweiten von 60 Metern erlaubt. Im Innern befinden sich an allen verglasten Wänden zum Blendschutz Stoffsegel, die jedoch lichtdurchlässig sind. Jedem Schiff ist jeweils ein schräges Satteldach aus Glas zugeordnet. Zwischen den einzelnen Glasdächern befindet sich eine Photovoltaikanlage. Der der Halle vorgelagerte Pier ist ausschließlich horizontal gegliedert. Die Fassade ist zweiteilig, sie besteht aus einer Glasebene, ihr vorgelagert ist eine Streckmetallkonstruktion.
Die Fluggastbrücken sind vollverglast und bestehen aus drei individuell ausfahrbaren Tunneln. Für die Planung des Terminals war das Architekturbüro Koch + Partner zuständig, für die Konstruktion Seeberger Friedl und Partner. Die Stahlkonstruktion stammt von Maurer Söhne. Das Terminal erhielt 2005 den Europäischen Stahlbaupreis (European Steel Design Award 2005).

## Planungen

### Verbesserungen des öffentlichen Nahverkehrs
Anfang der 1990er Jahre erwog die Deutsche Bundesbahn vier Varianten für eine bessere Schienenverkehrsanbindung des Flughafens. Bei erwarteten Kosten zwischen 500 Millionen und 2 Milliarden Mark hätten alle eine Einbindung des Airports in das ICE-Netz ermöglicht. Auch eine Intercity-Linie von Nürnberg über Regensburg zum Flughafen wurde diskutiert, um eine bessere Anbindung von Franken, der Oberpfalz und Niederbayern an den Flughafen zu erhalten. Alle Planungen zum Fernverkehr wurden jedoch verworfen, stattdessen konzentrierte man sich auf eine bessere Anbindung des Flughafens an den Regionalverkehr sowie an den Münchner Hauptbahnhof.

#### Flughafen-Express (S-Bahn)
Um schneller den Hauptbahnhof und das Münchner Stadtzentrum zu erreichen, wurde parallel zur 2008 gescheiterten Transrapidverbindung durch dessen Kritiker die Einrichtung einer Express-S-Bahn vorgeschlagen. Auf Grund der stark ausgelasteten Stammstrecke ist deren Benutzung nicht möglich und somit eine Anbindung über die Bahnstrecke München Ost–München Flughafen zwecklos, da durch die Benutzung der Bahnstrecke München-Laim–München Süd und der Bahnstrecke München–Rosenheim als Alternative ein Großteil der Zeitersparnis auf dem Weg zum Hauptbahnhof wieder entfallen würde. Dessen Haupthalle könnte wiederum direkt vom Flughafen über die Bahnstrecke München–Regensburg angefahren werden, welche jedoch ebenfalls keine regelmäßig nutzbaren Kapazitäten mehr bietet und gegen deren Ausbau sich die Anliegergemeinden wehren, da die Strecke durch mehrere Ortszentren führt und in Oberschleißheim ebenerdig die Bundesstraße 471 kreuzt.
Somit wird der Neubau von Bahntrassen für die Umsetzung eines Flughafen-Expresses gefordert. Der Lösungsansatz MAEX über die Bahnstrecke München Ost-München Flughafen setzt den Bau der Zweiten Stammstrecke voraus; eine 2016 von Bündnis 90/Die Grünen ins Gespräch gebrachte Lösung über Moosach und die Neufahrner Spange einen Neubau einer Strecke entlang der Bundesautobahn 92.

#### U-Bahn
Durch Verlängerungen verschiedener U-Bahn-Linien bis zur Kreuzung mit einer der beiden Flughafen-S-Bahnen kann die Fahrzeit zum Flughafen aus verschiedenen nördlich gelegenen Münchner Stadtteilen teilweise erheblich verkürzt werden. Dies wurde für die Stadtteile Milbertshofen-Am Hart und Feldmoching mit der U-Bahn-Linie 2 bis zum S1-Bahnhof Feldmoching 1996 und dem Bau der Flughafen-Spange bei Neufahrn 1998 realisiert. 2010 wurde durch die Anbindung der U-Bahn-Linie 3 an den S1-Bahnhof Moosach die Fahrzeit zum Flughafen von den Stadtteilen Moosach, Schwabing-West und Neuhausen-Nymphenburg verkürzt. Die Verlängerung der U-Bahn-Linie 6 in Richtung Freising/Flughafen soll im Rahmen einer neuen Machbarkeitsstudie geprüft werden.

#### Erdinger Ringschluss

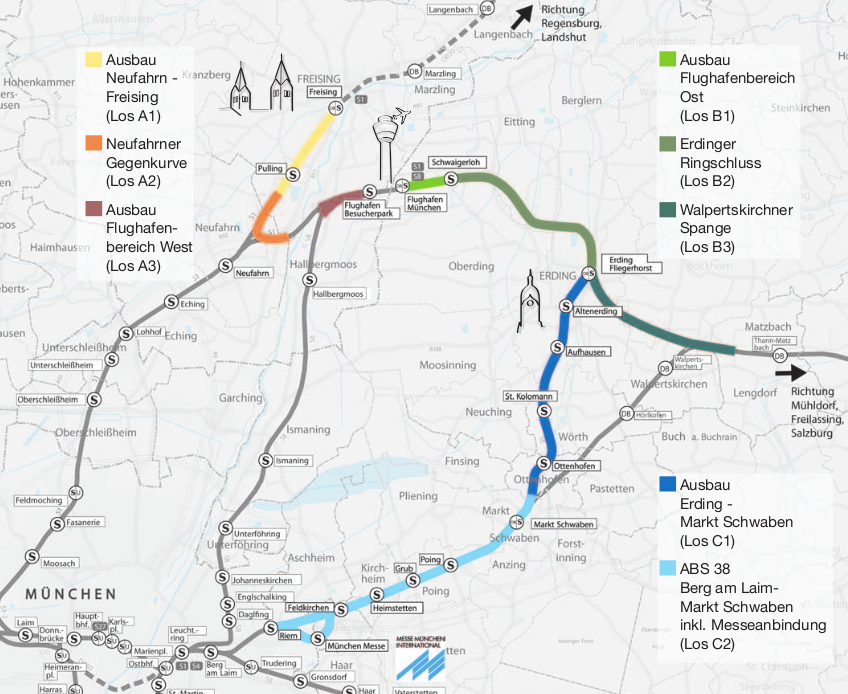
Karte des Erdinger Ringschlusses mit eingezeichneter Walpertskirchener Spange und Neufahrner Gegenkurve

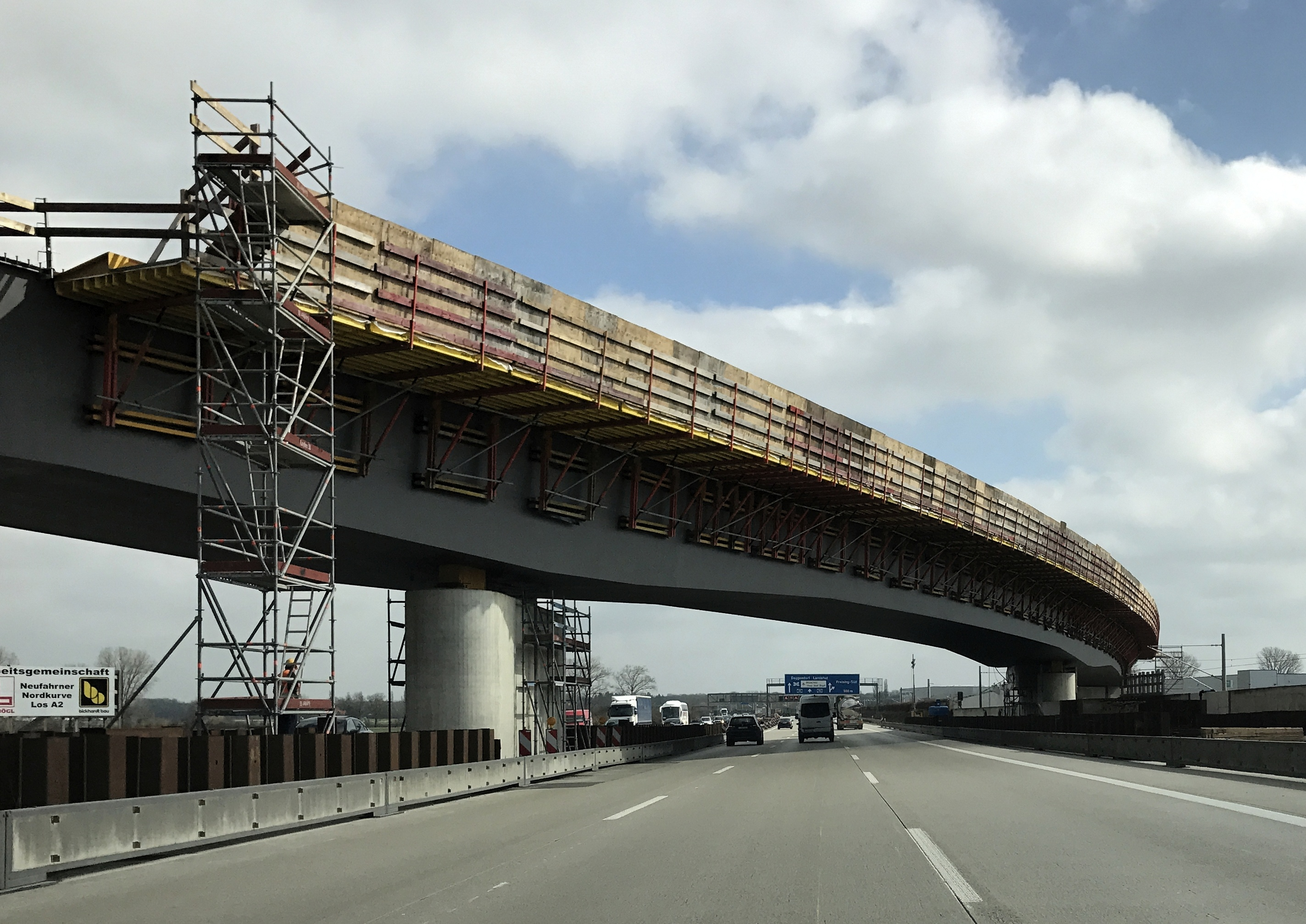
Bauarbeiten für die Neufahrner Gegenkurve

Der Erdinger Ringschluss soll die S-Bahn (S2) von Erding in Richtung Flughafen verlängern und über eine Verbindungskurve, die Neufahrner Gegenkurve, mit dem benachbarten Freising verbinden. Eine Beschleunigung der Verbindung vom Flughafen in die Innenstadt wird durch den Erdinger Ringschluss zwar nicht erreicht, allerdings würde eine direkte Verbindung zwischen dem Flughafen und der Messe München hergestellt. Hierzu würde die S2 zusätzlich noch nördlich der Messe München einen kleinen Schwenk machen und einen Haltepunkt Messestadt Nord erhalten.
Darüber hinaus soll mittels der Walpertskirchner Spange zwischen Erding und Dorfen eine Schienenanbindung aus Mühldorf am Inn erfolgen; die konkrete Planungsphase dafür begann ebenfalls wie beim Erdinger Ringschluss im August 2006.
Mit der Eröffnung der Neufahrner Gegenkurve zum Fahrplanwechsel im Dezember 2018 wurde der erste Bauabschnitt des Erdinger Ringschlusses, die lange geforderte Schienenanbindung von Ostbayern einschließlich der benachbarten Flughafen-Pendler-Städte Freising, Moosburg und Landshut an den Flughafen, mit einer eigenen Regionalexpresslinie bereits realisiert.

### Dritte Start- und Landebahn

#### Begründung des Ausbauvorhabens
Das Wachstum des Luftverkehrs in München betrug von 1997 bis 2006 laut Antragsbegründung der Flughafengesellschaft durchschnittlich 7 % jährlich, vor allem in den Spitzenzeiten sei die Kapazität des Flughafens bereits erschöpft. Da neue Fluggesellschaften in München nicht mehr die gewünschten Slots erhielten, trete eine verkehrsabweisende Wirkung auf. Eine Luftverkehrsprognose der Intraplan Consult GmbH geht für das Jahr 2025 von 58,2 Millionen Fluggästen aus, sofern am Flughafen ein engpassfreies Wachstum möglich ist. Um das erwartete Verkehrspotential in München ausschöpfen zu können, plant die Betreibergesellschaft mit dem Bau einer dritten Start- und Landebahn die Kapazität von heute 90 Bewegungen pro Stunde auf 120 Bewegungen pro Stunde zu erweitern. Die Gesellschafter der Flughafen München GmbH erklärten, der Bau einer dritten Start- und Landebahn sei für die Region München und für ganz Bayern aus verkehrs- und wirtschaftspolitischen Gründen notwendig. Verschiedene Verbände und Institutionen aus Wirtschaft und Politik reagierten zustimmend auf den von der Regierung von Oberbayern erlassenen Planfeststellungsbeschluss zum Bau einer dritten Start- und Landebahn am Flughafen München.

#### Gegenargumente

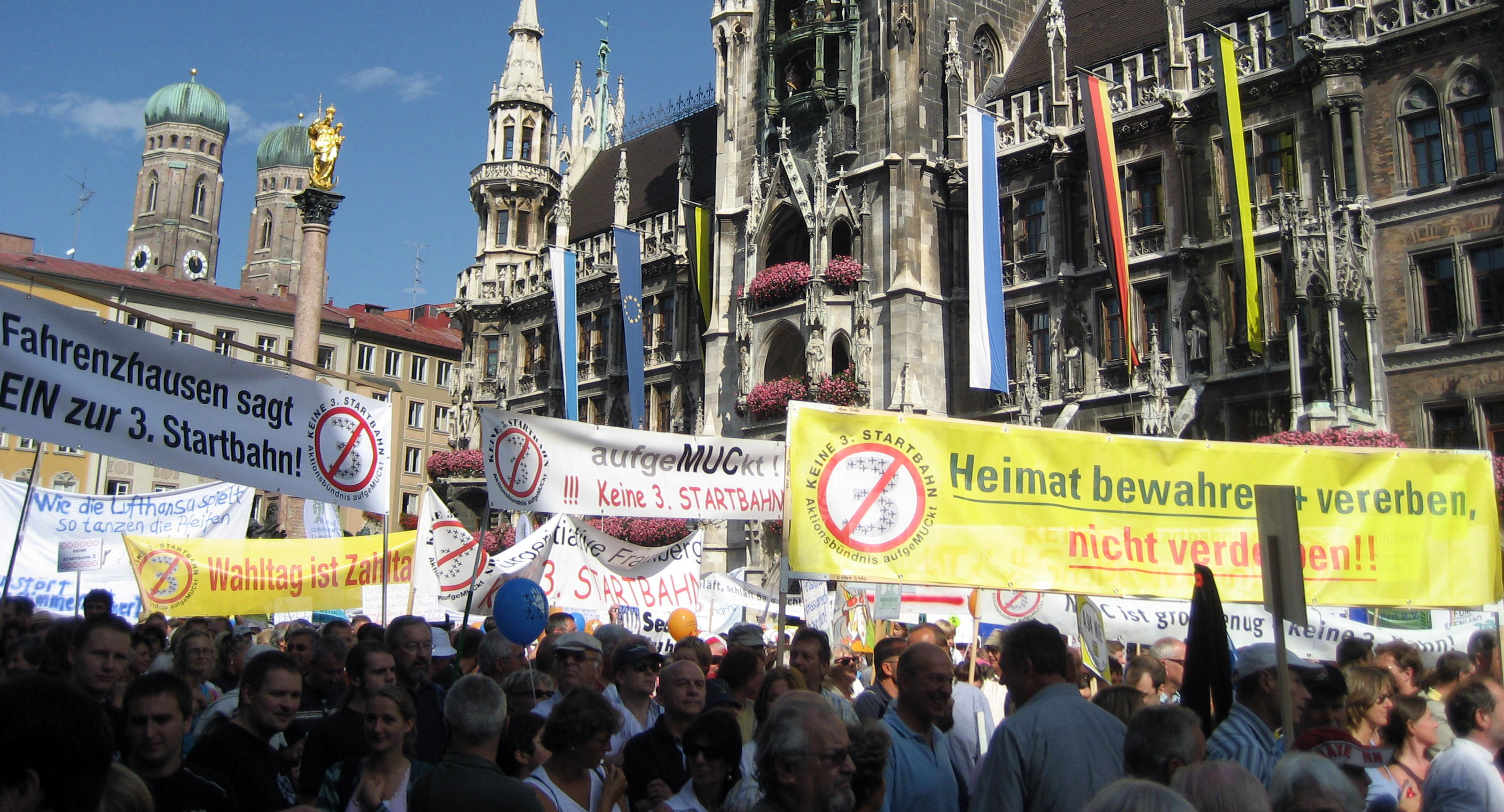
Großdemonstration gegen den Bau der dritten Start- und Landebahn

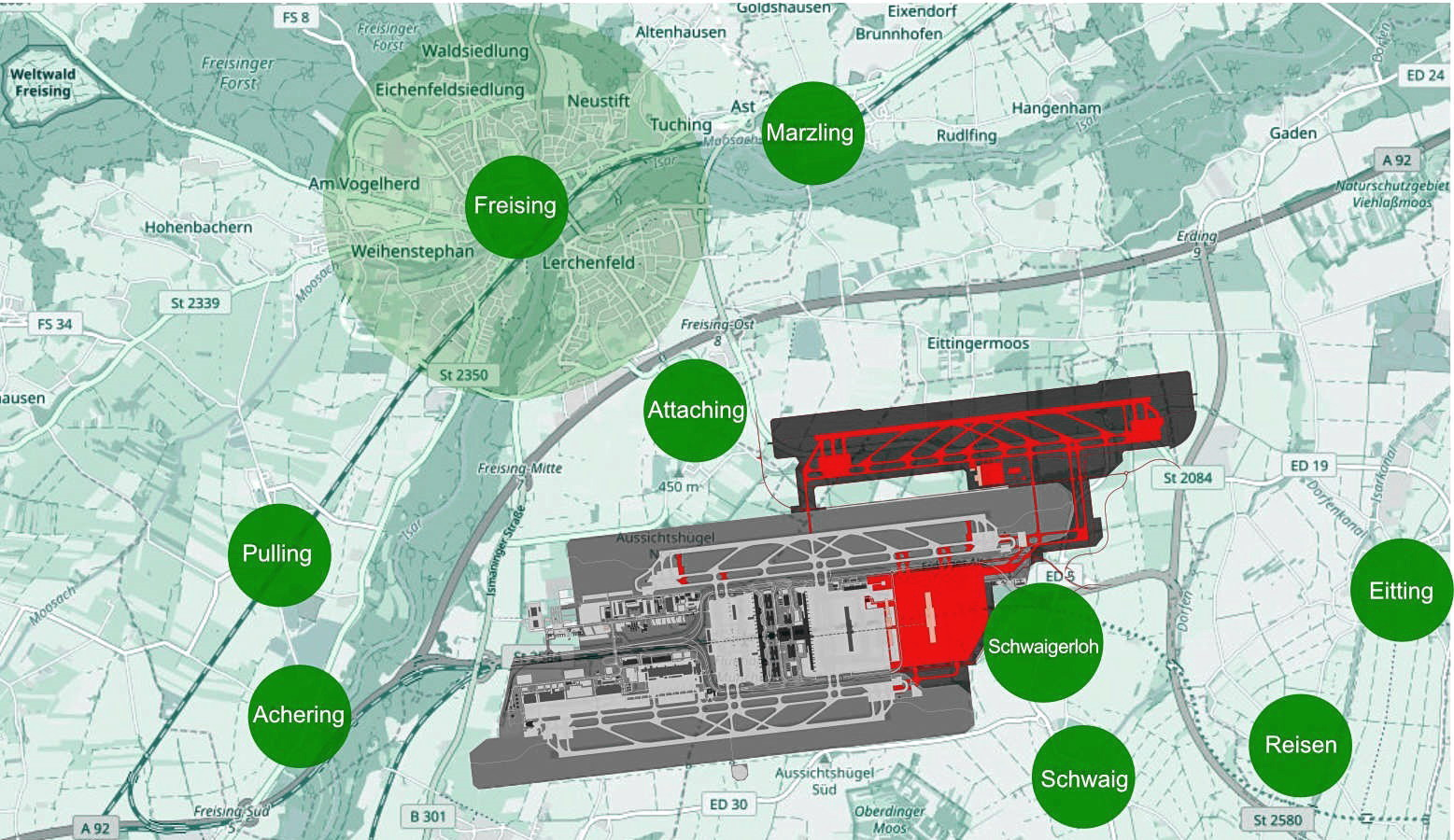
Lageplan Flughafen München mit der 3. Startbahn

Das Projekt zum Neubau einer dritten Start- und Landebahn ruft vor allem in der unmittelbar betroffenen Flughafenregion der Landkreise Freising und Erding, aber auch in anderen nahen Landkreisen Widerstand hervor. Man fordert unter anderem den Einsatz größerer Flugzeuge, um dem Bedarf gerecht zu werden und zweifelt vor allem die von der FMG dargelegten Wachstumsprognosen an.
Die Gegner des Ausbauprojekts schlossen sich zum Aktionsbündnis aufgeMUCkt zusammen (über 80 Gruppierungen, darunter Bürgerinitiativen, kirchliche Gruppierungen und Umweltorganisationen), das unter anderem vom Bund Naturschutz in Bayern unterstützt wird; und mehrere Demonstrationen organisierte. Auch von Seiten der katholischen Kirche, die Eigentümer einiger der betroffenen Grundstücke ist, wurde Widerstand gegen den Bau angekündigt. Seit dem Planfeststellungsbeschluss vom 26. Juli 2011 erfolgen verstärkt Proteste. Am 29. Oktober 2011 fand in München auf dem Marienplatz eine Großdemonstration mit rund 7000 Teilnehmern statt, unmittelbar vor dem Münchener Rathaus.
In einem Gutachten von etwa 2010 zum Planfeststellungsverfahren wurde ein Ölpreis von 50 Dollar/Barrel für 2020 angenommen. Hingegen schlossen Experten damals eine solch günstige Ölpreisentwicklung und die damit verbundene Wirtschaftlichkeit der Fluglinien aus. Die Internationale Energieagentur hielt schon damals Ölpreise von bis zu 200 Dollar/Barrel im Jahr 2025 für möglich. Die Gutachter hätten sich auf Daten der staatlichen amerikanischen Energy Information Administration von 2006 und 2007 gestützt und in ihrer Expertise ignoriert, dass Öl im Jahr 2008 bereits vorübergehend über 140 Dollar/Barrel kostete. Tatsächlich lagen die Ölpreise für die europäische Referenzölsorte Brent schon zwischen 2010 und 2014 bei deutlich über 50 Dollar/Barrel, zeitweise sogar bei über 100 Dollar/Barrel, sanken nur 2015 und 2020 kurzfristig bis auf etwa 25 Dollar/Barrel ab. Die wichtigsten Öl-Referenzsorten erreichten im März 2022 eine Preisspitze von 130 Dollar infolge des russischen Überfalls auf die Ukraine und kosteten in den letzten 1000 zurückliegenden Tagen (Stand: 5. April 2024) im Durchschnitt 86,5 Dollar.

#### Genehmigungsverfahren und politische Lage
Am 26. Juli 2005 beschloss der Aufsichtsrat der Flughafen München GmbH (FMG) wegen der sich abzeichnenden Kapazitätsengpässe des bestehenden Bahnsystems das Raumordnungsverfahren für den Bau einer dritten Start- und Landebahn einzuleiten. Am 21. Februar 2007 beurteilte die Regierung von Oberbayern die Ausbaumaßnahme in der beantragten Form (Bahnlage 5b) als landesplanerisch positiv. Die FMG habe schlüssig dargelegt, „dass die vorhandene Kapazität des Start- und Landebahnsystems in den kommenden Jahren ausgeschöpft sein werde und dass das mittel- und langfristig zu erwartende Luftverkehrsaufkommen den Bau einer weiteren Start- und Landebahn erforderlich mache“, so die Regierung.
Am 24. August 2007 reichte die FMG bei der Regierung von Oberbayern den Antrag auf Planfeststellung ein. Vom 5. November 2007 bis zum 4. Dezember 2007 lagen die Planunterlagen, bestehend aus über 10.000 Seiten mit 500 Plänen in insgesamt 47 Aktenordnern in den Umlandgemeinden zur Öffentlichkeitsbeteiligung aus. Auch im Internet konnten die vollständigen Planfeststellungsunterlagen eingesehen werden. Fristgerecht gingen bei der Regierung von Oberbayern 59.191 Einwendungen ein (davon sind 57.032 Masseneinwendungen) sowie 123 Stellungnahmen der vom Vorhaben betroffenen Landkreise und Gemeinden, der Träger öffentlicher Belange und sonstiger Stellen. An insgesamt 59 Anhörungstagen wurden vom 11. November 2008 bis zum 31. März 2009 im Ballhausforum in Unterschleißheim die Anliegen der vom Ausbauvorhaben betroffenen Bürger erörtert. Die Flughafen München GmbH als Antragstellerin nahm zur Planrechtfertigung Stellung und erwiderte auf vorgebrachte Einwände. Die Themen des von der Regierung von Oberbayern als der zuständigen Genehmigungsbehörde durchgeführte Erörterungsverfahren gliederte sich in elf Teilabschnitte. Zum Antrag der Flughafen München GmbH (FMG) für den Bau der dritten Start- und Landebahn auf dem Verkehrsflughafen München wurden vom 12. April 2010 bis 11. Mai 2010 ergänzende Unterlagen in den Umlandgemeinden zur Einsicht ausgelegt. Die von der FMG vorgelegten Gutachten, Stellungnahmen und Pläne enthielten insbesondere eine Überarbeitung der Luftverkehrsprognose, neue Berechnungen zum Fluglärm nach Inkrafttreten weiterer Verordnungen zum Fluglärmschutzgesetz, neue und geänderte naturschutzrechtliche und -fachliche Ausarbeitungen einschließlich einer Umweltverträglichkeitsstudie sowie Unterlagen zum externen Risiko und zu Immobilienpreisveränderungen. Zugleich wurde das von der Regierung von Oberbayern beauftragte Gutachten des Hamburgischen WeltWirtschaftsInstituts (HWWI) zu den wirtschaftlichen Grundlagen für die Prognose des Luftverkehrsaufkommens am Verkehrsflughafen München mit ausgelegt. Wieder wurden die Einwendungen der Bürger von der zuständigen Planfeststellungsbehörde entgegengenommen und die Antragstellerin FMG wurde aufgefordert, Stellung zu nehmen. Eine aktualisierte Argumentesammlung mit einer Zusammenstellung der Einwendungen betroffener Bürger und den Erwiderungen wurde am 29. September 2010 veröffentlicht. Es gab im Planfeststellungsverfahren fast 60.000 Einwendungen.
Im Februar 2011 musste wegen neuer Erkenntnisse bezüglich der vorhandenen Vogelpopulation der Bund Naturschutz in einem Einzelanhörungsverfahren erneut beteiligt werden. Durch die massive Gefährdung dieser Populationen sieht sich der Bund Naturschutz in seiner rigorosen Ablehnung der Erweiterung des Flughafens erneut bestätigt.
Am 26. Juli 2011 hat die Regierung von Oberbayern einen Planfeststellungsbeschluss zum Bau einer dritten Start- und Landebahn am Verkehrsflughafen München erlassen, verbunden mit der Anordnung der sofortigen Vollziehung. Die Flughafen München GmbH als Antragstellerin hatte erklärt, bis zur Entscheidung des Verwaltungsgerichtshofs über die sofortige Vollziehbarkeit nicht mit den Bauarbeiten zu beginnen.
Am 4. November 2011 war die Frist für Klagen und Anträge auf vorläufigen Rechtsschutz gegen den Planfeststellungsbeschluss der Regierung von Oberbayern für die dritte Start- und Landebahn am Flughafen München abgelaufen. Beim Bayerischen Verwaltungsgerichtshof (BayVGH) waren hierzu 22 Klagen und sieben Anträge eingegangen.
Im Dezember 2011 regte der BayVGH an, dass die Flughafen München GmbH vom Recht auf Sofortvollzug keinen Gebrauch machen solle, bis die Richter über die Klagen in der Hauptsache entschieden hätten. Die Staatsregierung hat in einer Kabinettssitzung am 16. Januar 2012 beschlossen, dass die Betreibergesellschaft zunächst die gerichtliche Entscheidung im Hauptsacheverfahren abwartet, damit „ein Höchstmaß an Rechtssicherheit“ gewährleistet sei.

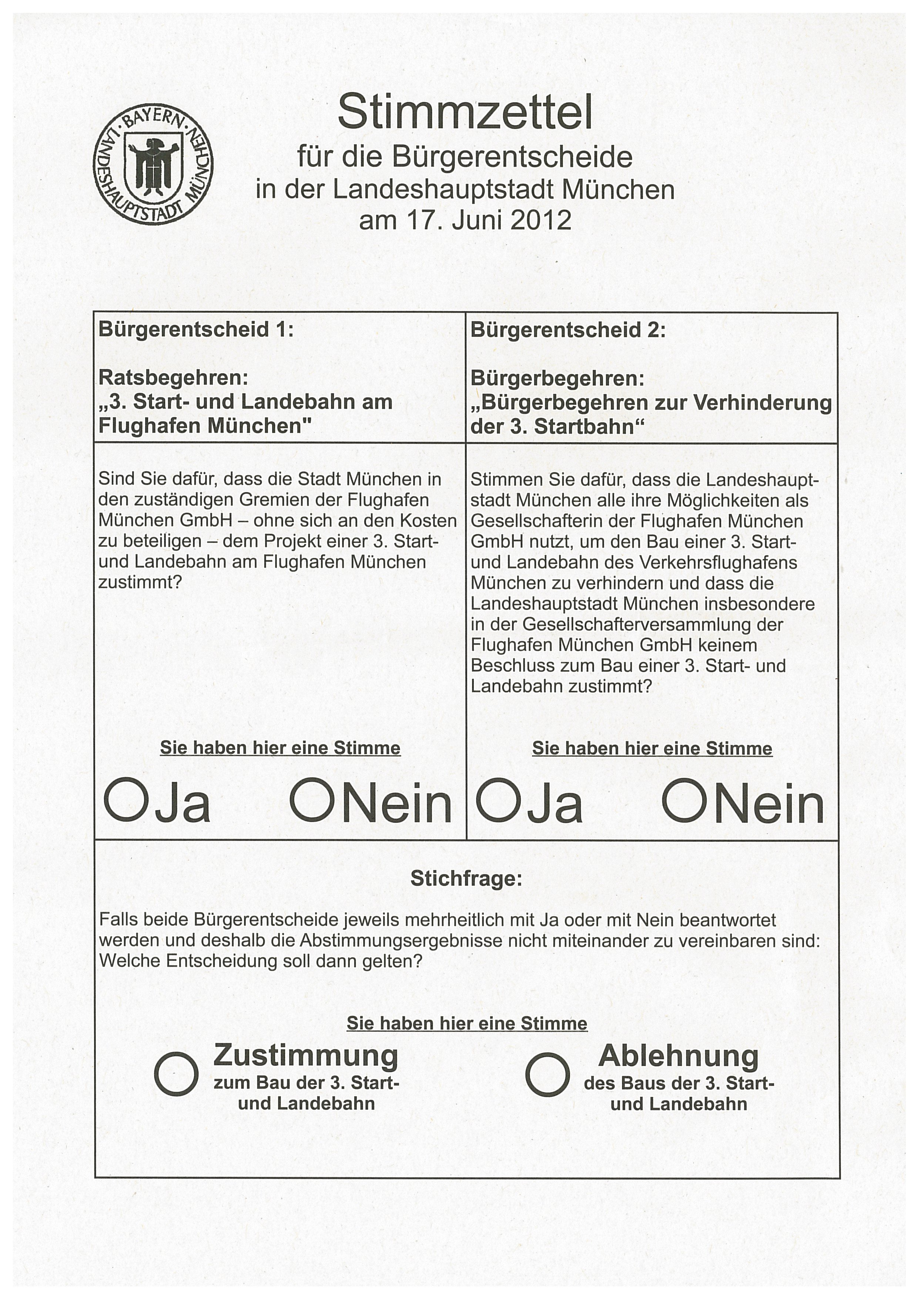
Stimmzettel zu den Bürgerentscheiden

Mit dem Bürgerentscheid vom 17. Juni 2012 in der Landeshauptstadt München, welches federführend durch das Bündnis 90/Die Grünen, ÖDP und der Linken als Bündnis „München gegen die 3. Startbahn“ initiiert wurde, wurde der Bau einer dritten Start- und Landebahn am Flughafen München mit 54,3 % der Stimmen mehrheitlich abgelehnt. 32,8 % der Münchner Bürger beteiligten sich an der Abstimmung.
Obwohl die einjährige Bindungsfrist des Bürgerentscheids längst abgelaufen ist, steht die politische Entscheidung über den Bau der dritten Startbahn noch aus. Dazu ist die Zustimmung aller Gesellschafter der Flughafen München GmbH erforderlich, zudem müssen Beschlüsse in der Gesellschafterversammlung einstimmig gefasst werden. Bislang fühlt sich die Landeshauptstadt München an das Ergebnis des Bürgerentscheids von 2012 gebunden. Genehmigungsrechtlich liegt ein positiver Planfeststellungsbeschluss der Regierung von Oberbayern für den Bau einer dritten Start- und Landebahn vor, der in einem Urteil des Bayerischen Verwaltungsgerichtshofs (VGH) vom 19. Februar 2014 in allen Punkten bestätigt wurde. Eine Revision hat das BayVGH nicht zugelassen. Christian Ude hatte sein Votum in der Gesellschafterversammlung vom Ergebnis des Bürgerentscheids in München abhängig gemacht, sein Nachfolger Dieter Reiter fühlt sich ebenso daran gebunden. Die Landeshauptstadt München hält 23 % der Anteile am Flughafen München, die beiden anderen Gesellschafter (Freistaat Bayern 51 % und die Bundesrepublik Deutschland 26 %) befürworten den Bau der dritten Start- und Landebahn.
Im Juli 2014 erfolgte die schriftliche Urteilsbegründung durch den Bayerischen Verwaltungsgerichtshof. Daraufhin erhoben mehrere Kläger, darunter die Stadt Freising und der Bund Naturschutz, eine Nichtzulassungsbeschwerde beim Bundesverwaltungsgericht in Leipzig, um eine mögliche Revision zu erreichen. Am 4. März 2015 verkündete das Bundesverwaltungsgericht seinen Beschluss vom 17. Februar 2015, nach dem die Klagen der Kommunen (Landkreis Freising und Stadt Freising sowie der Gemeinden Berglern, Eitting, Oberding und Fahrenzhausen) zurückgewiesen werden. Im Juli 2015 wurden auch die anhängigen Klagen des Bundes Naturschutz (BUND Bayern) und mehrerer Privatpersonen vom Bundesverwaltungsgericht zurückgewiesen.
Der Bayerische Ministerpräsident Horst Seehofer hat im Herbst 2015 mit Vertretern der Kommunen, der politischen Parteien, der Bürgerinitiativen sowie Wirtschaftsvertretern und den vom Ausbau betroffenen Bürgern in Attaching intensive Dialoggespräche geführt und hat für das Frühjahr 2017 eine politische Entscheidung zum Bau der dritten Start- und Landebahn angekündigt. Oberbürgermeister Dieter Reiter wiederum erwähnte im Februar 2017 in einer Sitzung des Münchner Stadtrates, dass „Anfang 2018 gegebenenfalls“ erneut ein Bürgerentscheid abgehalten werde.
Der Aufsichtsrat der Flughafen München GmbH hat sich im Juli 2017 einvernehmlich darauf verständigt, frühestens Ende 2017 erneut über den Ausbau zu beraten. Während Ministerpräsident Horst Seehofer weiterhin dafür plädiert, den politischen Konflikt im Dialog mit der Stadt und Oberbürgermeister Dieter Reiter zu lösen, sprach sich der Lufthansa Vorstandsvorsitzende Carsten Spohr abermals für die baldige Verwirklichung der Startbahn aus. Wenn München nicht abgehängt werden solle, werde man nicht ohne eine dritte Startbahn auskommen und ggf. sei dazu ein Gesellschafterwechsel notwendig. Nach einem Bericht im Münchner Merkur hieß es, Ministerpräsident Horst Seehofer plane eine Entscheidung vor der Landtagswahl 2018 und würde Münchens Oberbürgermeister Dieter Reiter um ein „klares Ja oder Nein zu einem erneuten Bürgerentscheid in der Stadt“ bitten. Andernfalls sei die Umwandlung des Flughafens in eine Aktiengesellschaft doch wieder ein Thema. Scharfe Kritik am Vorstoß Seehofers übten indes die Opposition und Gegner des Ausbauprojekts.
Im Februar 2018 rückte die CSU von ihren Plänen ab, noch vor der Landtagswahl im Herbst 2018 eine Lösung im Streit über den Bau einer dritten Start- und Landebahn am Münchner Flughafen herbeizuführen. Der designierte Ministerpräsident Markus Söder ließ keinen Zweifel daran, dass er für eine dritte Start- und Landebahn sei, es gäbe jedoch keinen Zeitdruck. Als Ziel für die Fertigstellung nannte er das Jahr 2025. Darauf reagierte Johannes Becher vom Bündnis 90/Die Grünen Bayern mit dem Hinweis auf Klima- und Umweltschutz und dem Argument, durch "Subventionen an die Airlines" würden "zusätzliche Flugbewegungen gekauft". Söder wolle die Diskussion über die Zukunft des Flughafens nicht allein auf die dritte Startbahn reduzieren, sondern eine Grundsatzdebatte führen, wo der Flughafen in zehn bis zwanzig Jahren stehen solle. Geschäftsführer Kerkloh kündigte an, dass die Flughafen München GmbH weiter um die dritte Startbahn kämpfen werde. Die Koalition aus CSU und Freien Wählern kündigte nach der Regierungsbildung 2018 an, die Pläne zum Ausbau bis 2023 nicht weiter zu verfolgen.
Das jahrelange Tauziehen um die 3. Startbahn, die „bereits schon in den ursprünglichen Bauplänen des neuen Münchner Flughafens im Erdinger Moos im Jahr 1969“ eingetragen war, veranlasst den Münchner Merkur im Jahr 2020 eine Chronologie über die Entwicklungen zu veröffentlichen.
Angesichts der massiven Einbrüche im Luftverkehr wegen der Corona-Krise kündigte Bayerns Ministerpräsident Söder (CSU) im September 2020 an, die Planungen für den Bau einer 3. Start- und Landebahn für den Flughafen München auf Eis zu legen. Die Pläne für den Bau einer dritten Startbahn am Münchner Flughafen würden auf längere Sicht nicht weiter vorangetrieben, zu seiner Amtszeit werde es die Startbahn nicht geben.
Im Entwurf zur Teilfortschreibung des Landesentwicklungsprogramms 2035, der vom Bayerischen Ministerrat im November 2022 vorgelegt wurde, ist der Bau der dritten Startbahn weiterhin vorgesehen. Dies stieß auf Kritik der Umfeldkommunen und örtlicher Politiker.

#### Suche der Bahnlage
Anfangs wurden über 25 mögliche Bahnlagen geprüft, von denen sechs den Kapazitätsanforderungen der FMG genügten und welche zusammen mit dem eigens dafür gegründeten Nachbarschaftsbeirat mit Vertretern der Anliegergemeinden und Bürgerinitiativen erörtert wurden. Bei den sechs Bahnlagen handelte es sich jeweils um eine vier Kilometer lange Start- und Landebahn, welche parallel in verschiedenen Abständen und Versetzungen zum bestehenden Bahnsystem geplant war, davon zwei südlich und vier nördlich des bestehenden Bahnsystems. Bei allen Varianten musste der von der ICAO vorgeschriebene Abstand zu den beiden bestehenden Start- und Landebahnen eingehalten werden, um auch auf der geplanten dritten Start- und Landebahn einen unabhängigen und parallelen Betrieb zu gewährleisten.
Alle Varianten bis auf die sogenannte „Bahnlage 5b“ wurden aus verschiedenen Gründen verworfen. Bei der Variante 5b handelte es sich um eine Start- und Landebahn mit einer Länge von vier Kilometern und einer Breite von 60 Metern. Sie befand sich nördlich des bestehenden Bahnsystems mit einem Abstand von 1180 Metern zur bestehenden Nordbahn und einem Schwellenversatz Richtung Osten von 2100 Metern. Dennoch war bei dieser Variante erhebliche Lärmbeeinträchtigungen für die Ortschaften Attaching und Berglern zu erwarten, da Ortsteile direkt überflogen werden. In der Streusiedlung Schwaigermoos wurden die Bewohner von elf Anwesen abgesiedelt.
Die neue Nordbahn sollte im Falle der Realisierung gemäß den ICAO-Richtlinien (ICAO Annex XIV) die Bezeichnung 08L/26R erhalten, die nun in der Mitte liegende alte Nordbahn in 08C/26C umbenannt werden.

### Terminal 1, Erweiterung Flugsteig
Zwischen den Modulen A und B im Terminal 1 wird ein neuer Flugsteig gebaut, der 350 Meter weit ins westliche Vorfeld reicht. Ziel der Ausbaumaßnahme ist eine bedarfsgerechte Anpassung des Terminals an die Anforderungen des modernen Luftverkehrs. Für die Passagiere im Terminal 1 wird damit eine Steigerung der Service- und Aufenthaltsqualität erreicht. Am 350 Meter langen Pier werden zwölf Flugzeugpositionen entstehen, zwei davon werden mit je drei Fluggastbrücken für den Airbus A380 ausgestattet. Durch den Wegfall von vier bisherigen Gates ergeben sich so acht zusätzliche gebäudenahe Positionen, welche die Kapazität der beiden Terminalmodule um 6 Millionen jährlich steigern, vor allem aber mehr Platz und einen größeren Komfort für die Passagiere bieten werden. Zudem werden zahlreiche neue Geschäfts- und Gastronomieflächen entstehen. Die Regierung von Oberbayern hat den Planfeststellungsbeschluss für die Erweiterung des Terminal 1 am Münchner Flughafen im Oktober 2018 erlassen. Für das Ausbauvorhaben werden nach aktuellen Schätzungen Gesamtprojektkosten von rund 455 Millionen Euro veranschlagt, die die Flughafen München GmbH aus eigenen Mitteln aufbringen wird. 2018 haben die Bauarbeiten für den neuen Flugsteig begonnen; die Eröffnung verschob sich auf Grund der Covid-19-Pandemie auf mindestens Ende 2025.
Sollte ein weiterer Ausbau von Terminal 1 notwendig werden, könnte das Konzept auch auf die Module D und E übertragen werden.

### Terminal 2, Erweiterung Satellit durch „T-Stiel“
Mit einem im Dezember 2019 unterzeichneten „Letter of Intent“ haben die Flughafen München GmbH und die Deutsche Lufthansa AG ihre gemeinsame Absicht bekundet, das mit dem Terminal 2 verbundene Satellitengebäude durch einen rechtwinklig nach Osten anschließenden Baukörper, den sogenannten „T-Stiel“, zu erweitern. Durch die beabsichtigten Investitionen soll die Passagierkapazität des bereits heute nahezu ausgelasteten Terminal 2-Systems um bis zu zehn Millionen Fluggäste pro Jahr ausgebaut werden. Damit werde die strategische Zusammenarbeit bei der nachhaltigen Weiterentwicklung des Luftverkehrsdrehkreuzes München intensiviert und fortgeschrieben, erklärten der Münchner Flughafenchef Dr. Michael Kerkloh und Wilken Bormann, CEO Lufthansa Hub München anlässlich der Unterzeichnung der gemeinsamen Absichtserklärung. Am Drehkreuz München würden damit die Voraussetzungen für die absehbar steigende Passagiernachfrage bei gleichbleibend höchster Qualität für die Gäste geschaffen werden. Die Vorplanungen zum geplanten Bauprojekt haben begonnen.

## Weiterer Ausbau

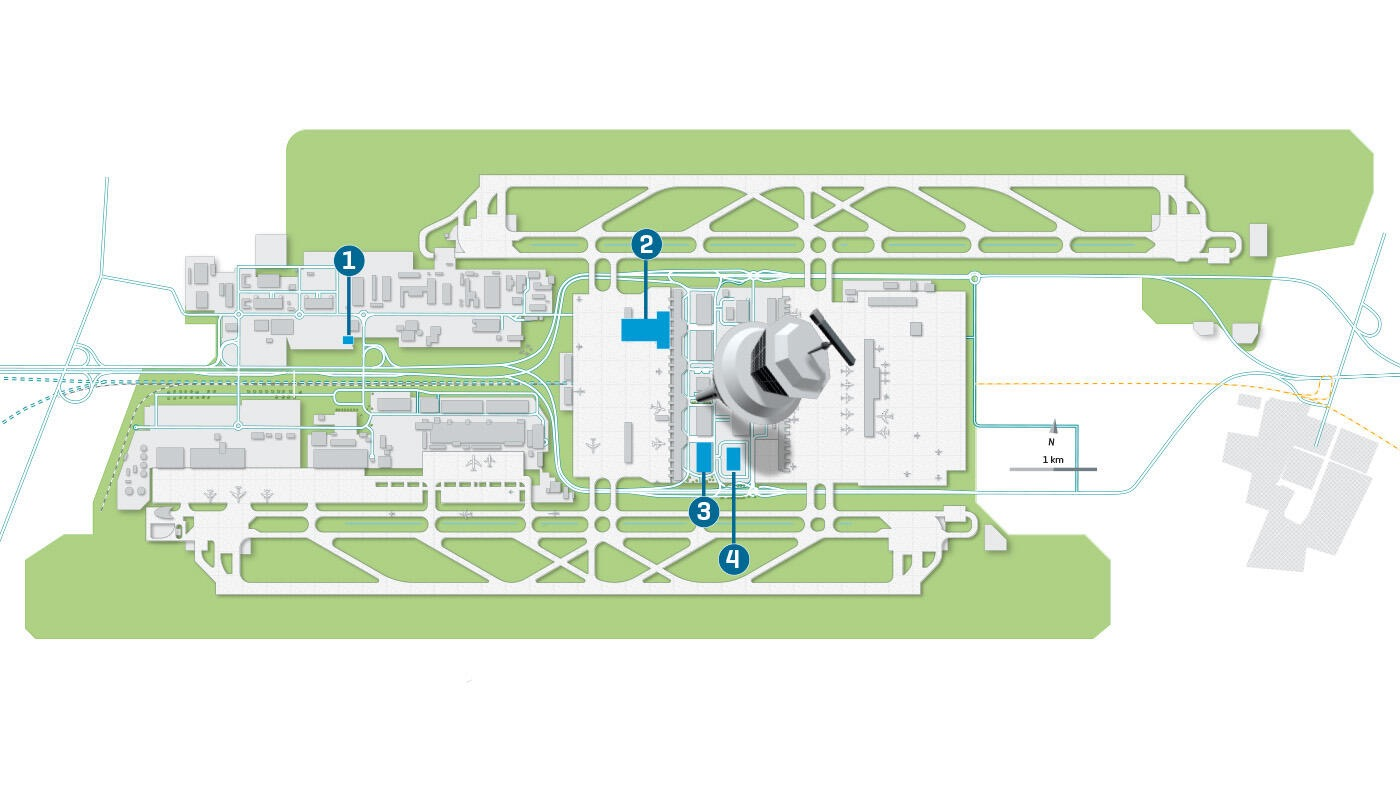
Bauprojekte am Flughafen München in Planung, bzw. im Bau
1. Hotel, 2. Terminal-Erweiterung,
3. Parkhaus, 4. Mobilitätszentrum

Neben der Erweiterung des Satelliten durch den „T-förmigen“ Anbau als neuer Flugsteig und Erweiterung am Terminal 1 sind drei weitere Ausbauprojekte in Planung, bzw. im Bau: ein Parkhaus, ein Hotel sowie ein Mobilitätszentrum – Mietwagenzentrum mit rund 5600 Stellplätzen.

## Verkehrszahlen, internationaler Vergleich, Auszeichnungen

Flugbewegungen, Fluggastaufkommen und Luftfracht am Flughafen München seit 1949.

Seit seiner Eröffnung 1992 hat sich das Passagieraufkommen des Münchner Flughafens vervierfacht: Wurden 1992 noch 12 Millionen Passagiere gezählt, starten und landen heute rund 48 Millionen Fluggäste in München (2019). Prognosen gehen davon aus, dass der Flughafen München bis zum Jahr 2025 über 58 Millionen Passagiere verzeichnen wird. Um die absehbaren Verkehrszuwächse bewältigen zu können, sollen die Kapazitäten des Flughafens dem Bedarf entsprechend erweitert werden.
Im August 2006 überstieg das gewerbliche Passagieraufkommen erstmals die 30-Millionen-Marke. 2015 nutzten bereits 41 Millionen Fluggäste, so viele wie noch nie zuvor, den Münchner Flughafen als Ausgangspunkt, Zwischenstopp oder Ziel ihrer Flugreise.
2019 zählte der Flughafen München mit rund 48 Millionen Fluggästen zu den verkehrsreichsten Flughäfen Europas und belegte unter den „Top Ten“ der europäischen Flughäfen den 8. Rang.
Mit knapp 14 Millionen Fluggästen wurde von Juli bis September 2019 ein neuer Quartalsrekord verzeichnet. Der Juli 2019 brachte mit insgesamt rund 4,7 Millionen Passagieren einen neuen Monatshöchstwert. Zudem nutzten am Freitag, den 27. September 2019, rund 174.000 Reisende Bayerns Luftverkehrsdrehkreuz – mehr als je zuvor an einem Tag. Wachstumstreiber ist insbesondere der internationale Verkehr von und nach München.
Als erster Flughafen Europas hat der Flughafen München die Auszeichnung 5-Star-Airport des Beratungsunternehmens Skytrax erhalten, die allerdings wegen ihrer mangelnden Objektivität kritisiert wird. Die Nutzung der Sterne-Klassifikation wird mit einer jährlichen Gebühr bezahlt. Bei einer weltweiten Umfrage unter Passagieren wurde der Flughafen München auch 2021 wieder zum besten europäischen Flughafen gewählt: Für den Flughafen München wurden hierbei im Bewertungsjahr 2020 insgesamt 23 Bewertungen eingereicht. Demgegenüber stehen im selben Zeitraum 11,11 Millionen Fluggäste, wodurch rechnerisch je 483.000 Fluggäste eine Bewertung abgegeben wurde. Auf einer Skala von 1 bis 10 wurden die beiden Terminals mit durchschnittlich 2,8 Punkte bewertet, wobei die Bestpunktzahl von 10 durch 2 Bewerter vergeben wurde. Nachdem der Flughafen in den vorhergehenden 15 Jahren insgesamt 13 Mal den fünften Rang belegte, rutschte er bei den „World Airport Awards 2021“ auf den 6. Rang ab. Unter den Flughäfen mit einem jährlichen Passagieraufkommen zwischen 40 und 50 Millionen rangiert München auf Platz 1 der Weltrangliste.
Die folgende Tabelle stellt die Verkehrszahlen des Münchner Flughafens in der Vergangenheit dar. Eine ausführliche Tabelle inklusive der Verkehrszahlen vom Flughafen München-Riem findet sich unter Verkehrszahlen des Flughafens München.
Das Maximum an Flugbewegungen wurde 2008 erzielt, als für das sogenannte Condor-Drehkreuz auch Bahnkapazitäten zu den Tagesrandzeiten genutzt werden konnten. Wegen fehlender Bahnkapazität aber steigender Nachfrage kommt heute zunehmend größeres Fluggerät zum Einsatz. Seither entwickeln sich die Flugbewegungen eher moderat, während das Fluggastaufkommen weiter ansteigt.
Durch eine parlamentarische Anfrage der Grünen im Bayerischen Landtag wurde 2020 bekannt, dass die Flughafengesellschaft 2019 Geld an Fluggesellschaften zahlte, um die Zahl der Starts und Landungen zu erhöhen. Die Grünen kritisierten, damit werde der Luftverkehr zum Schaden des Klimaschutzes und der anliegenden Bewohner künstlich aufgeblasen. Die Flughafen München GmbH erklärte dazu, dass sie nur befristete Unterstützung für bestimmte Flugverbindungen mit dem Ziel leiste, verkehrspolitisch für den Standort wichtige und wirtschaftliche Märkte zu erschließen. Derartige Förderkonzepte seien an den meisten europäischen Flughäfen gängige Praxis. Durch das Förderprogramm würden vor allem in der Anfangsphase bei einer Streckenaufnahme der hohe wirtschaftliche Aufwand sowie das unternehmerische Risiko der Fluggesellschaften abgefedert. Eine „exzellente“ Anbindung Bayerns an das weltumspannende Luftverkehrsnetz trage erheblich zu Konjunktur, Beschäftigung und Standortqualität bei. Die nachfragegerechte Weiterentwicklung des Verkehrsangebotes von und nach München sei deshalb ein wichtiger Beitrag zur Sicherung der Wettbewerbsfähigkeit des heimischen Wirtschaftsraums.
Bedingt durch die Auswirkungen der Corona-Pandemie sowie weltweite Reiserestriktionen sank das Passagieraufkommen 2020 um über 75 Prozent auf insgesamt 11,1 Millionen Fluggäste. Im Jahr 2021 erholte sich das Passagier- und Frachtaufkommen aufgrund anhaltender Coronamaßnahmen nur leicht auf etwa 12,5 Millionen Passagiere. 2022 erreichte der Flughafen München mit etwa 32 Millionen Passagieren wieder rund zwei Drittel des Niveaus vor der Pandemie aus dem Jahr 2019. Im Jahr 2023 nutzten über 37 Millionen Menschen den Flughafen München, was verglichen mit 2022 einem Plus von 17 Prozent entspricht. Damit liegt der Flughafen noch 27,6 Prozent unter dem Vorkrisenniveau von 2019.
| Betriebsjahr | Fluggastaufkommen | Luftfracht [t] | Flugbewegungen | Quelle          |
| ------------ | ----------------- | -------------- | -------------- | --------------- |
| 1992         | 12.018.202        | 056.847        | 192.153        | [ 201 ]         |
| 1995         | 14.867.922        | 070.519        | 213.951        | [ 201 ]         |
| 2000         | 23.125.872        | 133.234        | 319.009        | [ 201 ]         |
| 2005         | 28.619.427        | 202.844        | 398.838        | [ 201 ]         |
| 2008         | 34.530.593        | 256.757        | 432.296        | [ 201 ]         |
| 2010         | 34.721.605        | 274.729        | 389.939        | [ 201 ]         |
| 2011         | 37.763.701        | 303.655        | 409.956        | [ 201 ]         |
| 2012         | 38.360.604        | 290.301        | 398.039        | [ 201 ]         |
| 2013         | 38.672.644        | 287.809        | 381.951        | [ 201 ]         |
| 2014         | 39.700.515        | 309.361        | 376.678        | [ 201 ]         |
| 2015         | 40.981.522        | 336.162        | 379.911        | [ 201 ]         |
| 2016         | 42.261.309        | 353.650        | 394.430        | [ 201 ]         |
| 2017         | 44.577.241        | 378.803        | 404.505        | [ 201 ]         |
| 2018         | 46.253.623        | 368.377        | 413.469        | [ 201 ]         |
| 2019         | 47.959.885        | 350.058        | 417.138        | [ 202 ]         |
| 2020         | 11.112.773        | 150.928        | 146.833        | [ 203 ]         |
| 2021         | 12.496.432        | 181.952        | 153.097        | [ 201 ]         |
| 2022         | 31.642.702        | 266.707        | 285.028        | [ 204 ] [ 205 ] |
| 2023         | 37.047.745        | 302.150        | 281.867        | [ 206 ]         |
| 2024         | 41.568.000        | 311.000        | 327.200        | [ 2 ]           |